# Christkönig-Kirche (Saarbrücken)

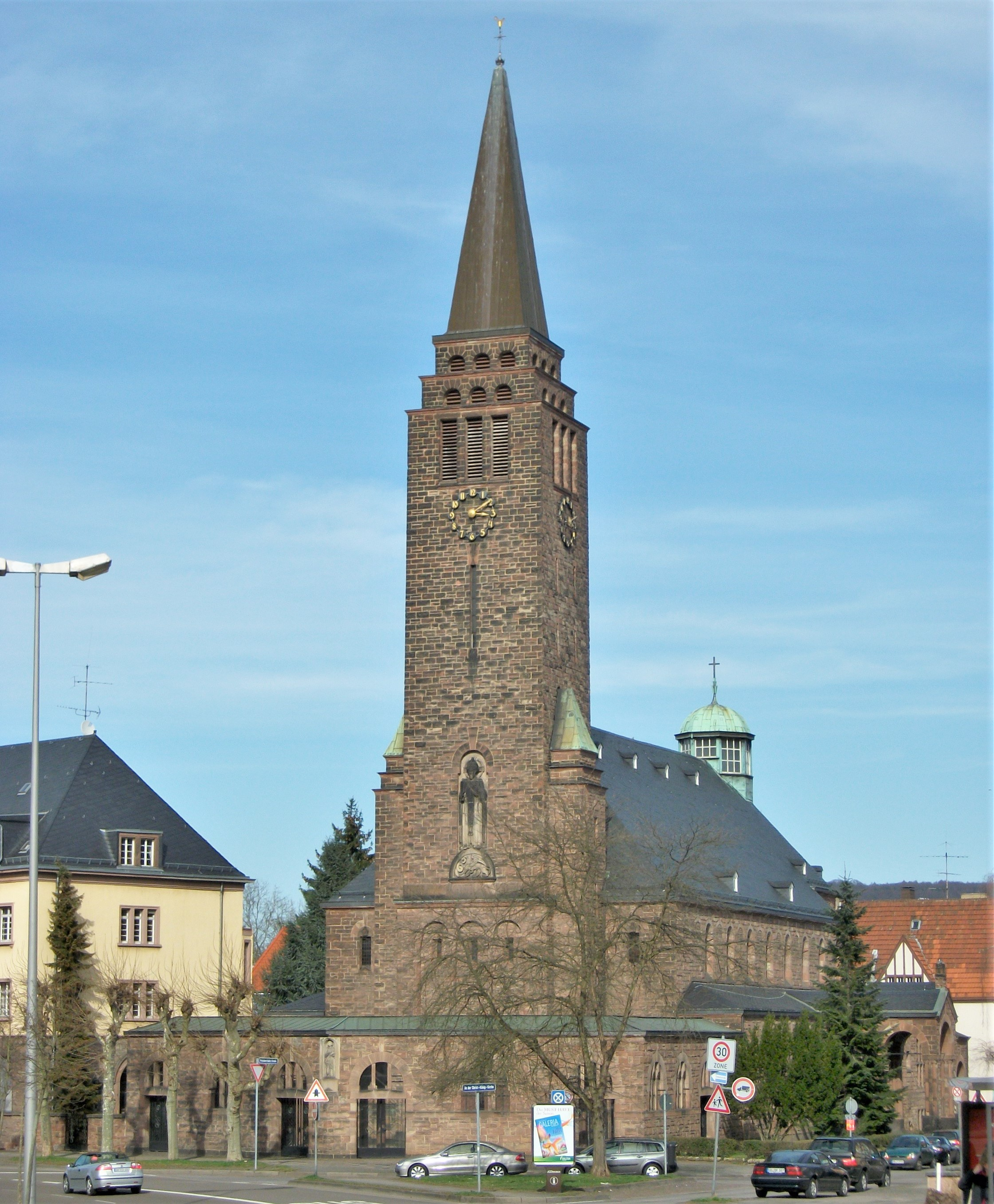
Die katholische Pfarrkirche Christkönig in Saarbrücken-St. Arnual

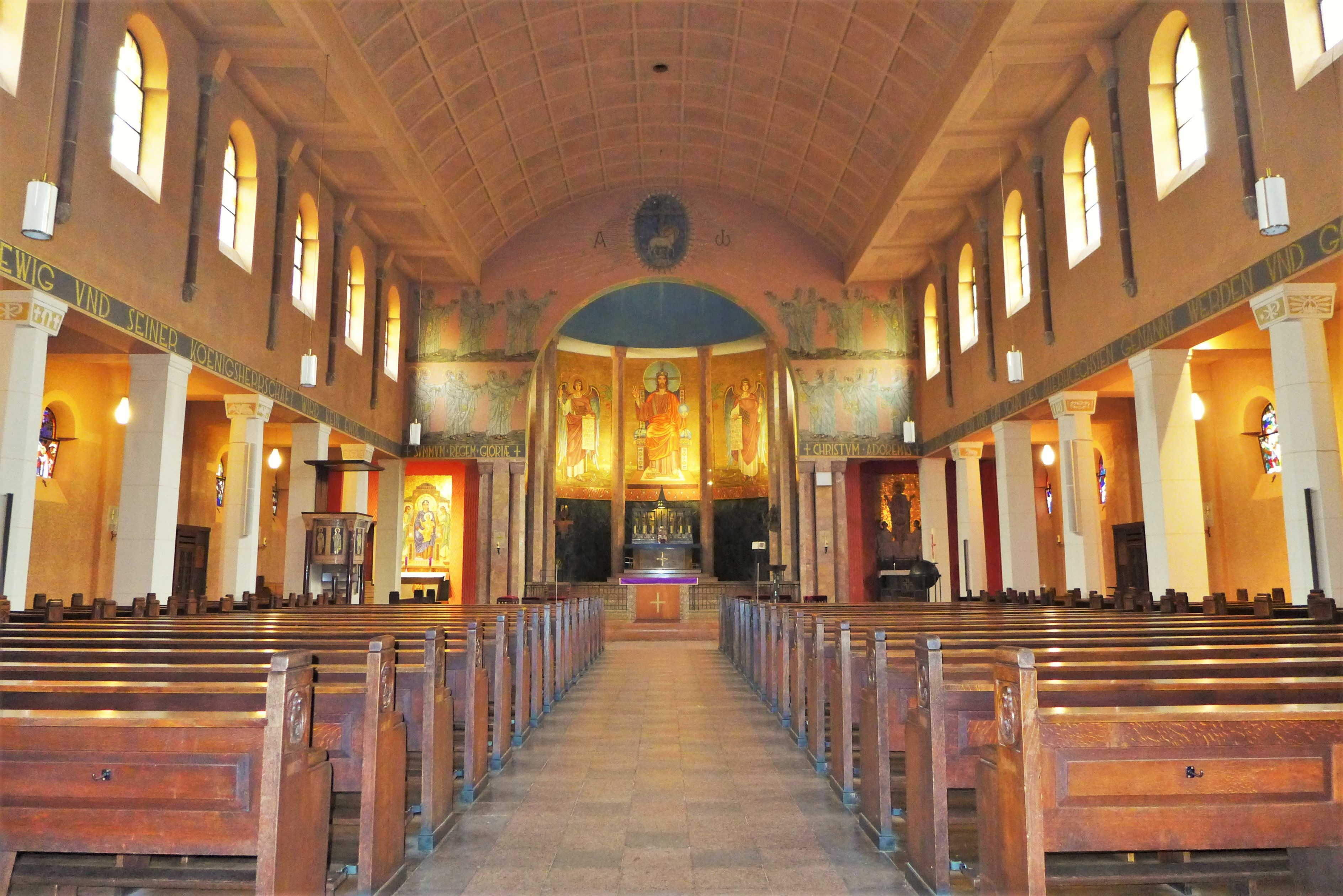
Kircheninneres mit Blick zur Apsis

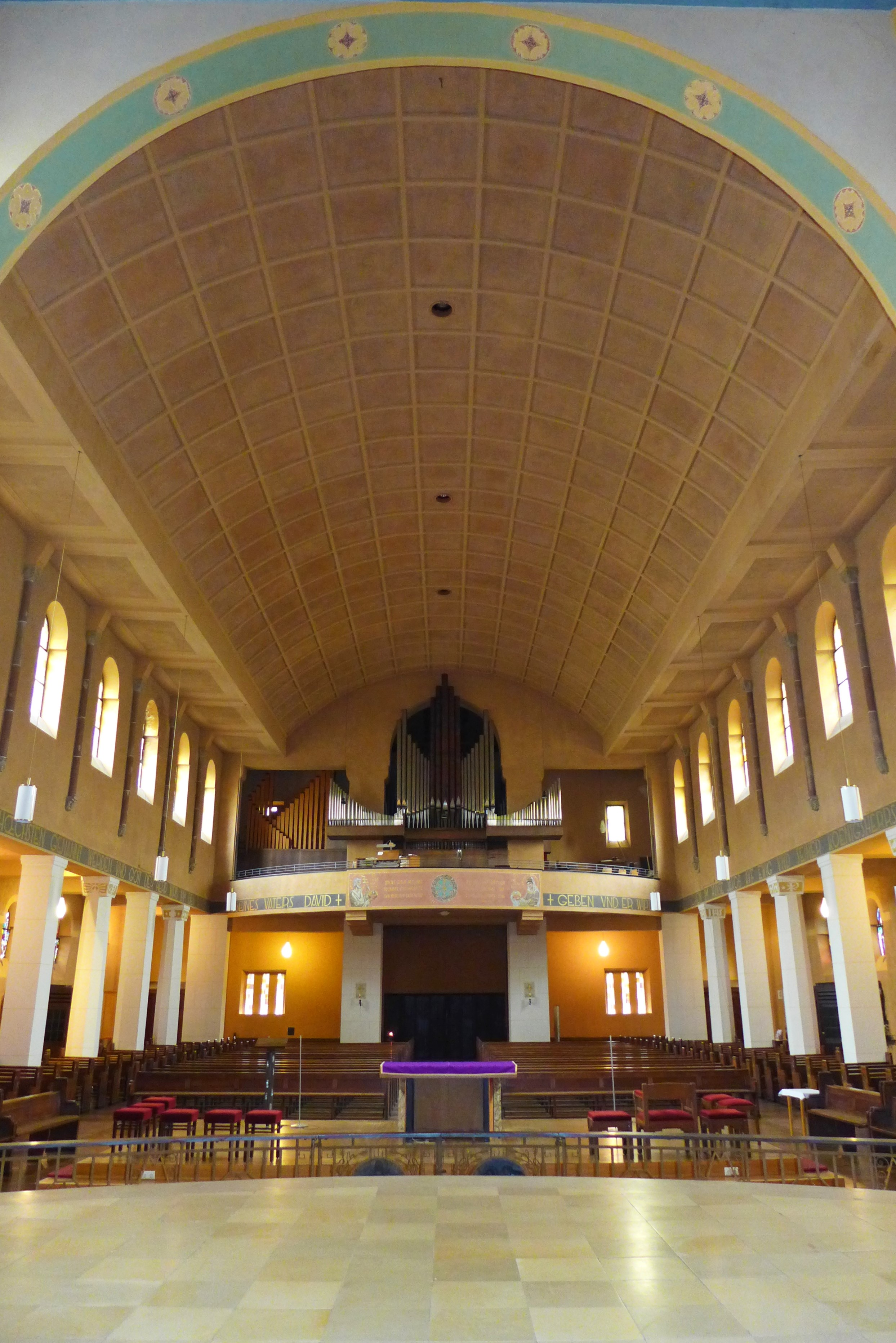
Kircheninneres mit Blick zur Orgelempore

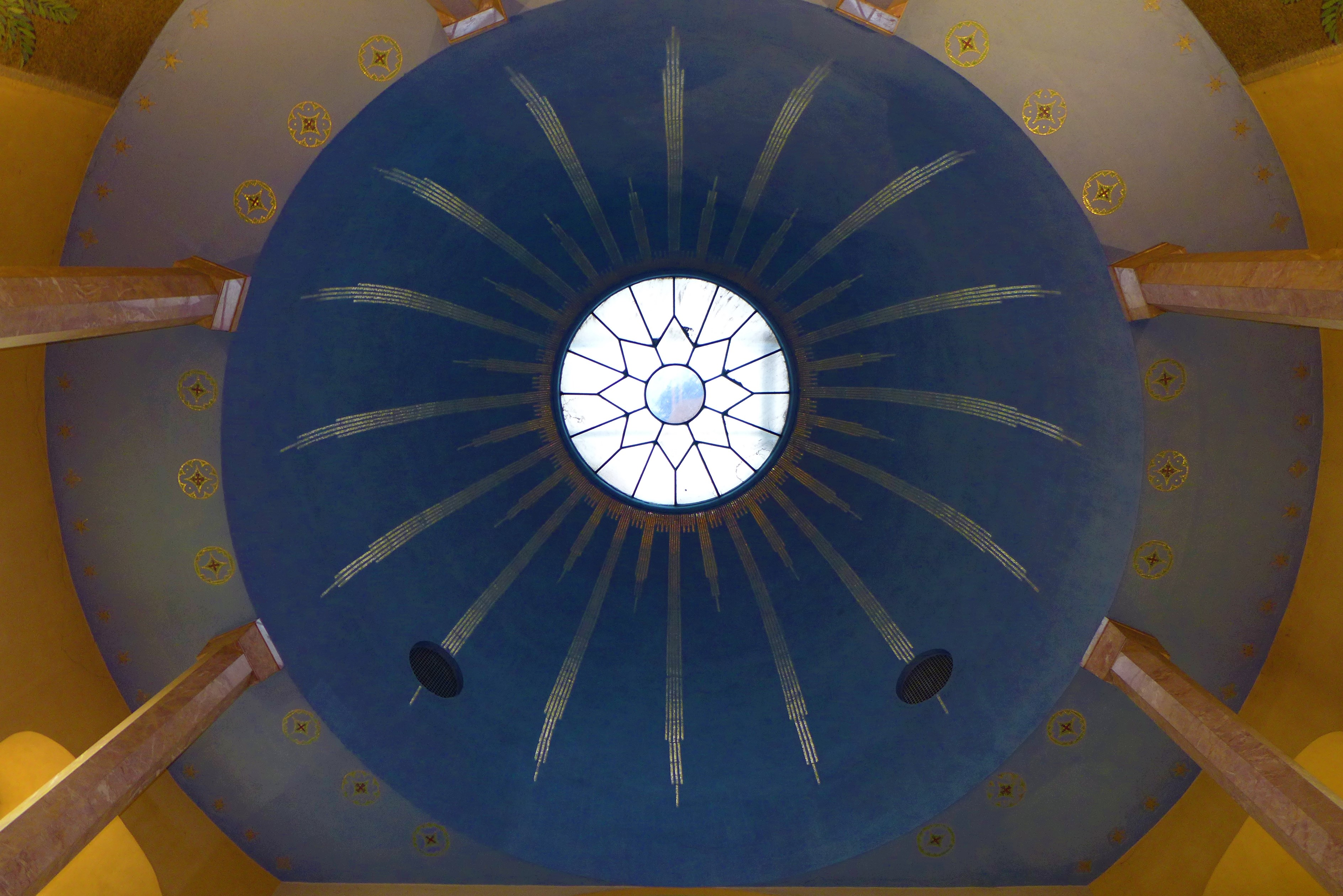
Chorkuppel

Die Christkönig-Kirche ist eine römisch-katholische Pfarrkirche in St. Arnual, einem Stadtteil der saarländischen Landeshauptstadt Saarbrücken. Das Patrozinium ist Christkönig. In der Denkmalliste des Saarlandes ist die Kirche als Einzeldenkmal im Ensemble An der Christ-König-Kirche aufgeführt. Hinsichtlich der christologischen Intention seiner Ikonographie ist das in einer expressionistisch interpretierten romanischen sowie byzantinischen Formensprache gestaltete Sakralgebäude von besonderer theologie- und kunstgeschichtlichen Bedeutung. Die Kirchengemeinde gehört zum Bistum Trier.

## Geschichte

### Vorgeschichte

Vorgängerpfarreien
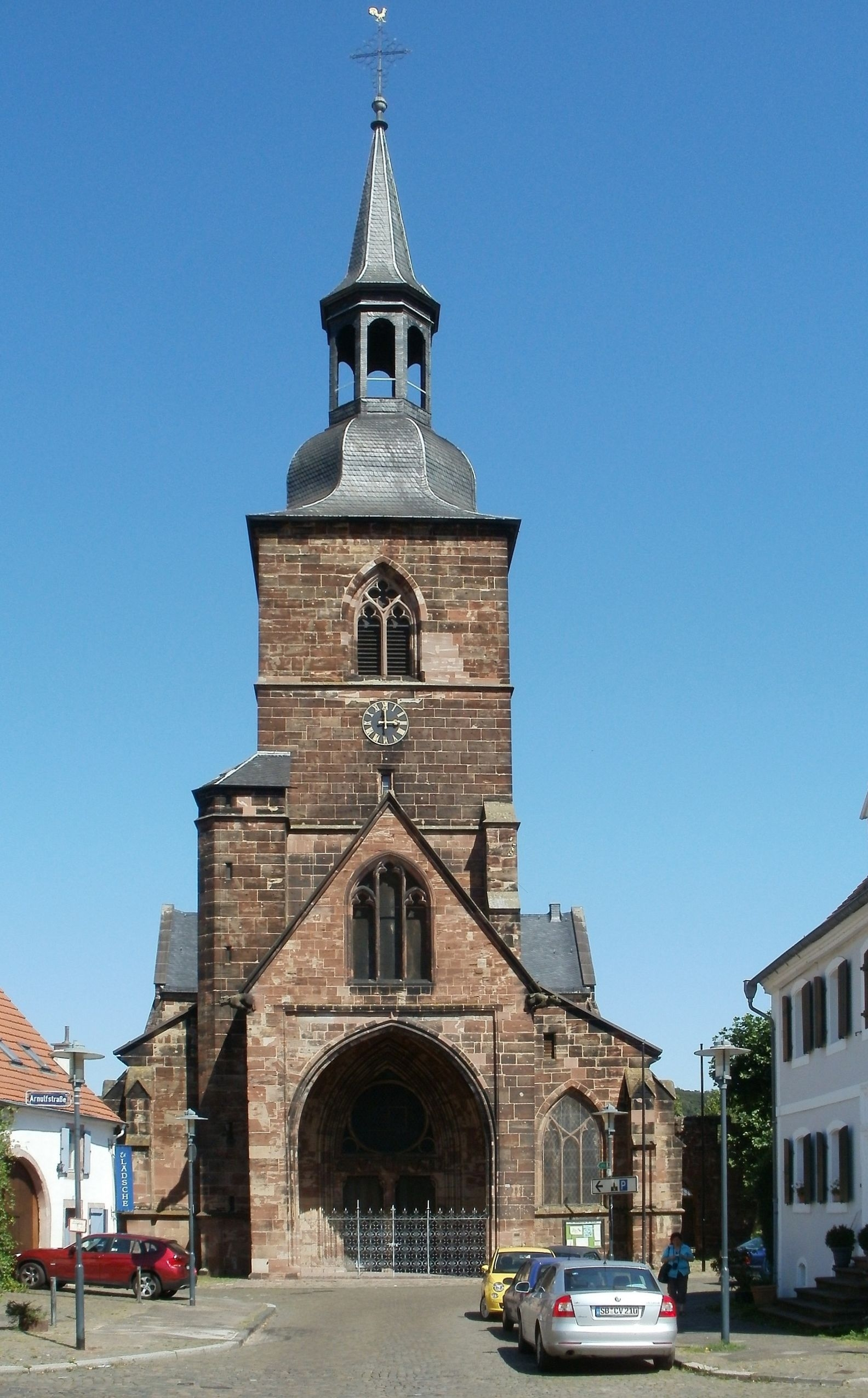
Stiftskirche St. Arnual in St. Arnual
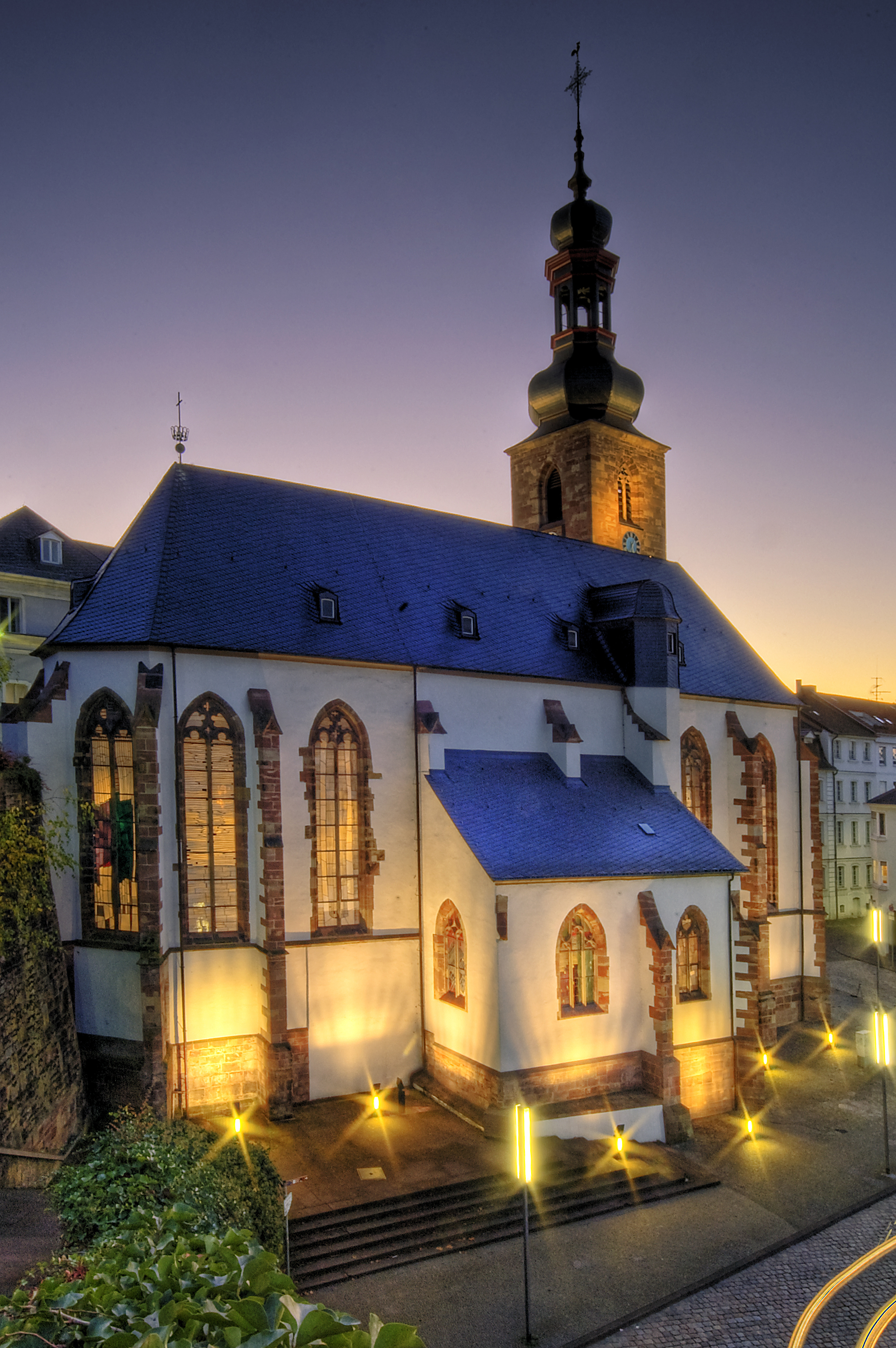
Saarbrücker Schlosskirche St. Nikolaus
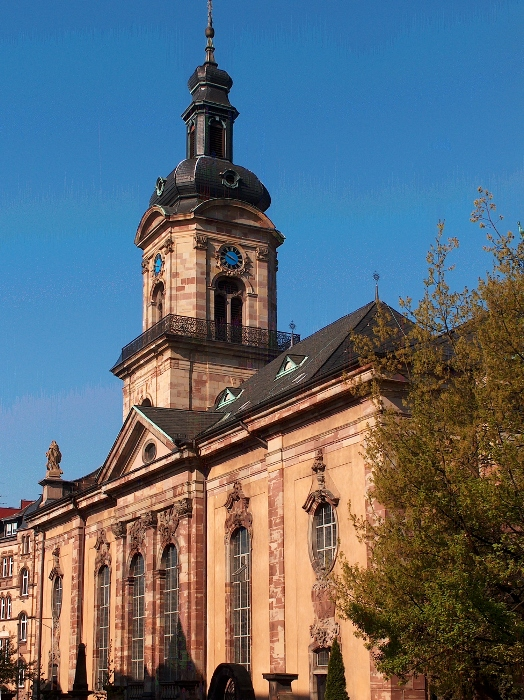
Basilika St. Johann in St. Johann
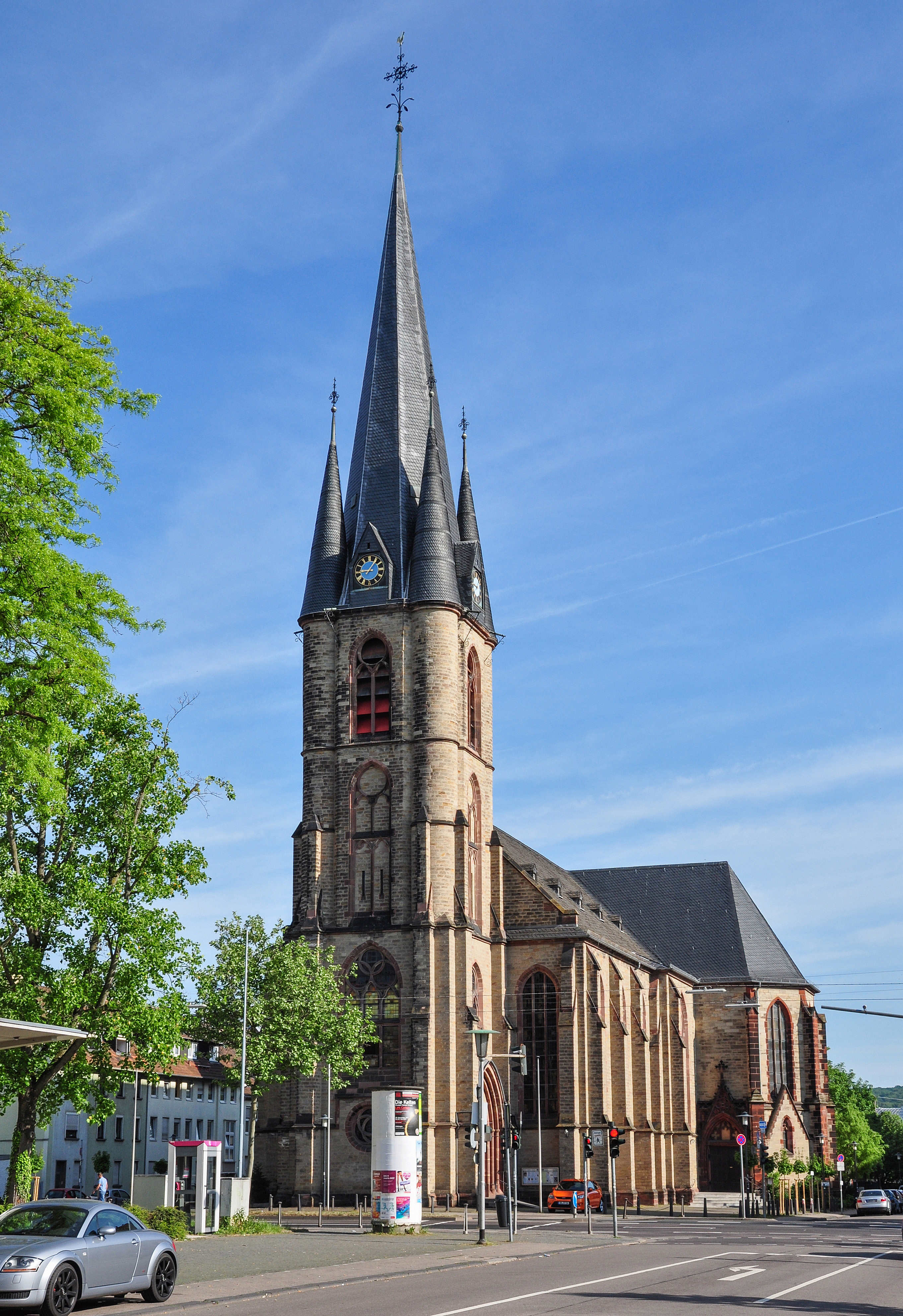
St. Jakob in Alt-Saarbrücken

Die Einwohner der ursprünglichen Stadt Saarbrücken, der heutige Stadtteil Alt-Saarbrücken, gehörten im Mittelalter zur Pfarrei der Stiftskirche St. Arnual. Saarbrücken besaß aber schon im 13. Jahrhundert eine eigene Kapelle. Der Bau dieser Kapelle geschah unter der Regierung der Gräfin Lauretta (1233–1271), wozu der Metzer Bischof Philipp von Flörchingen (1261–1264) am 23. August 1261 die Erlaubnis gegeben hatte.
Diese Kapelle war dem hl. Nikolaus von Myra geweiht worden. Nachdem die alte Kapelle baufällig geworden war, errichtete Baumeister Hans von Zabern an ihrer Stelle im Jahr 1476 die heutige gotische Saarbrücker Schlosskirche. Dennoch blieben Saarbrücken und St. Johann weiterhin vom St. Arnualer Stift abhängig. Erst im Jahr 1549 gab das Stiftskapitel seine Erlaubnis, dass ein von ihm bestellter Priester in Saarbrücken residierte und die Schlosskirche zur Pfarrkirche St. Nikolaus erhoben wurde.
Nachdem im Jahr 1575 durch Beschluss von Graf Philipp III. von Nassau-Saarbrücken die Reformation zwangsweise eingeführt worden war, gab es bis zu Beginn des 19. Jahrhunderts in Saarbrücken keine katholische Pfarrei mehr. Am 9. Mai 1803 wurde im damals zu Frankreich (Département de la Sarre) gehörenden Saarbrücken eine Kantonspfarrei errichtet, die aber über keine eigene Kirche verfügte, sondern die katholische Kirche in St. Johann mitnutzen musste. Erst in den Jahren 1885 bis 1887 konnte mit dem Bau der Kirche St. Jakob, die nach Plänen des Architekten und Dombaumeisters Arnold Güldenpfennig aus Paderborn errichtet worden war, wieder eine eigene katholische Pfarrkirche in Benutzung genommen werden. Das diesbezügliche Jakobus-Patrozinium hatte man vom Jakobus-Altar der mittelalterlichen Burgkapelle zu Saarbrücken übernommen.
Die Saarbrücker Pfarrei St. Jakob, die im Jahr 1887 erst 2800 Katholiken gezählt hatte, entwickelte sich in den Folgejahren – trotz der Verluste des Ersten Weltkrieges zahlenmäßig rasant: 5390 (1897), 8600 (1906), 9600 (1910), 11000 (1914), 12000 (1920), 13000 (1926), 14000 (1928).

### Planungen
Im Dezember 1919 wandte sich der damalige Pfarrer der Saarbrücker Pfarrei St. Jakob, Johann Ludger Schlich (1876–1950, seit 1913 Pfarrer in St. Jakob, 1929 Pfarrer der Christkönigskirche und Dechant von Saarbrücken sowie Päpstlicher Hausprälat, 1935 Entlassung nach Auseinandersetzungen mit der NSDAP), an das Bischöfliche Generalvikariat in Trier mit der Bitte um eine Verkleinerung der katholischen Großstadtpfarreien der Hauptstadt des Saargebietes, da die Seelsorge durch allein vier Pfarreien nicht mehr adäquat zu leisten sei. Saarbrücken war damals in die Pfarreien St. Johann (St. Johann an der Saar), St. Eligius mit der Filialkirche Herz Jesu (beide Burbach), St. Josef (Malstatt) sowie St. Jakob (Alt-Saarbrücken) unterteilt.
Schlich forderte in seinem Schreiben die Errichtung einer Pfarrei im Stadtteil St. Arnual. Die dortige Stiftskirche St. Arnual war durch die durch das Saarbrücker Grafenhaus im Jahr 1575 eingeführte Reformation evangelisch geworden. Die im Jahr 1919 in St. Arnual lebenden 300 bis 400 Katholiken (bei 1600 Protestanten) mussten zum Besuch der Messe in die etwa vier Kilometer entfernte Jakobskirche in Alt-Saarbrücken gehen. Das Einzugsgebiet St. Arnuals umfasste allerdings bereits annähernd 1200 Katholiken. Zusammen mit den 3100 Katholiken, die im Wohngebiet saarabwärts bis zum Schlossplatz lebten, umfasste das abzupfarrende Gebiet etwa 4300 Menschen, sodass der Altpfarrei St. Jakob noch etwa 9800 Gläubige verblieben.
Das Pfarrgebiet erstreckte sich links der Saar über die Gemarkungen von St. Arnual und Alt-Saarbrücken vom Spicherner Bann bis zur Alten Brücke, von dort über die linke Seite der Schlossbergstraße und den Schlossplatz über die Talstraße
zur Spichererbergstraße.

### Notkirchen
Bereits im Ersten Weltkrieg hatte man mit dem Abhalten von katholischen Messen im St. Arnualer Garnisonslazarett begonnen, um die Seelsorge zu erleichtern. Da das Garnisonslazarett allerdings mit der Besetzung Saarbrückens durch die Französische Armee nach dem Ersten Weltkrieg von dieser requiriert worden war, musste man sich nach einer alternativen Örtlichkeit umsehen. So wurde ab September 1920 der 70 Quadratmeter große Festsaal des St. Arnualer Gasthauses Fried angemietet, um dort provisorische Heilige Messen abzuhalten. Somit konnten nach 345 Jahren Unterbrechung erstmals wieder regelmäßig katholische Messen in St. Arnual gelesen werden. Nach Unstimmigkeiten mit der protestantischen Gastwirtsfamilie und aufgrund der Unzulänglichkeit des Festsaales wurde der Mietvertrag bereits nach drei Jahren gekündigt, sodass man sich erneut auf die Suche nach einer geeigneten Räumlichkeit machen musste.
So stellte Pfarrer Schlich, der seit 1920 gewähltes Mitglied des Saarbrücker Stadtrates war, bei der Stadtverwaltung einen Antrag auf Ankauf eines Baugrundstücks für eine katholische Kirche in St. Arnual, den der Saarbrücker Stadtrat am 6. September 1921 genehmigte. Der Stadtrat verkaufte den Baugrund der heutigen Christkönigskirche (3235 Quadratmeter, 1928 um 81 Quadratmeter vergrößert) – gegen den Widerstand der Linksparteien, der Liberalen sowie der Mitglieder der Saarbrücker Freimaurerloge – zu erheblich vergünstigten Konditionen. Bis zur Vollendung einer neuen Kirche sollte der Gottesdienst in einer ehemaligen Kaserne stattfinden. Die Regierungskommission des Saargebietes gestattete daraufhin im Mai 1924 die Nutzung eines fast 200 Quadratmeter großen Fahrzeugschuppens an der Barbarastraße in Saarbrücken als Notkirche.

### Architektenwettbewerb

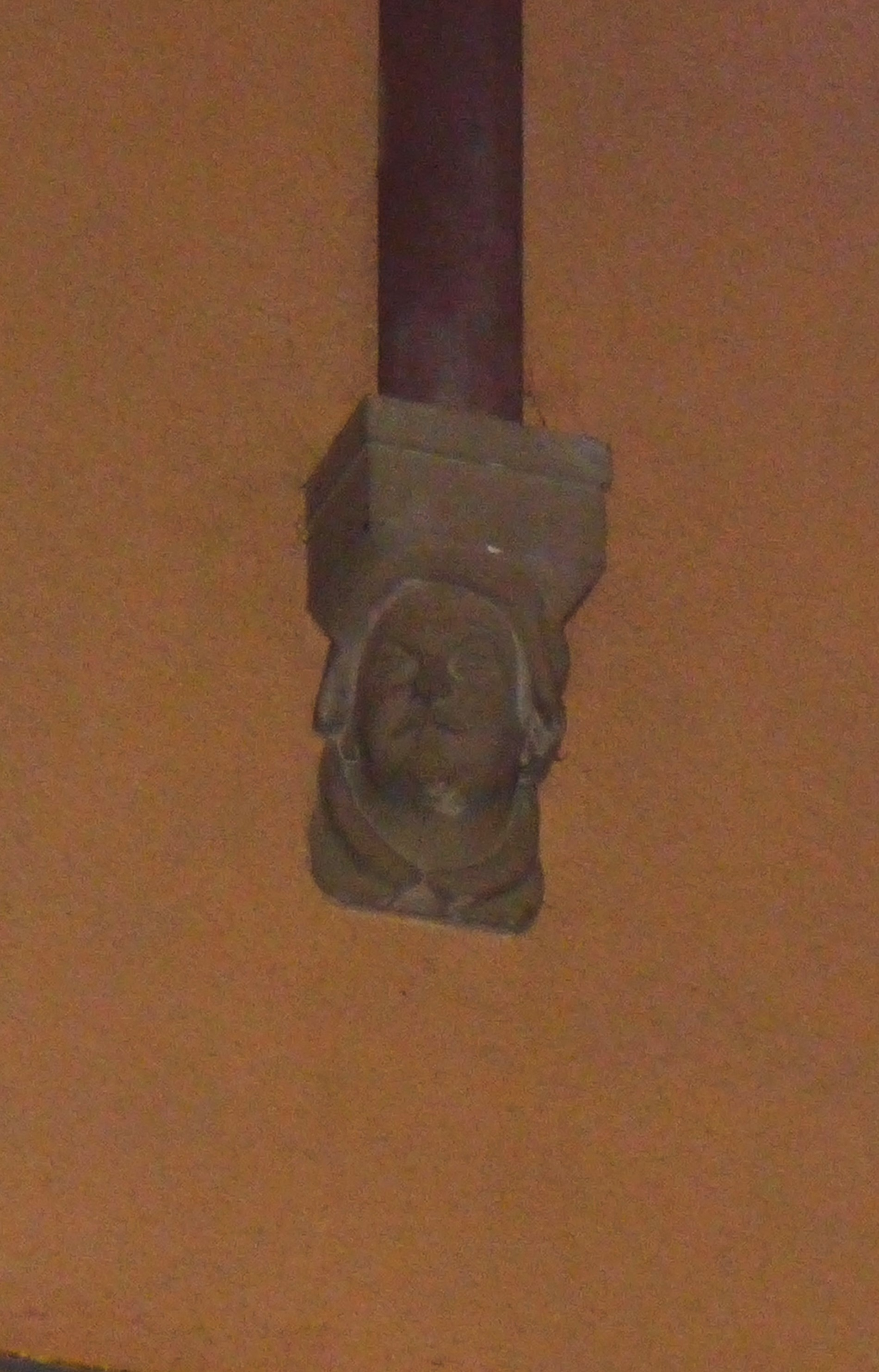
Dienstkonsole im Mittelschiff mit der Darstellung des Architekten Karl Colombo
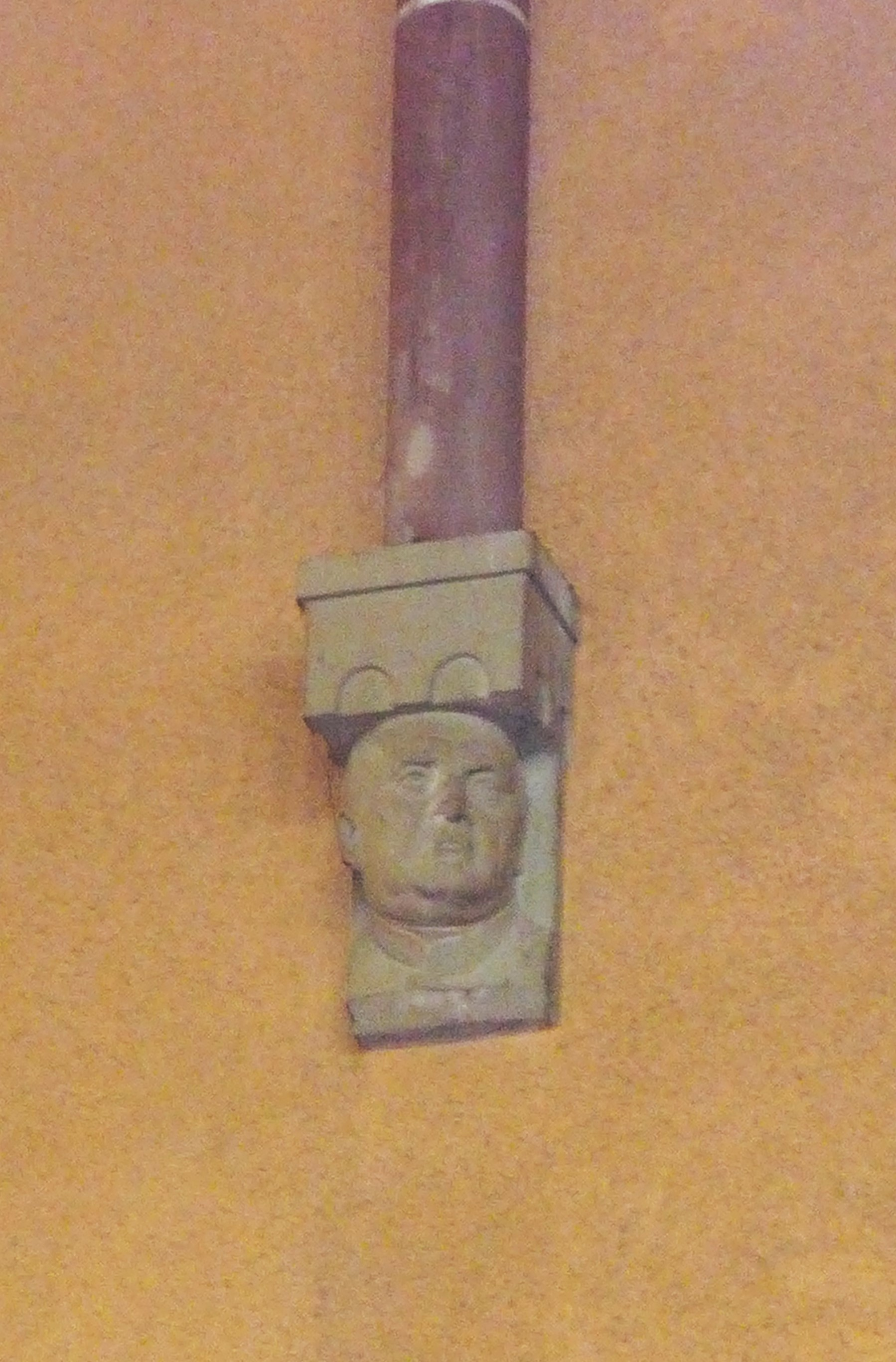
Dienstkonsole im Mittelschiff mit der Darstellung von Johann Ludger Schlich

Am 14. April 1924 erfolgte die Gründung eines Kirchbauvereins, der die erforderlichen Finanzmittel für den Kirchbau beschaffen sollte. Bis zum Jahr 1929 hatte der Verein nahezu 174.000 Franken durch Spendensammlungen aufgetrieben. Die Kollekten der mittwöchlichen Josefsmessen in St. Jakob erbrachten bis zum 1. Mai 1929 eine Summe von 7750 Franken. Beim Baubeginn war eine Bausumme von 972.200 Franken einschließlich der Sammlungen des Kirchenbauvereins und der Ersparnisse aus der Kirchensteuer vorhanden.
Am 25. März 1925 war ein Architektenwettbewerb unter den katholischen Baumeistern des Saargebietes, des besetzten Gebietes des Deutschen Reiches sowie Württembergs und Badens zur Gestaltung einer Kirche und des dazugehörigen Pfarrhauses ausgeschrieben worden. Der neue Saarbrücker Sakralbau sollte hinsichtlich seiner Außenmauern in Werkstein erstellt werden und Raum für 1650 Gottesdienstbesucher bieten. Zum Baustil wurden keine besonderen Vorgaben erlassen. Moderne Stilelemente waren zugelassen und ein schlanker Turm sowie eine Kuppel wurden angeregt. Bis zum Stichtag am 15. Juli gingen Entwürfe von 57 Architekten ein. Eine Jury entschied sich schließlich aus Kostengründen für den Entwurf „Porta coeli“ (Himmelspforte, vgl. Genesis 28,17 ) des Kölner Architekten Carl/Karl Colombo (* 19. Mai 1875 in Köln; † 1. Dezember 1943 ebenda), obwohl man mit Teilen seiner Kirchengestaltung, insbesondere der Kuppelbeleuchtung, der Fenster sowie der Eingänge, nicht zufrieden war. Die örtliche Bauleitung übernahm der Saarbrücker Architekt Albert Eichbaum. Die Saarbrücker Christkönigskirche hat innerhalb des Werkes von Karl Colombo eine besondere Bedeutung, da seine Kölner Kirchen im Zweiten Weltkrieg zerstört und nicht wieder in den ursprünglichen Formen aufgebaut wurden.
Der Kirchengemeinde war trotz erheblicher Einwände der Stadtverwaltung zur Auflage gemacht worden, dass das Pfarrhaus sehr schmal und verhältnismäßig hoch zu bauen sei. Bis zu seiner Erweiterung von fünf auf sieben Achsen wies das Pfarrhaus eine ungestaltete Brandmauer zum Saarufer hin auf. Plan der Stadt Saarbrücken war es gewesen, im Anschluss an das Pfarrhaus eine geschlossene vierstöckige Häuserreihe mit Mansardegeschoss bis zum Ende der Präsident-Baltz-Straße zu errichten, sodass die Christkönigskirche von hohen Häusern umstellt worden wäre. Der Sakralbau wäre dann vom Blickpunkt der Bismarckbrücke über die Saar praktisch nicht mehr zu sehen gewesen. Architekt Karl Colombo hätte das Pfarrhaus am liebsten nur anderthalb Geschosse hoch angelegt, um die Turmfassade der Kirche umso beeindruckender wirken zu lassen. In der unmittelbaren Folgezeit unterblieb der Bau der hohen Häuserzeile und wurde aufgrund des Baues der Saarbrücker Stadtautobahn in den Jahren 1961 bis 1963 dann ganz aufgegeben, sodass die Blickachse auf die Christkönigskirche freiblieb.

### Patrozinium

#### Geplantes Arnual-Patrozinium

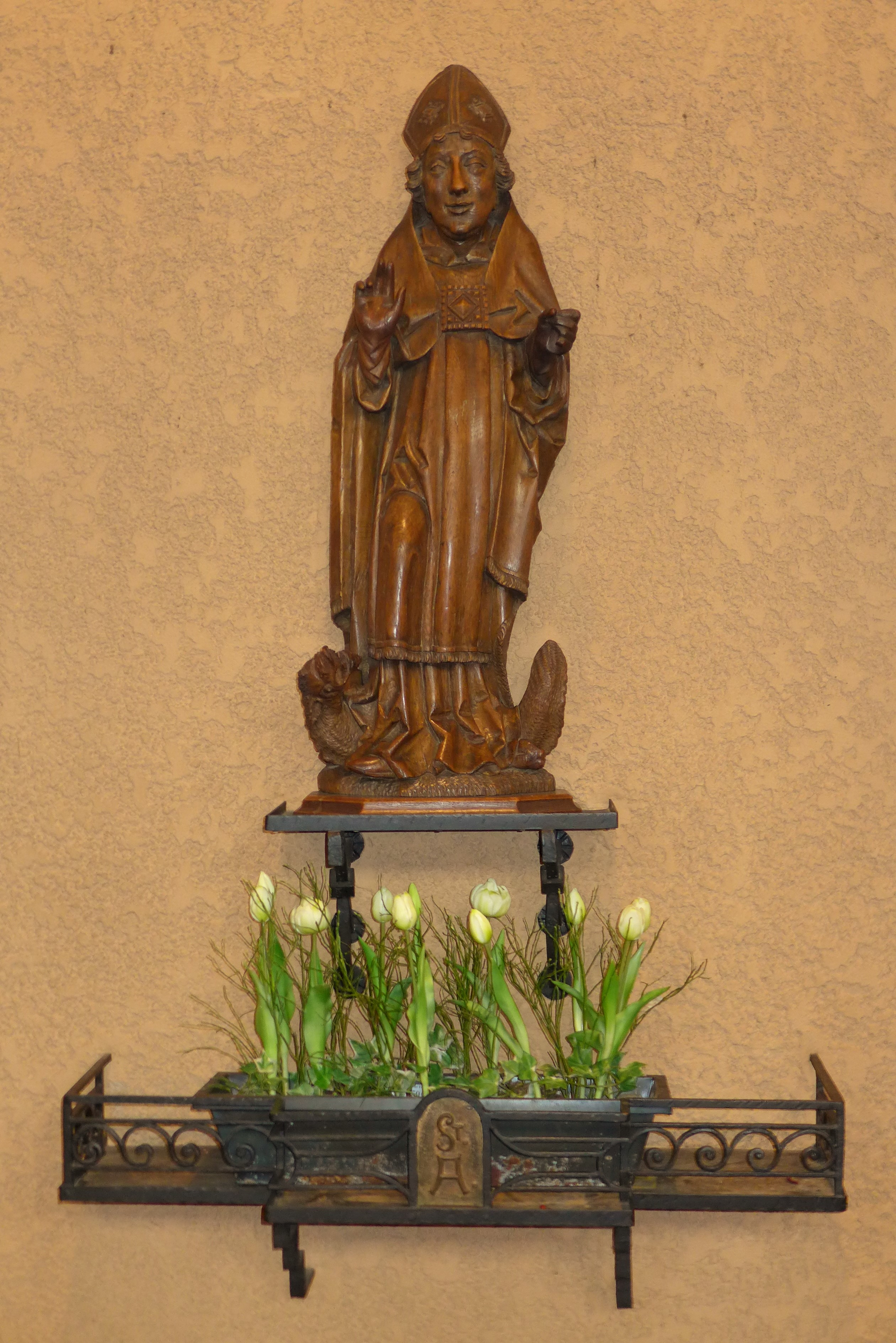
Spätgotische Holzskulptur des Heiligen Arnual im Seitenschiff der Kirche

Der Kirchenvorstand wollte den Ortspatron, den heiligen Arnual, der in den Jahren 601 bis 609 Bischof von Metz gewesen war und das Saarbrücker Land missioniert hatte, zum Schutzpatron der neuen Kirche machen. Arnual soll der legendarischen Überlieferung nach in der sogenannten Heidenkapelle (ehemaliges Mithräum) am Halberg als Einsiedler gelebt haben. Dessen Sohn Arnulf habe im Jahr 629 seinem Metzer Bischofsamt entsagt und sich als Nachfolger seines Vaters ebenfalls in der Heidenkapelle niedergelassen. Von dort aus habe er die Erbauung der Johannes dem Täufer gewidmeten Kapelle (heute Ort der Basilika St. Johann) im Fischerdorf St. Johann initiiert. Vom Titelheiligen dieser Kapelle habe dann das Fischerdorf den Ortsnamen St. Johann übernommen.

#### Eingreifen des Trierer Bischofs
Der Trierer Bischof Franz Rudolf Bornewasser ordnete allerdings dann im Juli des Jahres 1926 den Namen „Salvatorkirche“ gegen den ausdrücklichen Wunsch der Saarbrücker an. Ihr Titelfest sollte das neue katholische Hochfest Christkönigsfest sein (lateinisch Sollemnitas Domini Nostri Iesu Christi Universorum Regis ‚Hochfest unseres Herrn Jesus Christus, des Königs des Weltalls‘). Dies war eine direkte Reaktion des Bischofs auf die Einsetzung dieses Festes durch Papst Pius XI. mit seiner Enzyklika Quas primas vom 11. Dezember 1925 anlässlich des Heiligen Jahres 1925 zur 1600-Jahr-Feier des Konzils von Nicäa im Jahr 325. Im Vorfeld dieser liturgisch-theologischen Entscheidung des Papstes zum Christkönig-Gedanken kommt der im burgundischen Paray-le-Monial im letzten Viertel des 19. Jahrhunderts entstandenen Société du règne social de Jesus Christ besondere Bedeutung zu. Sie war aus der Herz-Jesu-Verehrung hervorgegangen.
In den folgenden Jahren nach der Veröffentlichung der Enzyklika Quas primas erhielten mehrere neue Kirchen das Christkönigspatrozinium; als erste 1926 die Christkönigkirche in Bischofsheim bei Mainz. Wenige Jahre nach dem Untergang der Monarchien in Deutschland, Österreich-Ungarn und Russland am Ende des Ersten Weltkriegs sollte die Königsherrschaft Jesu Christi als eschatologische Größe in den Fokus des katholischen Glaubenslebens gerückt werden.

#### Theologisch-ikonographische Konzeption Colombos
Architekt Karl Colombo nahm seit Juli 1927 mehrfach Kontakt zu dem in Bad Neuenahr weilenden und seinerzeit populären Volksmissionar Otto Cohausz (1872–1938) auf, um sich von ihm hinsichtlich der theologischen Idee des Christkönigtums beraten zu lassen. Dabei ging es bereits um die Ausstattung der neuen Saarbrücker Christkönigskirche. Jesuitenpater Cohausz, der ein umfangreiches theologisches Schrifttum hinterließ, hatte bereits im Jahr 1926 ein Buch mit dem Titel „Jesus Christus, der König der Welt“ herausgebracht. In dieser Schrift legte er eine biblisch und dogmatisch orientierte Konzeption der Christkönig-Idee dar, die Colombo als theologisch-christologische Inspirationsquelle gedient haben könnte.

#### Einflussnahme Maria Laachs

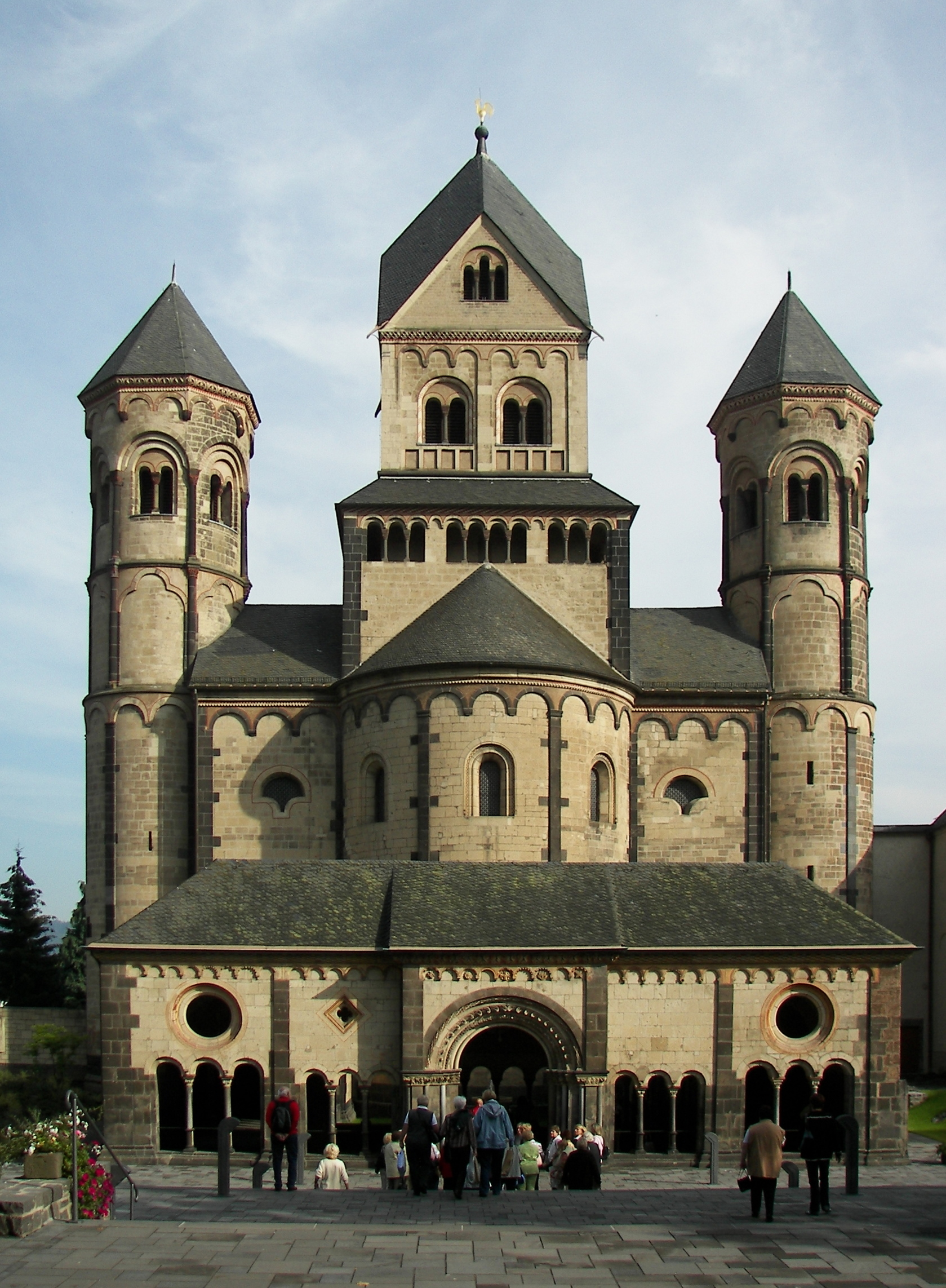
Abteikirche Maria Laach

Im September 1927 nahm Architekt Karl Colombo hinsichtlich der christologischen Konzeption der Saarbrücker Kirche unter besonderer Berücksichtigung des vom Bischof angeordneten Patroziniums Kontakt mit der Abtei Maria Laach auf. Die Abtei war umgehend zur konzeptionellen Zusammenarbeit bereit. Am 23. September 1927 schrieb Colombo an Dechant Schlich in Saarbrücken: „Wollen wir doch bei den Benediktinern bleiben. Wir erhalten dann etwas Einheitliches und Vornehmes.“
Der theologische Einfluss von Abt Ildefons Herwegen auf die Ausstattung der Saarbrücker Christkönigskirche, vor allem auf die Mosaike, ist nachgewiesen. Herwegen war durch seine kirchenkunstgeschichtlichen Veröffentlichungen bekannt. Er interpretierte die christliche Ikonographie aus spiritueller und liturgischer Sicht und stellte dementsprechende Intentionen an eine aktuelle kirchliche Kunst auf. Das kirchliche Kunstwerk sollte der Gemeinschaft der Gläubigen verpflichtet sein. Herwegen war intensiv darum bemüht, der christlichen Lebenskultur neue Inspiration aus alten christlichen Quellen zu vermitteln. Dieser Intention sollte auch die Bildende Kunst dienen. Eine ganze Anzahl von Künstlermönchen aus Maria Laach versuchte, diesem Ideal zu entsprechen. Sie wirkten meist im Gefolge der Beuroner Kunsttradition, die im Jahr 1868 in der Abtei Beuron bei Sigmaringen zur Erneuerung der katholisch-kirchlichen Kunst begründet worden war. Die Schule orientierte sich stark an der ägyptischen, altchristlichen und byzantinischen Kunst und wirkte durch ihre archaisierend-abstrahierende Schlichtheit im Ganzen anregend auf die Kunstentwicklung der Zeit nach dem Historismus. In ihrem Bestreben, eine neue religiöse Kunst zu schaffen, knüpfte die Beuroner Kunst an die Grundideen der Nazarenischen Kunst an. Die Maria Laacher Kunstmönche schmückten in diesem Zusammenhang zahlreiche Kirchen mit Wandgemälden, Glasfenstern und Mosaiken aus und fertigten liturgische Geräte sowie Skulpturen.
Zur theologischen Ausgestaltung der neuen Kirche in Saarbrücken unter besonderer Berücksichtigung des vom Bischof angeordneten Patroziniums kam es in der Abtei Maria Laach zu intensivem theologischem Austausch zwischen Pfarrer Schlich, der aus dem benachbarten Bell stammte, dem Architekten sowie der Klosterleitung unter Abt Ildefons Herwegen und Pater Ambrosius Stock. Die Idee des Königtums Christi sollte alles in der Kirche beherrschen. Bei einer gemeinsamen Besprechung in Maria Laach am 18. Juni 1928 wurden Texte aus der Bibel, besonders aus der Offenbarung des Johannes, diskutiert und somit die eschatologisch-apokalyptische Ausrichtung des christologischen Programms, das bei Cohausz weitgehend fehlte, wesentlich implementiert. Bei diesem Gespräch wurde auch das thematisch der Apokalypse entnommene Chorbogenmosaik mit der Anbetung des Lammes durch die vierundzwanzig Ältesten besprochen und thematisch festgelegt. Ebenso bestimmte man weitgehend die lateinischen und deutschen Inschriften. Dechant Schlich erteilte im Zusammenhang dieser Konferenz in geradezu euphorischem Überschwang unter Umgehung des Saarbrücker Kirchenvorstandes dem Maria Laacher Bruder Radbod Commandeur, der als Bildhauer, Maler, Elfenbeinschnitzer und Mosaizist wirkte und besonders in Maria Laach, der Jerusalemer Dormitio-Abtei und in Sant’Anselmo all’Aventino in Rom zahlreiche Werke hinterlassen hat, am 18. Juni 1928 selbständig den Auftrag zur Ausführung sämtlicher künstlerischen Arbeiten an der neuen Kirche.
Herwegen forderte eine Besinnung auf die zentrale Rolle der Liturgie. Sie sollte teilnehmende Gläubige im Geiste miteinander verbinden und so die Gemeinschaft mit Gott in der Gemeinschaft der Kirche erlebbar machen. Abt Herwegen gehörte zu den Wegbereitern der Liturgiereform, die das Zweite Vatikanische Konzil, 20 Jahre nach seinem Tod, vollendete. Diese liturgiespezifischen Intentionen werden in der Gestaltung der Christkönigskirche in Saarbrücken deutlich. Auch die Verwendung der deutschen Sprache bei den Inschriften im Kirchenschiff von Christkönig anstatt der bisher ausschließlich lateinischen deutet auf diese neue „Laienorientiertheit“ hin.
Vom politischen Standpunkt her war Herwegen jedoch der traditionellen Rolle der Kirche im Absolutismus verpflichtet. Er befürwortete einen autoritären Staat und lehnte die demokratische Staatsform ab. Die Inszenierung Jesu Christi als majestätisch-autoritärer König und weniger als mitleidender, demütiger und gütiger Menschenfreund und Gottesknecht ist dementsprechend in der Saarbrücker Christkönigskirche gestaltet.
Dennoch betont Pfarrer und Dechant Johann Ludger Schlich in seiner Schrift zur Weihe der Christkönigskirche den völkerverbindenden und versöhnenden Gedanken der Christkönigstheologie in der politisch zerrissenen Zeit nach dem Ersten Weltkrieg und der Zeit des Aufstiegs des faschistischen Führerkultes, wenn er schreibt:

„Christus steht als der erste König in der Menschheitsgeschichte, der auf irdische Macht verzichtet, um auf die Geister zu wirken. Es ist ein neuer Königstyp: Der König ohne irdische Macht, der König durch innere Anziehung, durch innere Gewalt, durch die Liebe, durch übernatürliche moralische Autorität über den Verstand, den Willen und die Herzen der Menschen. Es ist ein geistiges Königtum. Wie die Menschen in ihren äußeren Handlungen der irdischen Autorität unterworfen sind, so sind sie in ihrem inneren Leben, in ihrem Denken und Wollen dem geistigen Königtum Christi unterworfen. Das Königtum Christi stellt Christus als die höchste moralische Autorität auf Erden auf. Ihr sind alle Menschen und Völker unterworfen.
Darin liegt seine große Bedeutung für unserer Zeit. Christus steht vor uns als die große, die Völker verbindende, überirdische Autorität. Sein Königtum gibt den Völkern eine über ihnen stehende Einheit. Von ihr ergießen sich die einigenden und lebenspendenden Kräfte in die Herzen und Adern der Völker. Die Welt, die zerrissen und erschüttert ist, bedarf einer völkerverbindenden Kraft. Sie sehnt sich nach dem, der die Völker verbinde und die Geister vereine, der die Liebe spende und Gerechtigkeit ins Volksleben bringe. Sie sucht nach jenem großen König, zu dem alle Völker mit Freude und Liebe aufschauen, dessen Gesetz alle leite, dessen Kraft alle verbinde. Die Völker sehnen sich nach jenem großen König, der die Menschen lehre und führe, der die völkervereinende Liebe und Gerechtigkeit bringe. Was so die zerrissene Menschheit braucht, was ihr nottut, das hat die Kirche ihr gezeigt und vor Augen geführt: Christus, den König, den Mittelpunkt der Herzen.
So tritt das Königtum Christi mit Macht in die Gedankenwelt der Völker. Christus, der König der Gerechtigkeit und des Friedens, will der Welt die Gerechtigkeit und den Frieden geben. Diese hohen, herrlichen, völkerbeglückenden Gedanken liegen dem Königtum Christi zugrunde. (…) In dem Maße, wie es gelingt, der milden Königsherrschaft Christi Geltung zu verschaffen, wird sich Friede und Freude auf die Erde senken, wird die Herrschaft der Wahrheit und des Lebens, der Ordnung und der Sittlichkeit, der Liebe und des Friedens eingeführt, wird es licht und hell und froh in den Herzen, in den Familien, im öffentlichen und Volksleben. Unter Christi segenspendender Herrschaft wird sich das Angesicht der Erde erneuern.“

Das ikonographisch-theologische Programm der Saarbrücker Kirche visualisiert den Christozentrismus der Theologie des 20. Jahrhunderts in einer speziellen Form. Einem in der Erfahrung der Gräuel des Weltkrieges zunehmend fremd gewordenen autoritär-transzendenten „Vatergott“ versuchten sich zahlreiche Gläubige über den menschgewordenen und erhöhten Christus anzunähern.

#### Therese-von-Lisieux-Verehrung

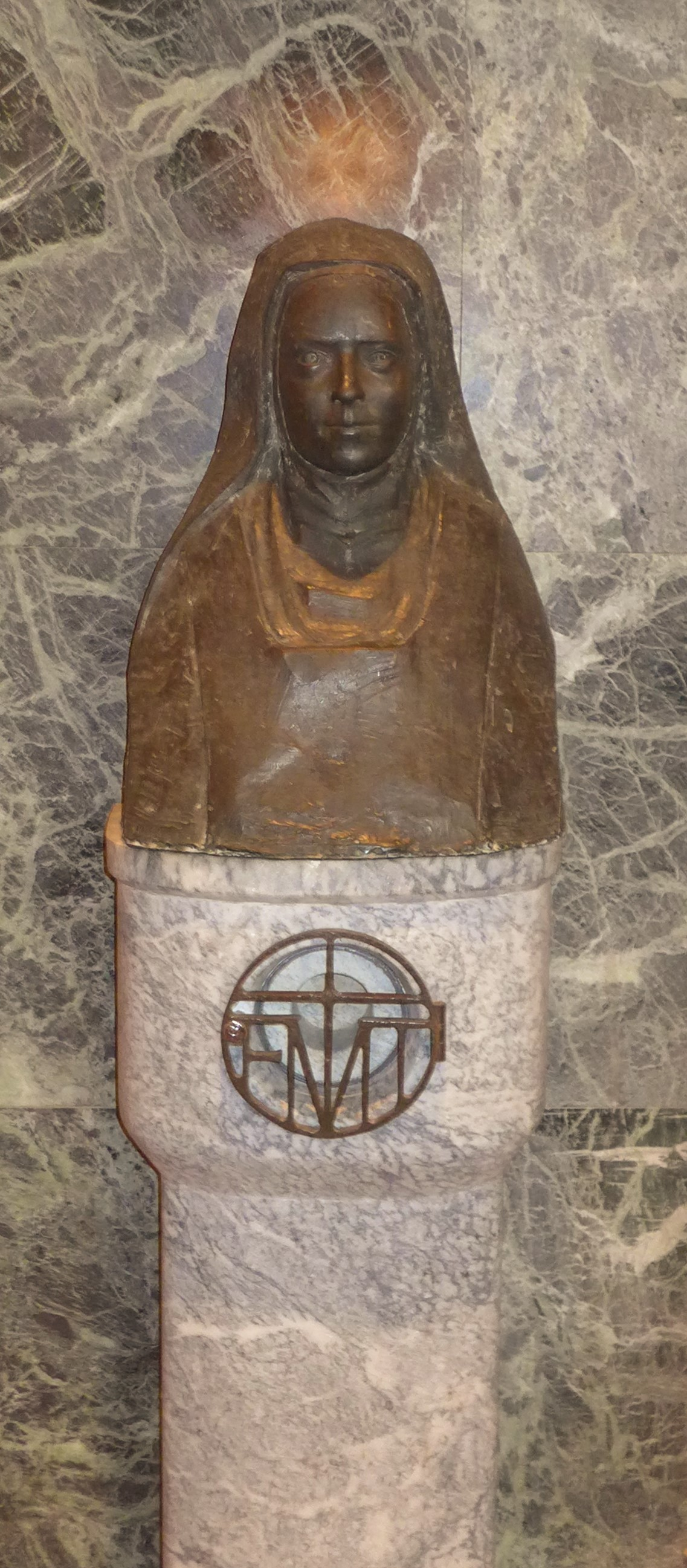
Reliquien-Büste der heiligen Thérèse von Lisieux im Seitenschiff; die Initialen FMT erinnern in veränderter Reihenfolge an ihren Geburtsnamen Marie-Françoise-Thérèse Martin

Pläne von Pfarrer Schlich, Reliquien der im Jahr 1925 heiliggesprochenen Nonne Therese von Lisieux in der neuen Kirche auszustellen und diese damit zu einer saarländischen Wallfahrtskirche zu machen, wurden von der Trierer Bischofsleitung – vielleicht zur Vermeidung profranzösischer Tendenzen während der Zeit der Völkerbundsverwaltung des Saargebietes – vereitelt. Lediglich die Aufstellung einer Statue der neuen Heiligen in der Kirche wurde genehmigt. Eine Reliquie der Thérèse von Lisieux wurde später unter dem Don-Bosco-Heim (heute Landesamt für Umweltschutz) auf dem Wackenberg eingegraben. Aktuell befindet sich laut Angaben der Pfarrei eine weitere Reliquie in der Christkönigskirche.

### Bau und Weihe

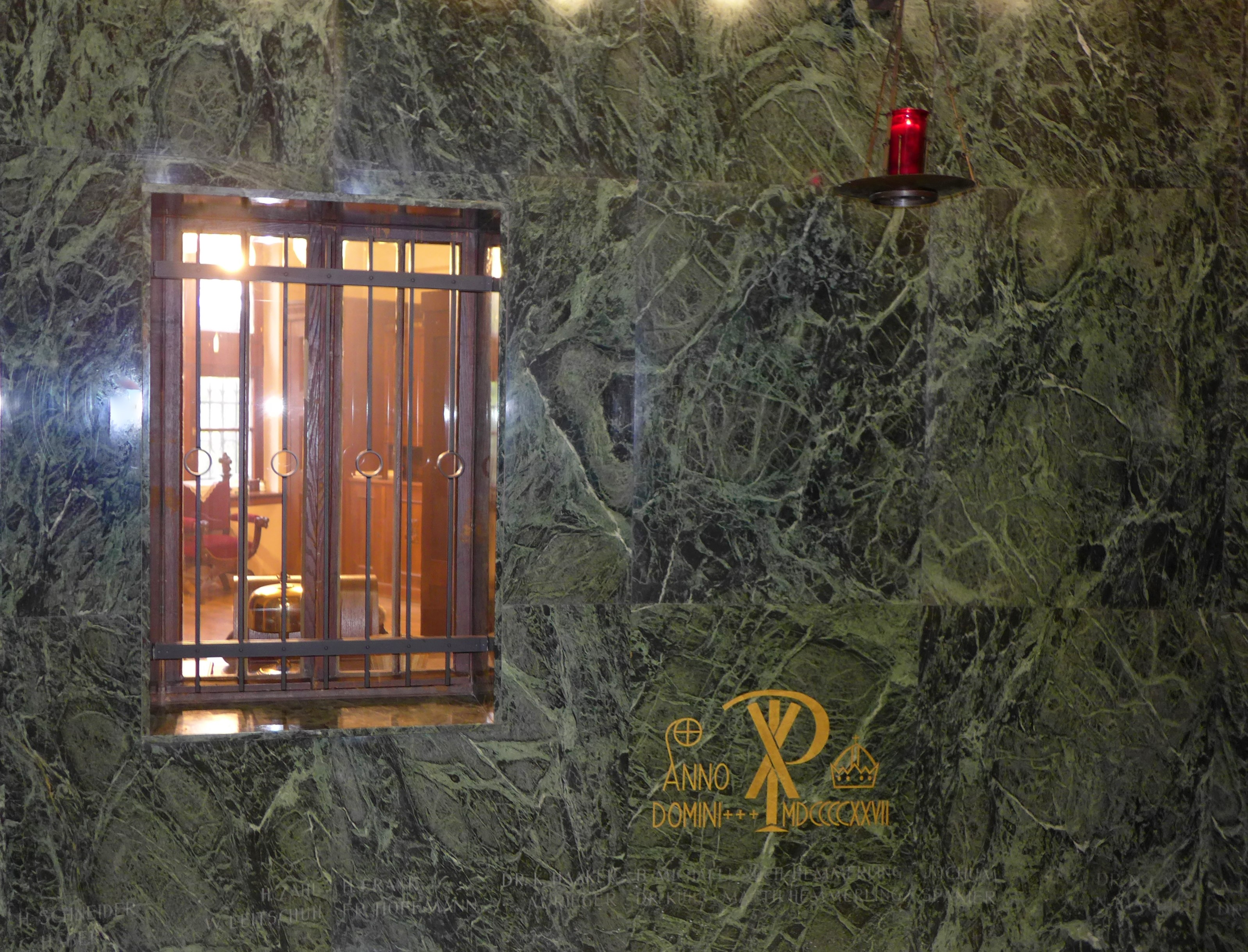
Grundstein der Kirche in der Apsis mit Ewigem Licht und Fenster zur Priestersakristei

Die Baugenehmigung durch die Bischöfliche Behörde in Trier wurde am 11. April 1927 erteilt. Das Genehmigungsschreiben schloss mit den Worten: „Wir freuen uns, daß (sic!) ein so gutes Ergebnis gezeitigt wurde. Die neue Kirche wird der Stadt Saarbrücken zur Zierde gereichen und die uralte katholische Kulturstätte St. Arnual nach jahrhundertelanger Entbehrung eines katholischen Gotteshauses in den Besitz einer hervorragenden Kirche setzen.“
Bereits wenige Tage nach der bischöflichen Erteilung der Baugenehmigung, am 20. April, war Baubeginn nach Plänen des Kölner Architekten Karl Colombo in Zusammenarbeit mit Abt Ildefons Herwegen von der Abtei Maria Laach. Die Fundamente begann man am 1. August 1927. Die Grundsteinlegung erfolgte am 30. Oktober 1927, dem Christkönigsfest. In den Grundstein legte man eine in lateinischer und deutscher Sprache abgefasste Urkunde. Der Text legt die christologische Intention des neuen Sakralbaues dar. Die politischen Regierungsverantwortlichen werden – anders als sonst üblich – in der Urkunde nicht genannt. Der deutsche Text lautet:

„Dem König der Jahrhunderte, dem Unsterblichen und dem Unsichtbaren, Gott allein sei Ehre und Herrlichkeit in Ewigkeit.
Am Sonntag, den 30. Oktober, Fest des Königtums Christi, im Jahre neunzehnhundertsiebenundzwanzig, als Pius XI. in Rom das Schifflein Petri mit Weisheit lenkte, und Dr. Franz Rudolf Bornewasser Bischof von Trier und geliebter Oberhirte des Saargebietes war und Dr. Johannes Schlich als Pfarrer der großen Pfarrgemeinde St. Jakob, die 14000 Seelen zählte, in Saarbrücken vorstand, hat der Dechant des Dekanates Saarbrücken und Pfarrer von St. Johann, Msgr. Prälat Aloysius Echelmeyer, vor dem Pfarrer und den mitunterzeichneten Zeugen und Mitgliedern des Kirchenvorstandes inmitten einer sehr großen Schar von Gläubigen feierlich nach dem Ritus der römisch-katholischen Kirche den Grundstein zu diesem Gotteshaus gelegt. Die Kirche wird auf das Glaubensgeheimnis des Königtums Christi geweiht und daher wird der Grundstein gelegt an dem neuen Feste unseres Herrn Jesus Christus des Königs, das unser glorreich regierender Papst Pius XI. in seinem Rundschreiben Quas primas der Kirche geschenkt hat.
Zweck und Aufgabe des neuen Festes ist, das milde und edle Königtum Christi in den Herzen der Menschen wachzurufen und in der Welt und unter den Völkern zur Herrschaft zu bringen. Auf alle Menschen soll es sich erstrecken und nicht nur das Seelenleben des einzelnen, sondern auch die gesellschaftlichen Gebilde, Familie und Staat, mit seinem segenspendenden Einfluß (sic!) durchdringen.
Christi Königtum ist die Herrschaft der Gnade und der Liebe, die Herrschaft der Ordnung und der Sittlichkeit, der Vernunft und der Freiheit, die Herrschaft der Gerechtigkeit und des Friedens.
Der gleichen hohen Aufgabe, die das neue Fest im Geiste der Kirche hat, soll auch dieses neue Gotteshaus dienen: Es soll der Königsherrschaft Christi in den Herzen und in der Welt die Wege bereiten und zur Anerkennung verhelfen und in den Seelen, in den Familien und im Volksleben den Frieden und die Liebe Christi fördern und verbreiten.
Die Pläne und Entwürfe zur Christkönigkirche zeichnete der Architekt Karl Colombo aus Köln. Die örtliche Bauleitung lag in den Händen des Architekten Albert Eichbaum aus Saarbrücken. Die Maurer- und Betonarbeiten wurden von Hubert Rauwald aus Saarbrücken ausgeführt. So möge der gütige und allmächtige Gott dieses Werk huldvoll segnen, auf dass es für die kommenden Geschlechter ein Denkmal des Glaubens und eine Stätte der christlichen Liebe werde und Zeugnis gebe von dem Glaubenseifer und dem Opfersinn der Pfarrgemeinde von St. Jakob, die in diesen unruhevollen Zeiten selbst von Not und Sorge bedrängt, doch freudig zur Ehre Gottes und des Königs Christus alles opfert.“

Die Inschrift des Grundsteines und des Vollendungsteines lautete: „Anno Domini MDCCCCXXVII ☧ Hanc ecclesiam annis 1927–1929 aedeficatam. Die 7. Julii 1929 benedictam et sacro usui dedicatam. Rsms. Dr. Franciscus Rudolphus Bornewasser eppus. treverensis die 26. Oct. 1929 in honorem Christi regis consecravit et altera die in festo Christi regis sollemnem missam pontificalem celebravit.“ (deutsche Übersetzung: „Im Jahr des Herrn 1927. ☧ Diese Kirche wurde in den Jahren 1927 bis 1929 erbaut. Am 7. Juli 1929 wurde sie gesegnet und dem heiligen Dienst übergeben. Der verehrungswürdigste Bischof von Trier, Dr. Franz Rudolph Bornewasser, hat sie am 26. Oktober 1929 zur Ehre des Königs Christus geweiht und am Folgetag hier am Fest Christkönig eine festliche Pontifikalmesse gefeiert.“) Da die Apsis später mir Marmor verkleidet wurde, ersetzte man den alten Grundstein durch einen neuen. Dabei kürzte man den Text.
Domkapitular Peter Christ benedizierte feierlich die neue Kirche am 7. Juli 1929. Die eigentliche Konsekration der fertiggestellten Kirche nahm am 26. Oktober 1929 der damalige Trierer Bischof Franz Rudolf Bornewasser vor.
Da das Baugelände der Christkönigskirche in der Talmulde zwischen Winterberg und der Saarniederung liegt, war die Fundamentierung schwierig. Erst in acht Metern Tiefe unter dem Straßenniveau fand sich tragfähiger Fels. Das Fundament musste auf Eisenbeton-Bohrpfähle gestellt werden, die bis auf den Felsen getrieben wurden. Ein Pfahl war auf eine Belastung von bis zu 20 Tonnen angelegt. Insgesamt wurden für die Kirche 380 Pfähle gebohrt. Aneinandergereiht würden die Bohrpfähle der Kirche eine Strecke von 2,2 km ergeben. Die Rohre von etwa 30 cm Durchmesser wurden in die Tiefe getrieben und anschließend unter Druck mit Spezialbeton befüllt. Darüber errichtete man das Fundament aus Eisenbeton. Aufgrund der Gefahr eines Auftriebes durch das Wasser der Saar wurde die Krypta, die etwa 2,50 Meter unter dem Hochwasserspiegel der Saar liegt, besonders stark fundamentiert. Sohle und Wände der Krypta wurden darüber hinaus besonders wasserdicht gemacht. Für das Turmfundament bohrte man 90 Eisenbeton-Bohrpfähle, die ein Gesamtgewicht von etwa 2000 Tonnen aufnehmen können. Die Fundamentpfähle des Turmes tragen ihrerseits eine armierte Betonplatte sowie einen Eisenbetonrahmen von etwa 2,50 Metern Höhe. Bis in eine Höhe von 13 m steht der Turm nur auf vier Eisenbetonstützen (Querschnitt: 1,25 auf 1,25 Meter), die darüber hinaus die Last der Orgelempore mit etwa 4 Metern Ausladung in gewundener Form (1.500.000 kg Gewicht ohne Orgel) tragen. Der Turm selbst ist durch mehrere Eisenbetonrahmen stabilisiert.
Der Beton besteht aus reinem Saarkies und Portlandzement in einem Mischungsverhältnis von 1 : 5. Zuerst errichtete man die Umfassungsmauern, dann die Hauptschiffwände mit den Eisenbetondecken der Seitenschiffe (flache Kassettendecke). Die Schubverhältnisse des Mittelschiffgewölbes (kassettiertes Rabitzgewölbe) und des Daches werden durch Eisenbetonrahmen in den Seitenschiffen stabilisiert. Dann goss man die Eisenbetonsäulen der Apsis sowie die Eisenbetonkuppel mit einer Gesamthöhe von 16 Metern und einem Durchmesser von 10 Metern. Neben Beton kamen Backsteine, Bruchsteine und zur Außenverkleidung heimischer Buntsandstein sowie Basalt zum Einsatz. Nach dem Ausbau des Förderkranes aus dem Kirchenschiff begannen die Arbeiten am Kirchturm und der Innenraum der Kirche wurde durch ein Dach geschlossen. So konnte der Innenausbau ohne Rücksichtnahme auf die Wetterverhältnisse erfolgen.
Nach dem Abschluss der Arbeiten an der Kirche erfolgte der Bau des Pfarrhauses nach den Plänen des Saarbrücker Architekten Peter Weiß. Das Fundament des Pfarrhauses steht auf Zementbrunnenringen von 1 Meter Durchmesser. Die erforderlichen 26 Brunnenschächte goss man dann mit Beton aus und errichtete darüber ein Eisenbetongerüst.
Am Bau der Christkönigskirche waren folgende Unternehmen beteiligt:
- Erd-, Beton-, Eisenbeton- und Maurerarbeiten: Hubert Rauwald (Saarbrücken)
- Steinhauer- und Steinmetzarbeiten: Paul Rühling (Bübingen) und Viktor Philippe (Zabern)
- Zimmererarbeiten: Karl Kiefer (Saarbrücken)
- Dachdeckerarbeiten: Louis Arend (Saarbrücken)
- Verputz- und Gipserarbeiten: Vereinigte Steinmetz- und Bildhauerwerkstätten (Saarbrücken) und Kaspar Schilz (Saarbrücken)
- Bildhauerarbeiten: P. Latterner (Saarbrücken), die Modelle lieferte Erwin Haller (Köln)
- Malerarbeiten: A. Schollmayer und Franz Wolf (Saarbrücken)
- Schreiner- und Glaserarbeiten: Mayer & Schlachter, Julius Henn, Hans Stein, Theodor Leggewie (alle Saarbrücken)
- Kirchenbänke: Matthias Wolf (Saarbrücken)
- Beichtstühle und Schränke: Valentin Wolfers (Saarbrücken) und Mettler (St. Wendel)
- Elektrische Installationsarbeiten und Beleuchtung: Georg Hammerschick (Saarbrücken)
- Schlosserarbeiten: Gebrüder Bergem, N. Lentz, Hartfuß (Saarbrücken)
- Kommunionbank und Ambone: Gebrüder Bergem (Saarbrücken)
- Steinmetz- und Säulenarbeiten: Jakob Dieudonne (Saarbrücken)
- Bleiverglasung und gemalte Fenster: Glasmalerei Angel & Co. (Saarbrücken)
- Marmorarbeiten, Altäre und Kanzel: Arnold Schüller (Trier) und Schachenmühle (Straßburg im Elsass)
- Fußbodenbelag: Hermann Seyffarth (Saarbrücken)
- Installationsarbeiten: Heinrich Hauswald (Saarbrücken)
- Luftheizung: Theodor Mahr Söhne (Aachen)
- Mosaikbilder und Inschriften: Villeroy & Boch (Mettlach) und Peter Beyer Söhne (Köln-Bayenthal)
- Altar, Altargeräte und Metallarbeiten: Goldschmied Zehgruber (Köln)

Tatsächlich vollendet war die Kirche zum Zeitpunkt ihrer Weihe noch nicht. Es fehlten noch die Turmuhr, die Glocken, die Orgel, die Seitenaltäre, die Außentüren, die Fenstergitter sowie die Mosaikausstattung. Die Baupolizei verlangte im Jahr 1930 über ein Dutzend Neuausführungen und Änderungen. Ende April 1932 erhielt die Straßburger Firma Ungerer den Auftrag zum Bau der Turmuhr. Die elektrischen Läutemaschinen wurden im Jahr 1937 von der Firma Herforder Elektrizitätswerke eingebaut. Die Orgeleinweihung (damals 49 Register) fand am 1. Oktober 1933 statt.
Der Marienaltar konnte Ende November 1932 bei der Kölner Firma Beyer & Sohn in Auftrag gegeben werden. Die Mosaiken der Seitenaltäre (Marienmosaik 1934, Josefsmosaik 1938, Ausführung: Firma Beyer & Sohn, Köln) entwarf der aus Hoorn in den Niederlanden stammende Maria Laacher Künstlermönch Theodor „Radbod“ Commandeur (1890–1955). Commandeur lieferte auch die Entwürfe für das Christkönigsmosaik. Bruder Radbod Commandeur war im Jahr 1911 in die Abtei Maria Laach eingetreten und hatte sein künstlerisches Wirken in der Tradition der von Pater Peter „Desiderius“ Lenz begründeten Beuroner Kunstschule begonnen. Im Jahr 1919 war Commandeur in die Laacher Kunstwerkstätten aufgenommen worden. Die im Auftrag von Abt Ildefons Herwegen unternommenen Kunstreisen nach Italien mit Schwerpunkten in Venedig, Rom und Ravenna machten ihn mit der byzantinischen Kunst bekannt und ließen ihn seinen eigenen persönlichen Stil finden. Neben den Saarbrücker Mosaiken schuf Commandeur Bildwerke für die Herz-Jesu-Kirche in Koblenz, für seine eigene Abteikirche Maria Laach, für die Kirche der Dormitio-Abtei in Jerusalem sowie für Sant’Anselmo all’Aventino in Rom. Neben der Mosaiktechnik beherrschte Radbod Commandeur auch die Wandmalerei, die Bildhauerei sowie die Metalltreibkunst. Die Mosaiken in der Saarbrücker Christkönigskirche dürften in Deutschland sein bedeutendstes Werk sein. Als theologisch-konzeptionelle Berater standen Bruder Radbod Abt Ildefons Herwegen und Pater Ambrosius Stock zur Seite.

### Kriegsschädenbeseitigung

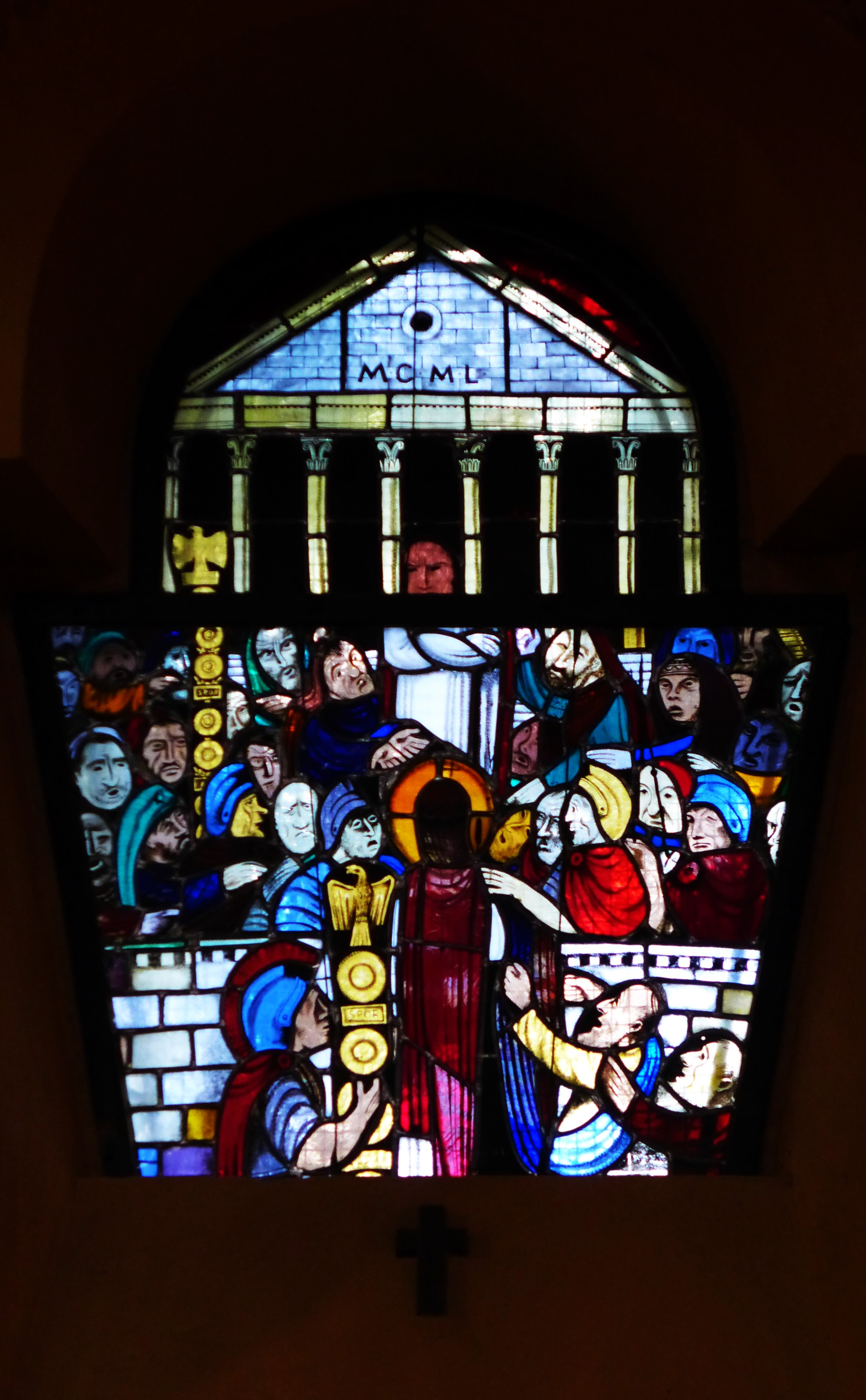
Kreuzwegdarstellung, Christus vor Pilatus

Während des Zweiten Weltkriegs wurde die gesamte Pfarrei in den Jahren 1939 bis 1940 und in den Jahren 1944 bis 1945 komplett evakuiert. Das Gotteshaus erlitt während der Bombenangriffe und des Artilleriebeschusses in den Jahren 1944 und 1945 vergleichsweise geringfügigere Schäden. Allerdings waren sämtliche Fenster zerstört und das Kirchendach durch Beschuss und Bombensplitter beschädigt. In den Helm des Kirchturmes war eine Granate eingeschlagen. Nach einer ersten Säuberung konnte am Weißen Sonntag, dem 8. April 1945 die erste Heilige Messe gefeiert werden. Mit der französischen Besetzung Saarbrückens im Jahr 1945 wurde der französischsprachigen Gemeinde die Pfarrei Christkönig zugewiesen. Infolge des verheerenden Saarhochwassers zwischen Weihnachten und Silvester 1947 stand das Kircheninnere unter Wasser.
Die kriegszerstörten und anschließend notverglasten Kirchenfenster ersetzte man im Jahr 1952 durch Verglasungen, die der ungarische Künstler und Architekt György Lehoczky entworfen hatte. Ausgeführt wurden die Fenster durch Günther Maas (1923–2010). Die Seitenschifffenster wurden mit Darstellungen des Kreuzweges ausgeschmückt. Die ursprünglichen Fenster waren Stifterfenster gewesen. So hatte die erste Kreuzwegstation in ihrer ursprünglichen Ausführung Bartholomäus Koßmann gestiftet.

### Don-Bosco-Heim und St. Pius
Bereits in den 1920er Jahren hatte die Idee bestanden, auf dem St. Arnualer Wackenberg eine eigene Pfarrei mit Kirche zu errichten. Da die Christkönigspfarrei das Gebiet vom Saarbrücker Schlossplatz bis zur Schönbach bei Güdingen umfasste, hatten zahlreiche Kirchgänger immer noch einen sehr weiten Weg zum Gottesdienst. Mit der Gründung einer neuen Pfarrei wollte man diesem Problem abhelfen. Pfarrer Schubach und Bartholomäus Koßmann planten die Ansiedelung von Karmelitinnen und die Pfarrei kaufte zu diesem Zweck anschließend ein Grundstück auf dem Wackenberg, um dort ein Kloster zu errichten. Die Klosterkirche sollte auch den Bewohnern des Wackenberges als Pfarrkirche dienen. Auf dem Baugrundstück wurde eine Reliquie der heiligen Therese von Lisieux eingegraben, um deren Fürsprache für die Ansiedelung zu erflehen. Die Ansiedelung der Nonnen misslang allerdings mehrfach durch den politischen Druck der seit 1935 im Saarland herrschenden NSDAP.
Erst nach dem Zweiten Weltkrieg konnten zwei saarländische Salesianer Don Boscos, Matthias Öffling und Josef Zöllner, eine Ordensniederlassung auf dem Wackenberg auf dem Baugrundstück, das für das Karmelitinnenkloster vorgesehen war, errichten. Diese Niederlassung sollte als Jugendfürsorgeheim dienen. Im Jahr 1951 gab die Regierung des Saarlandes unter Ministerpräsident Johannes Hoffmann diesem Vorhaben ihre Zustimmung. Im Heim, das nach den Plänen des Architekten Robert Rheinstädter gebaut wurde, sollten Jugendliche wohnen, die in der Stadt Saarbrücken Schulen besuchten oder eine Lehre absolvierten. Das Heim war auf eine Maximalbelegung von 200 Jugendlichen ausgelegt und beherbergte überdies einen Kinderhort.

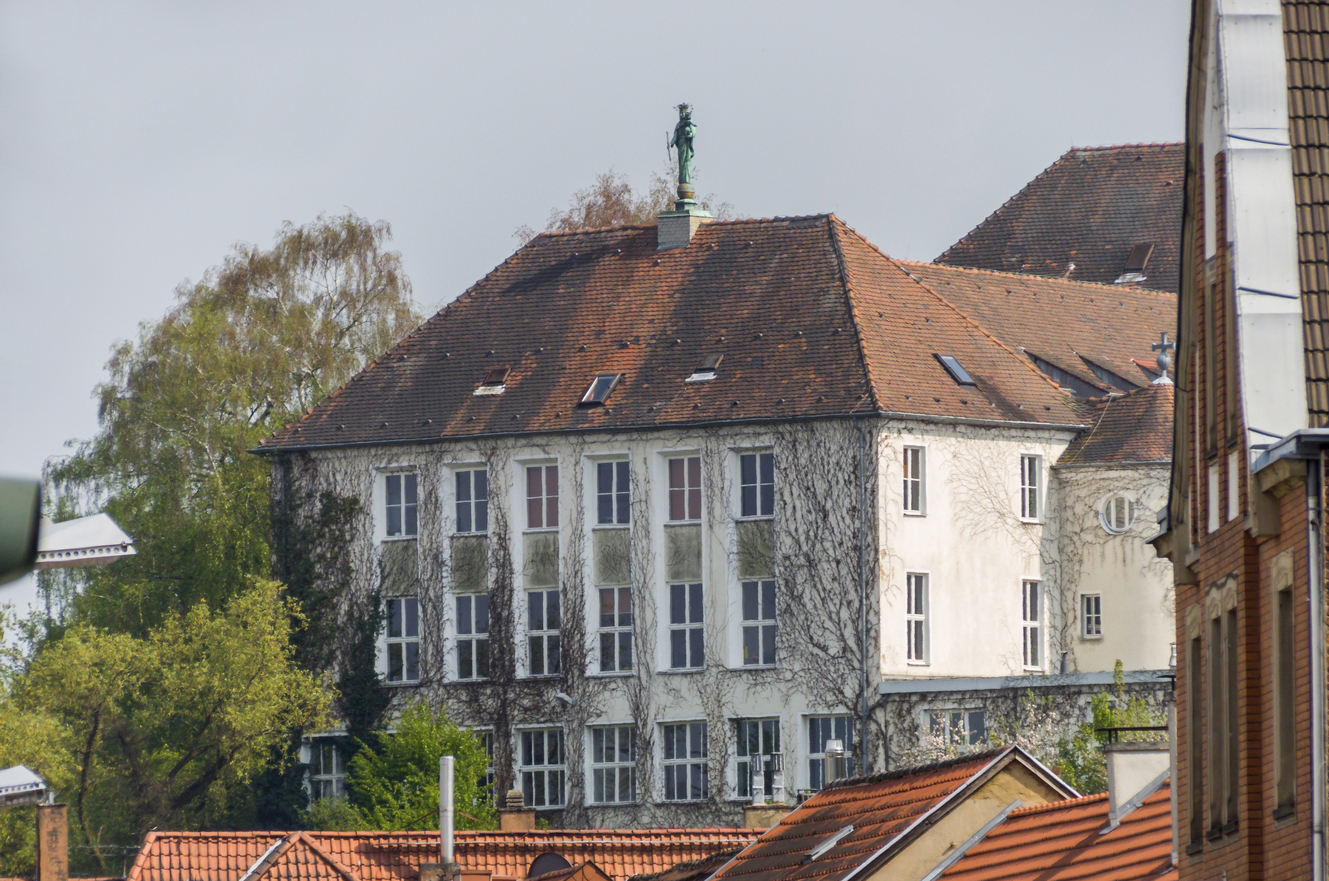
Ehemaliges Don-Bosco-Jugendheim auf dem Wackenberg mit Marienfigur auf dem Dach, heute Landesamt für Umwelt- und Arbeitsschutz des Saarlandes

Am 18. Mai 1953 beantragte der Kirchenvorstand der Pfarrei Christkönig bei der Bischöflichen Behörde in Trier, das Gebiet von der Julius-Kiefer-Straße bis zum Sonnenberg und der Schönbach einer neuen Pfarrvikarie zuzuteilen. Bereits im Jahr 1949 war in der Mutterpfarrei Christkönig ein Kirchenbauverein gegründet worden, der ein Baugelände erwarb. Nachdem 1951 die Salesianer Don Boscos nach Saarbrücken gekommen waren und in den Jahren bis 1953 auf dem Wackenberg das Don-Bosco-Heim eingeweiht hatten, fand man in ihnen auch die Seelsorger zur Errichtung der Pfarrei. Die Kirche des Don-Bosco-Heimes, die am 19. September 1954 als „Maria-Hilf-Kirche“ geweiht worden war, wurde im Jahr 1954 Expositur und im Jahr 1955 Pfarrvikarie. Die umfangreichen Wandmalereien der Heimkirche erstellte der Münchener Künstler Benedikt Gröner (1900–1987). Das Apsisgemälde stellte Maria mit dem Jesuskind als Hilfe der Christen im Kranz von Engeln und Heiligen (u. a. Franz von Sales, Lutwinus, Maria Mazzarello, Oranna), Barbara als Schutzpatrone des Saarlandes dar. Unterhalb der Heiligen war eine stilisierte Darstellung der saarländischen Industrielandschaft abgebildet. Das Gemälde über dem rechten Seitenaltar zeigte Giovanni Melchiorre Bosco in der Unterweisung des heiligen Dominikus Savio, das des linken Seitenaltares stellte den heiligen Josef mit dem jugendlichen Jesus als Handwerker dar. Die neue Pfarrei hatte zu diesem Zeitpunkt bereits annähernd 2600 Gläubige.
Der Baubeginn zur Errichtung einer eigenen Pfarrkirche erfolgte am 31. Juli 1960. Am 1. Januar 1961 wurde die Seelsorgeeinheit zur Pfarrei erhoben und noch im selben Jahr wurde der Grundstein zum Kirchenbau gelegt. Die Baupläne des neuen Sakralbaues lieferten die Architekten Albert Dietz und Bernhard Grote. Die Fensterentwürfe fertigte der elsässische Künstler Boris Kleint. Am 8. Dezember 1963 feierte man die Kirchenweihe, die von Weihbischof Carl Schmidt vorgenommen wurde. Bis zum Jahr 1980 versahen die Patres des Don-Bosco-Heimes die Seelsorge der neuen Pius-Kirche. Pfarrer waren von 1954 an folgende Patres:
- Matthias Oeffling: 1954 bis 1960
- Joseph Zöllner: 1960 bis 1964
- Bruno Zaremba: 1964 bis 1966
- Johannes Ackerschott: 1966 bis 1971
- August Rhode: 1971 bis 1980

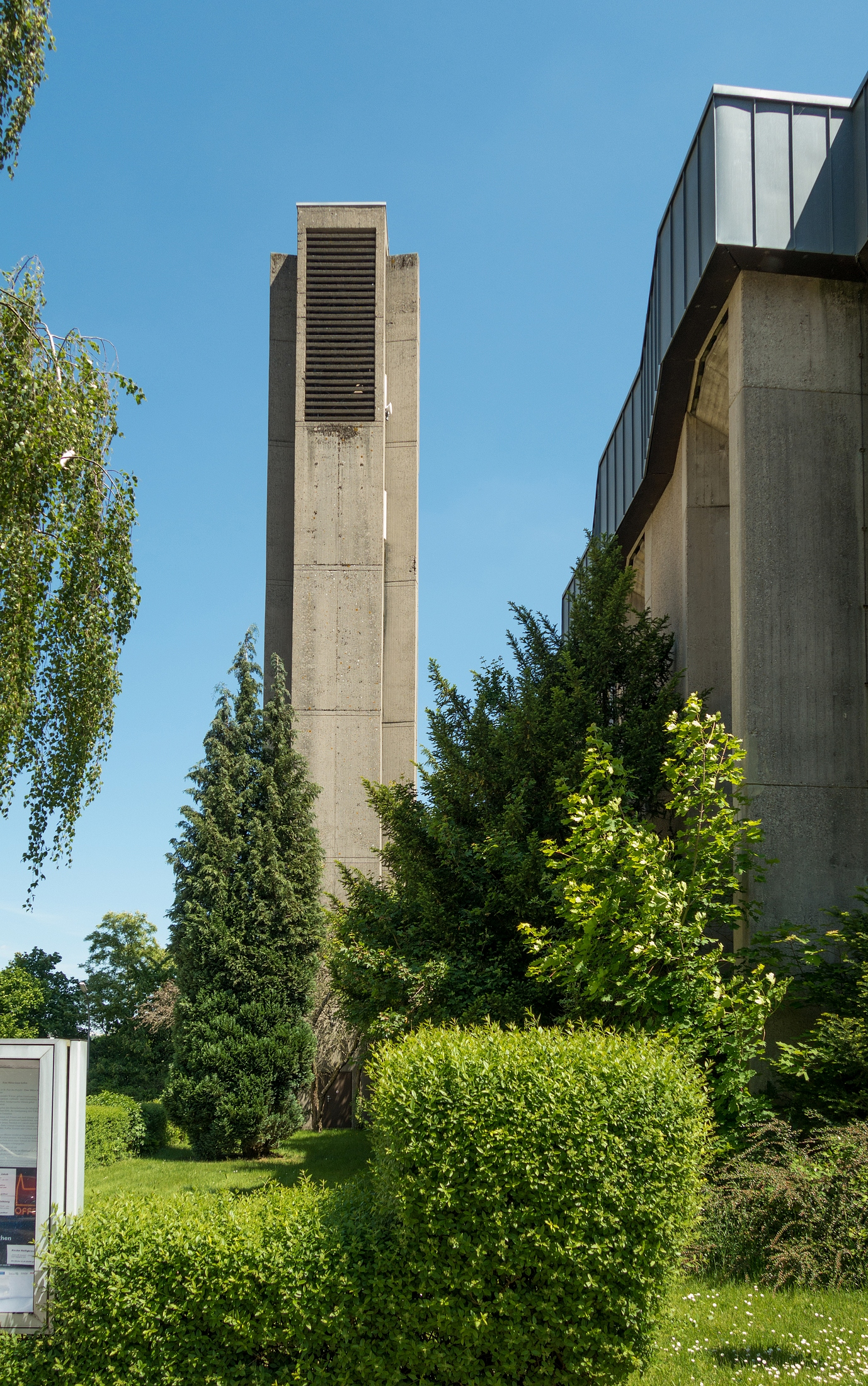
St. Pius, Kirchturm

Am 15. August 1979 wurde das Don-Bosco-Heim geschlossen. Bereits in den 1960er Jahren lebten nur noch etwa 50 Jugendliche in dem Heim. Während seines Bestehens besuchten etwa 1000 Jugendliche die Einrichtung. Seit dem Jahr 1986 hat das Landesamt für Umwelt- und Arbeitsschutz des Saarlandes im ehemaligen Don-Bosco-Heim seinen Sitz. Die Heimkirche dient nun als Datenverarbeitungsstandort. Die Marienfigur und das Kreuz auf dem Dach des unter Denkmalschutz stehenden Gebäudes erinnert noch an seine frühere Bestimmung.
Als letzter eigener Pfarrer versah Horst Schneider von 1980 bis zu seinem Tod im Jahr 1997 den Pfarrdienst in St. Pius. Damit wurde St. Pius wiederum der Mutterpfarrei Christkönig als Seelsorgeeinheit zurückgeordnet. Die Pfarreienzusammenlegung erfolgte im Jahr 2007. Im Jahr 2011 wurden schließlich die Pfarrei Christkönig und die Mutterpfarrei St. Jakob in einer Pfarreiengemeinschaft vereint. Bereits am 30. November 2003 hatte man die Kirche St. Mauritius als bislang erste Kirche in Saarbrücken profaniert und das Gemeindegebiet in die Pfarrei St. Jakob eingegliedert.

### Schönstätter Marienschwestern und Kindertagesstätte
Von 1951 bis 1985 wirkten die Schönstätter Marienschwestern in der Pfarrei Christkönig. Die Initiative war von Pfarrer Kettel ausgegangen. Die Schwestern sollten beim Wiederaufbau der Pfarrei nach dem Zweiten Weltkrieg helfen. Die Schwestern waren zunächst provisorisch im Pfarrhaus untergebracht. Im Jahr 1952 konnte ein eigenes Schwesternhaus in der Straße „An der Christkönigskirche“ Nr. 14 bezogen werden, das von einer Pfarrangehörigen gestiftet worden war. Dem Haus wurde im Jahr 1957 eine Kapelle als Nachbildung der Wallfahrtskapelle von Schönstatt angebaut. Die Weihe der Kapelle fand am 23. April 1957, die des Schönstattaltars aufgrund von Zollschwierigkeiten an der deutsch-saarländischen Grenze erst im Dezember 1957 statt.
Die Schwestern gründeten eine Nähschule, übernahmen das Pfarrbüro, versahen Sakristeidienste, organisierten den Kindergarten, die Jugendarbeit sowie die Familienseelsorge. Am 31. Dezember 1983 musste die Niederlassung in der Pfarrei aufgegeben werden, da die Ordensgemeinschaft der Schönstätter Marienschwestern aufgrund von rückläufigen Mitgliederzahlen umstrukturiert wurde.
Im Jahr 1956 erfolgte für Christkönig selbst der Bau eines Gemeindezentrums und eines Kindergartens, der am 10. Oktober 1957 eröffnet wurde. Dem Kindergarten wurde am 1. März 1979 auch eine Ganztagesstätte angeschlossen. Die Anlage wurde im Jahr 1993 erweitert. Das Jahrhunderthochwasser der Saar im Dezember des gleichen Jahres zerstörte jedoch die Räume so weit, dass sich der Wiederaufbau bis zum Sommer 1994 hinzog. Annähernd 100 Kinder besuchten im Jahr 2019 die Kindertagesstätte. Die Einrichtung war von 1957 bis 2016 in der Trägerschaft der Pfarrei. Seit Januar 2017 ist die Katholische KiTa gGmbh Betriebsträgerin, der Pfarrei obliegt weiterhin die Bauträgerschaft.

### Baumaßnahmen
In den Jahren von 1990 bis 1996 wurden Pfarrzentrum, Kirche und Orgel renoviert.

## Architektur

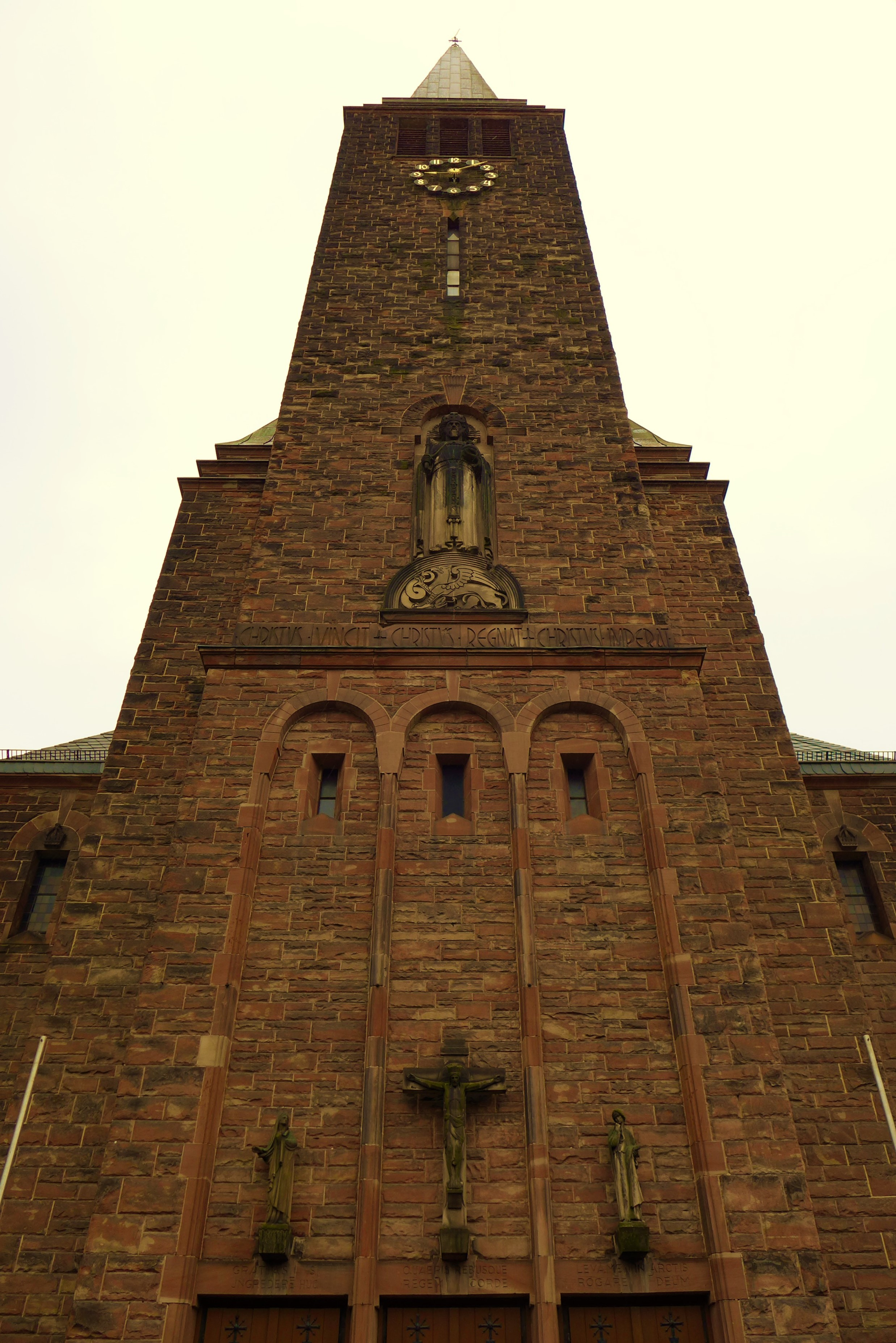
Christkönig-Kirche, Turmfront
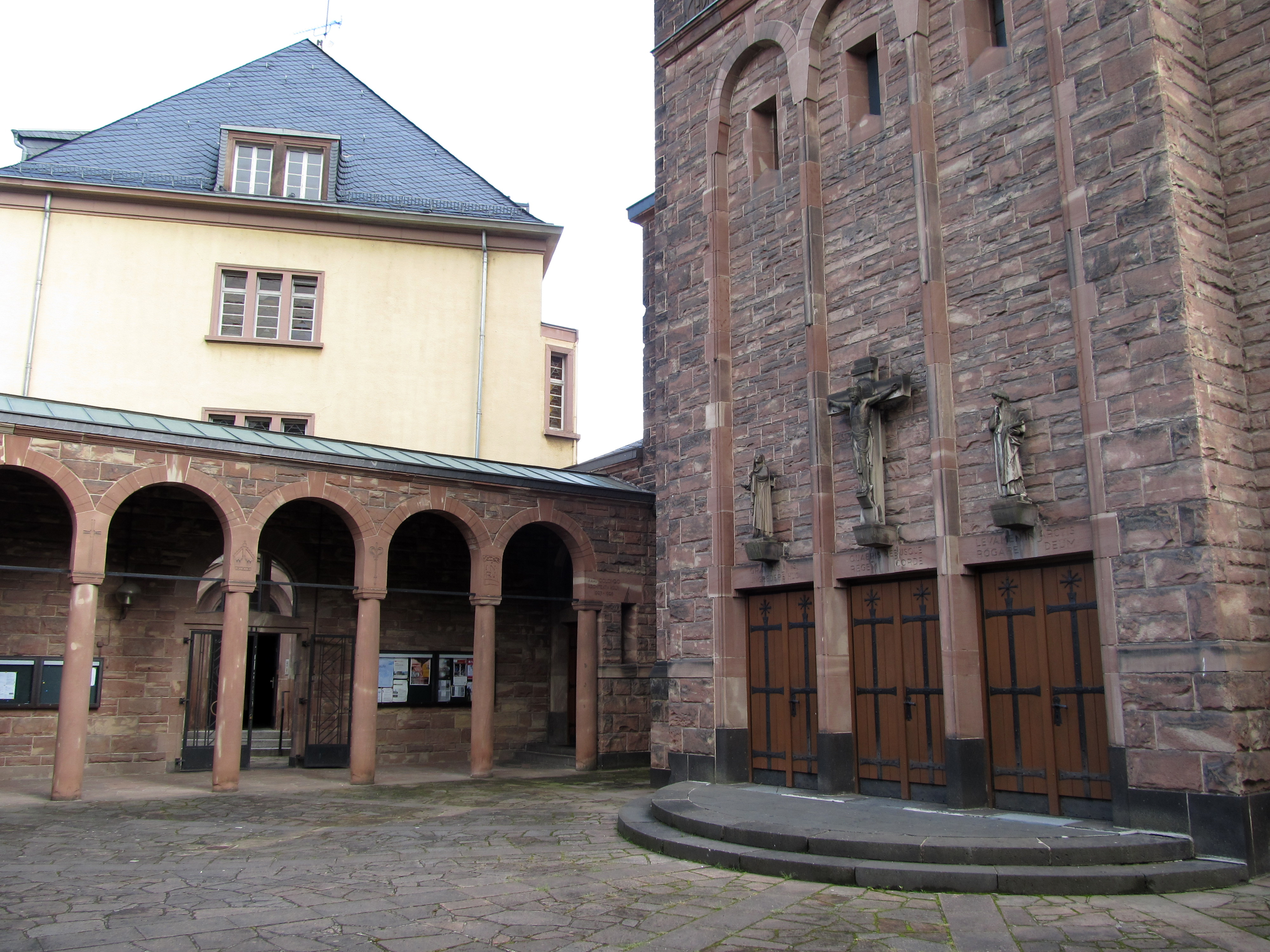
Kreuzigungsgruppe am Eingangsportal, links das Pfarrhaus
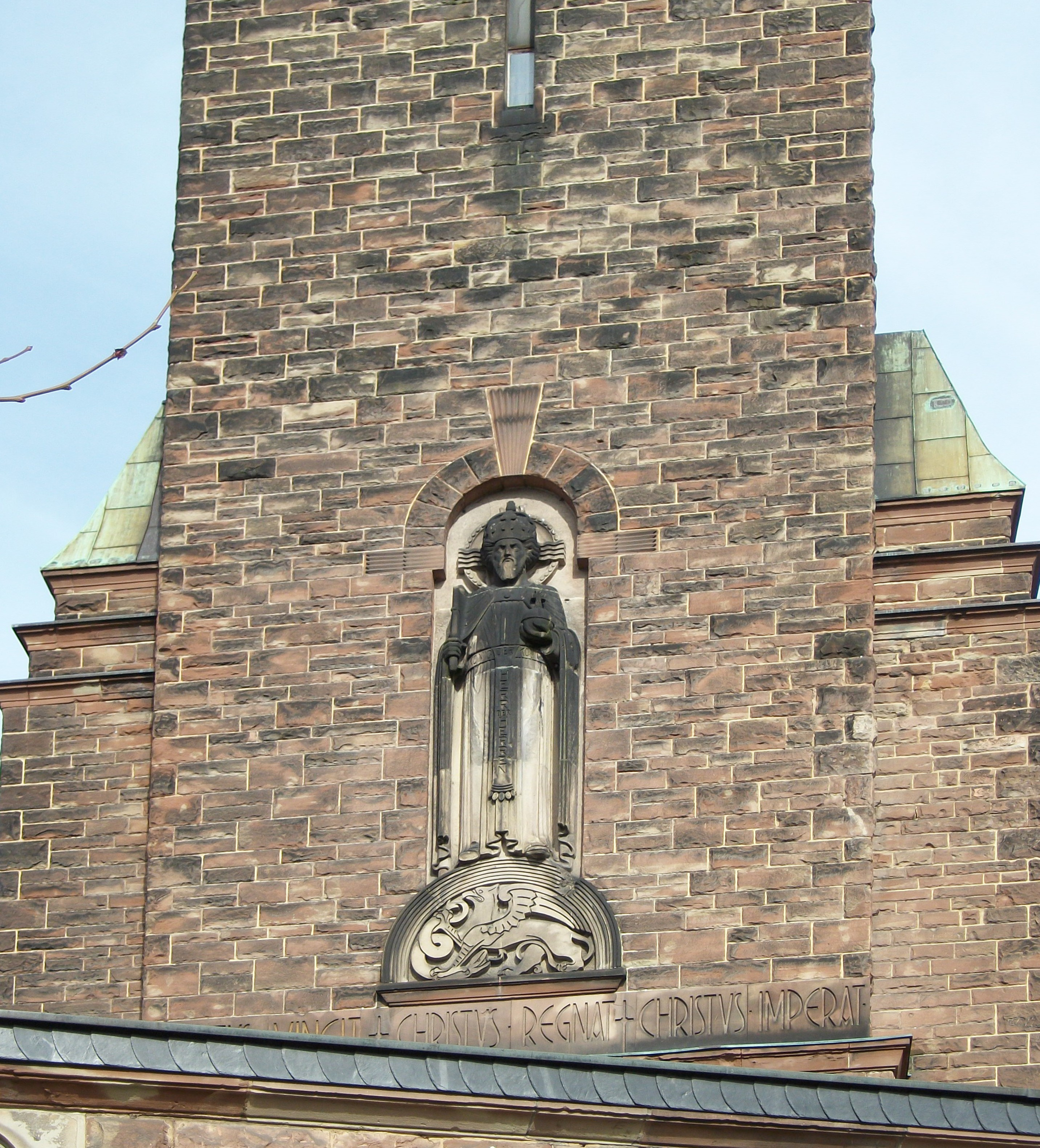
Christkönig-Relief mit Schlange und Greif
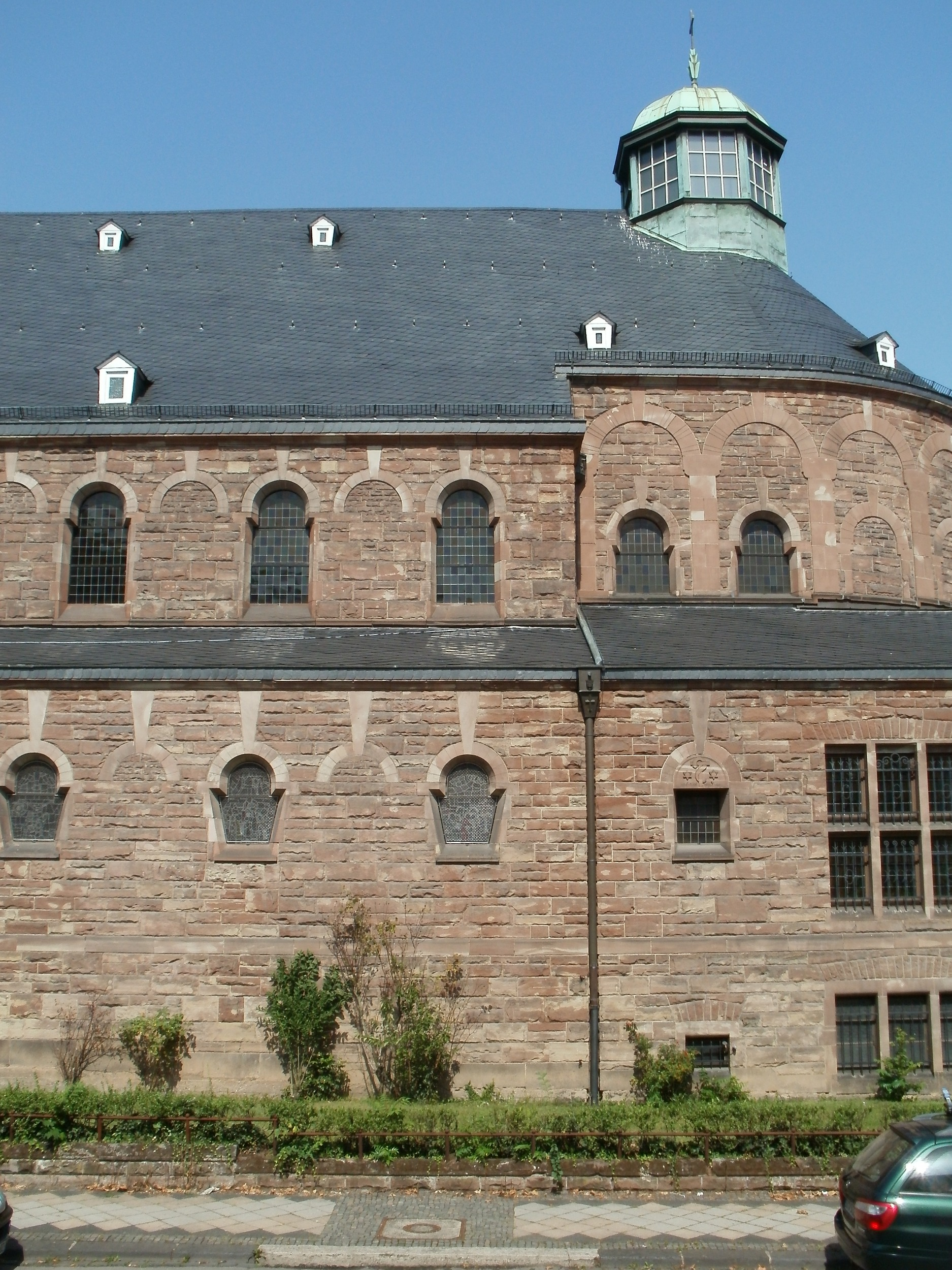
Außenbau, Wandgliederung
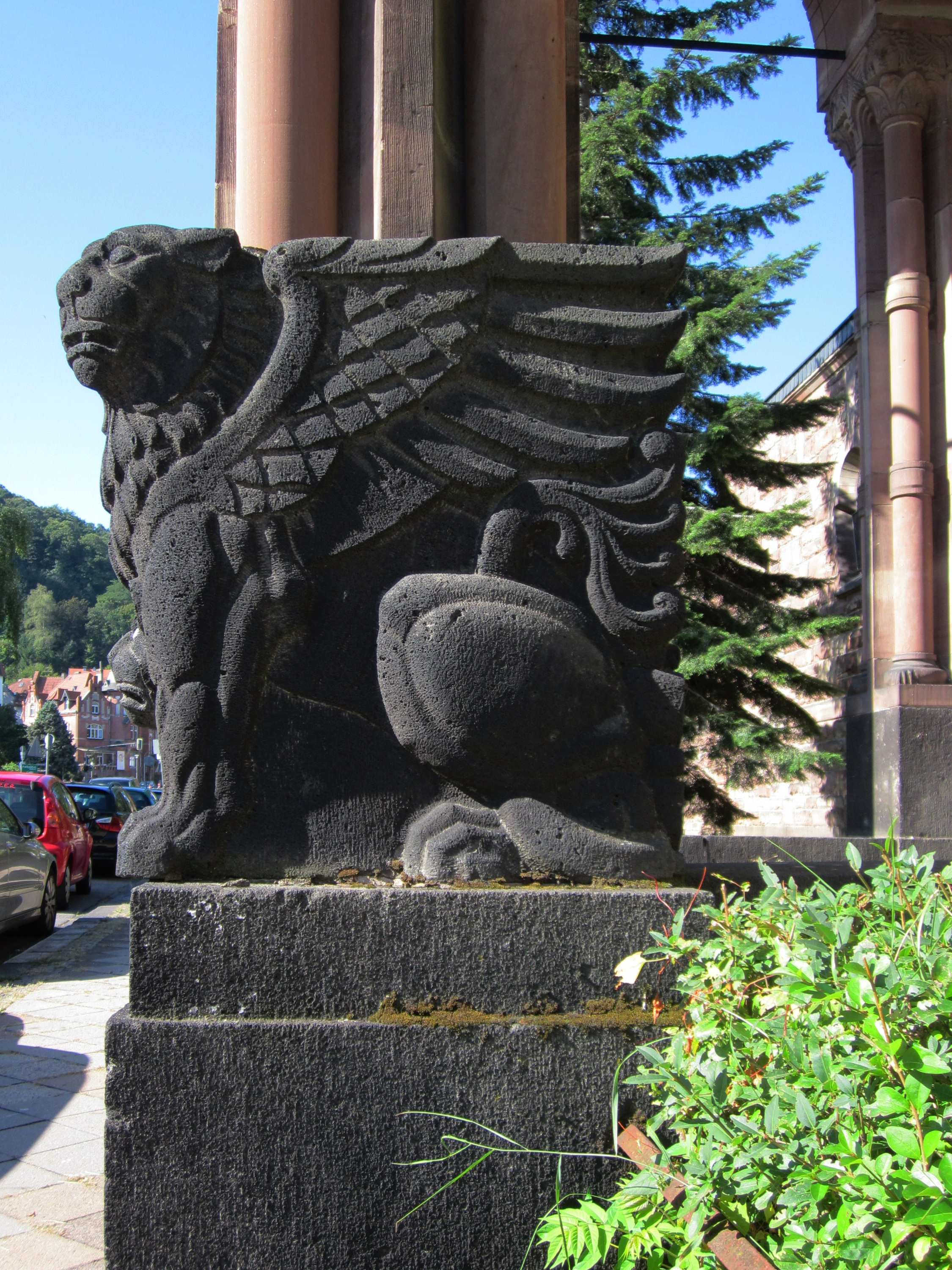
Geflügelter Löwe von Juda als Christussymbol am Seiteneingang

### Außenbau

#### Positionierung im städtebaulichen Umfeld
Architekt Karl Colombo positionierte die Christkönigskirche in Richtung der vom Winterberg herabführenden Feldmannstraße. Der stark vertikal gestaltete Turm nahm optisch Bezug zum auf dem Winterberg stehenden Winterbergdenkmal, das am 10. September 1939 von der deutschen Wehrmacht gesprengt wurde, um der feindlichen Artillerie im Zweiten Weltkrieg keinen Orientierungspunkt zu geben.
Darüber hinaus markiert der Christkönigsturm im Weichbild der Stadt das Zusammentreffen der Feldmannstraße mit der Talstraße, der Saargemünder Straße sowie der Straße ‚An der Christkönig-Kirche‘. Die Turmfront kann so architektonisch klar in Szene gesetzt werden. Das vorgelagerte Paradies-Atrium bildet eine Abschirmung gegen die frühere Platzsituation und schafft zugleich einen intimen Kommunikationsort.

#### Gliederung und Wandgestaltung

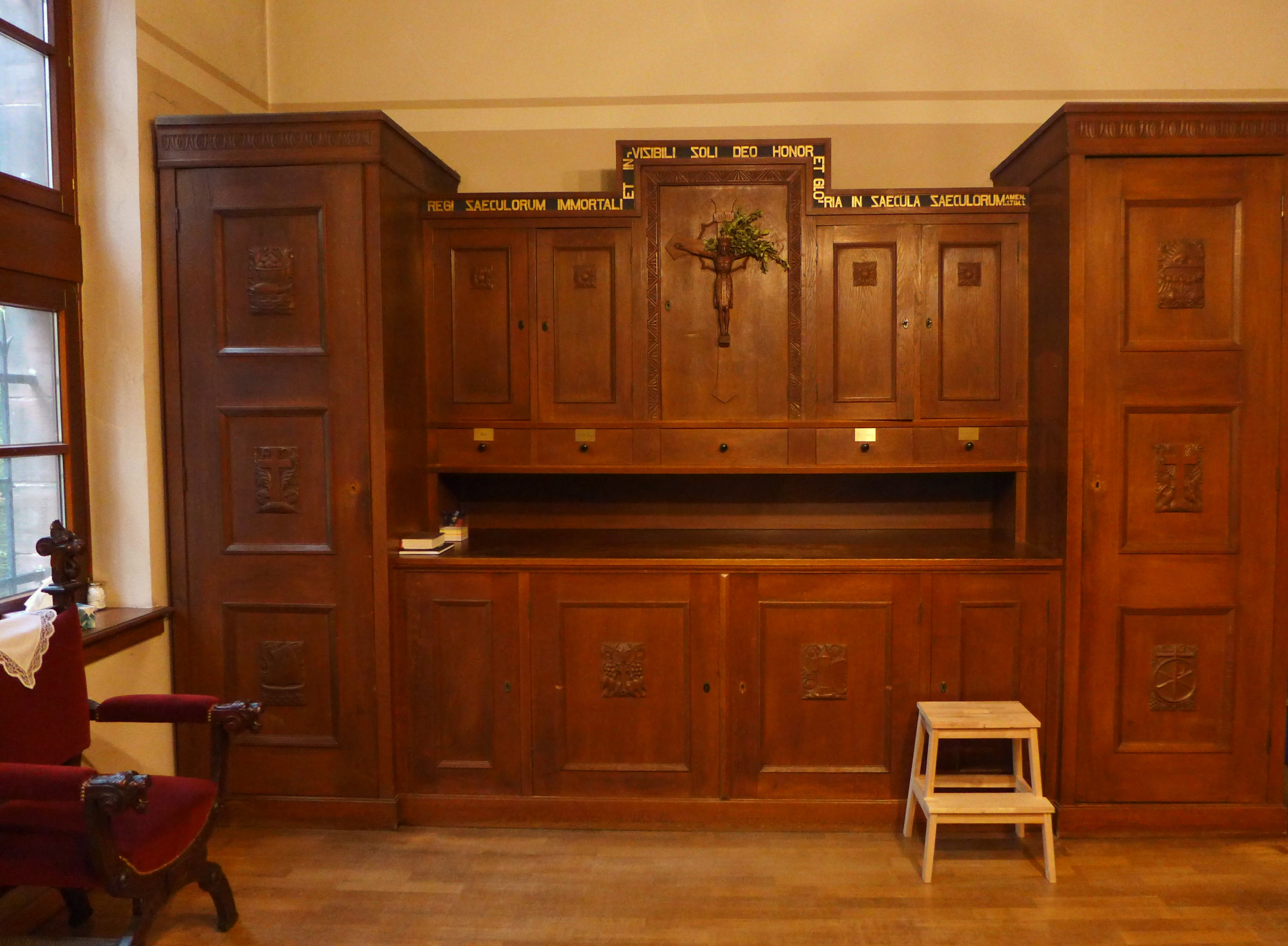
Sakristei

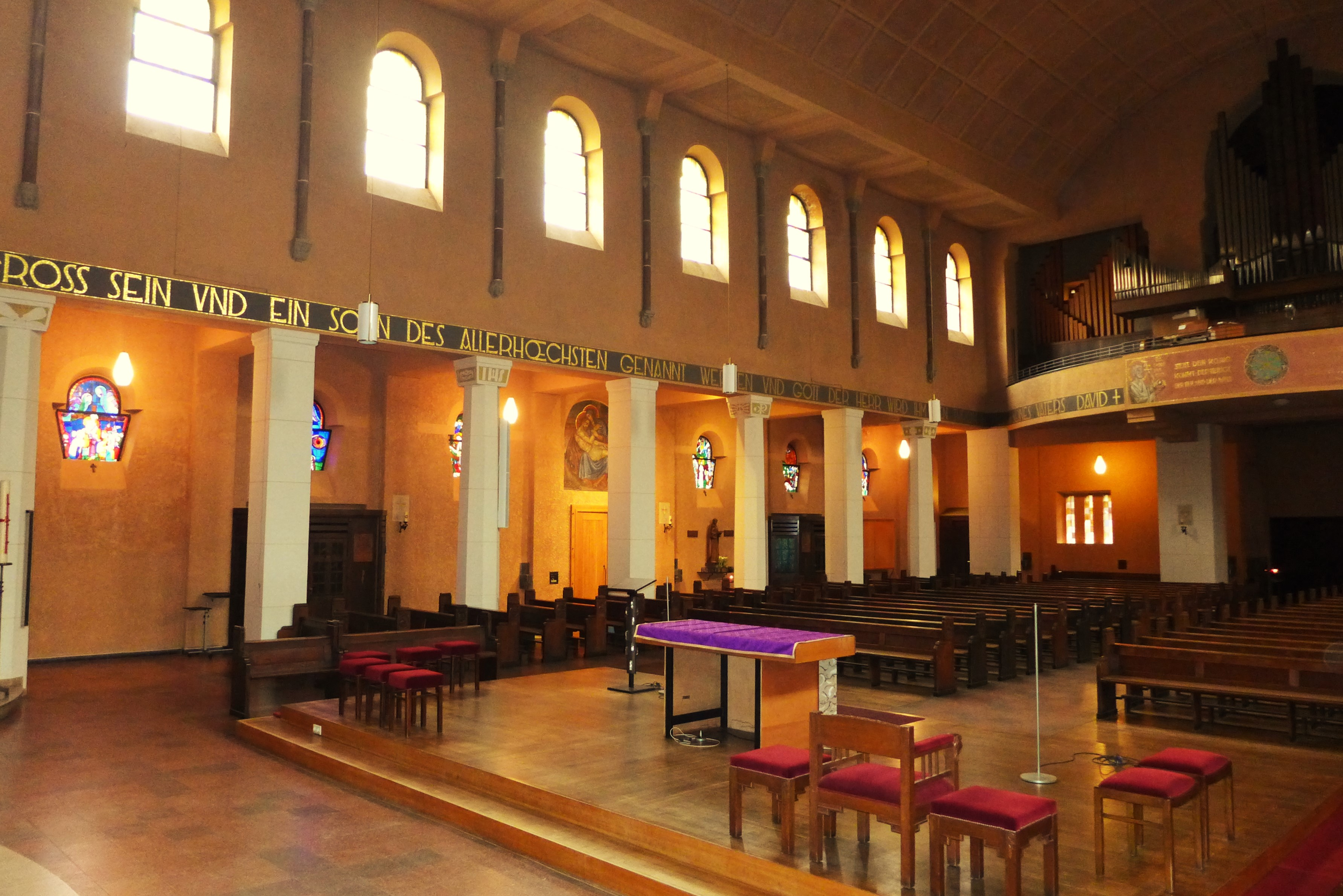
Rechte Mittelschiffarkade

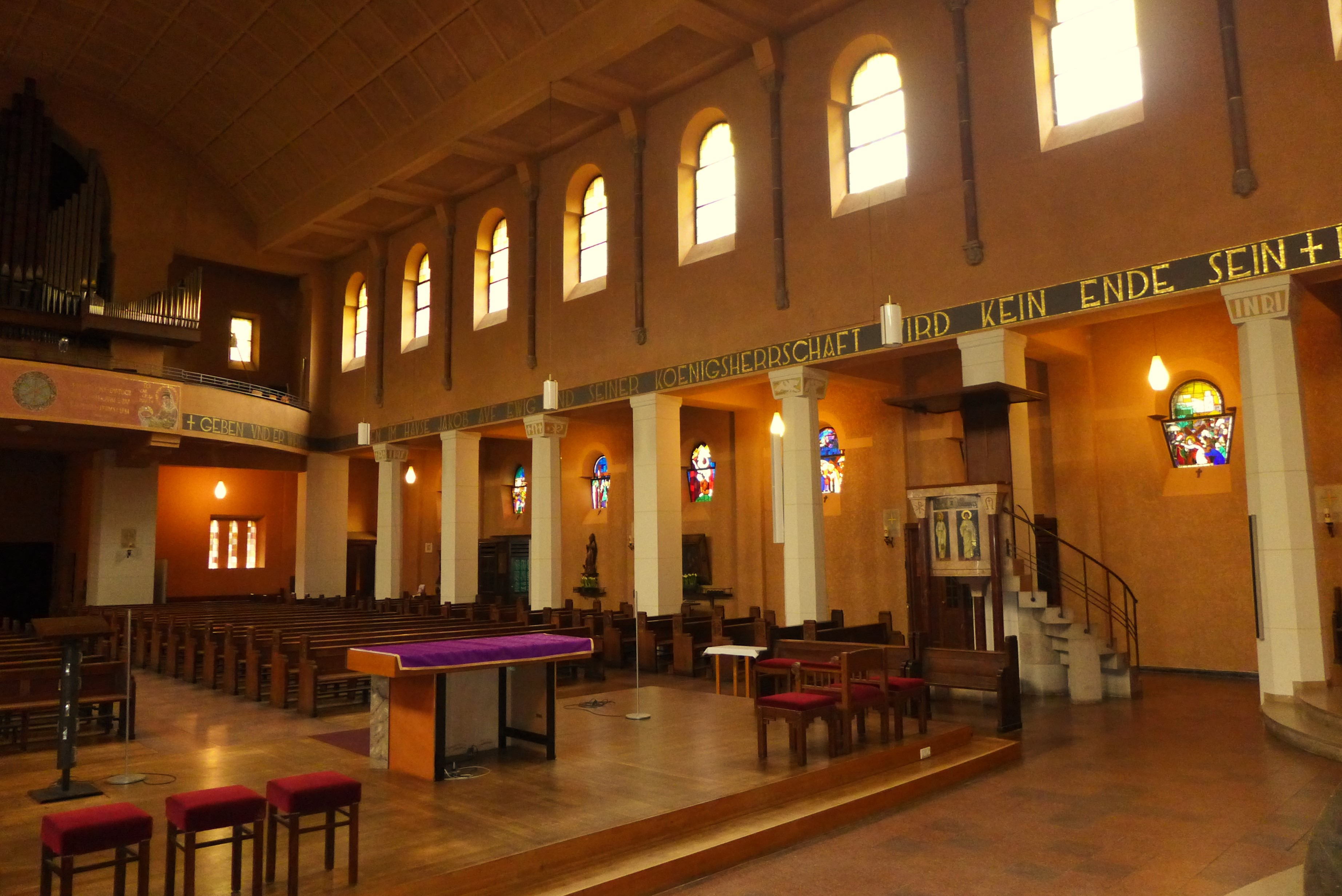
Linke Mittelschiffarkade

Die dreischiffige neunjochige Basilika aus unverputztem rot-gelb melierten Sandstein steht auf rechteckigem Grundriss mit einem vorgelagerten fünfeckigen Paradies mit Säulenumgang, das von frühchristlichen Basiliken inspiriert ist. Im Zusammenhang mit den intensiven Beratungen hinsichtlich der liturgisch-theologischen Konzeption der Saarbrücker Kirche durch die Abteileitung von Maria Laach ist auch eine Inspiration durch das dortige romanische Atrium-Paradies denkbar. Die Wandflächen der Christkönigskirche werden nur durch kleine Fenster und Schallöffnungen unterbrochen. Das Bauwerk vermittelt durch seine burgartig massiven Wandflächen einen trutzig-wehrhaften Charakter. Auf plastisch vortretende Gliederungselemente wurde am Außenbau weitgehend verzichtet. Glatt behauene Blendbögen, die auf romanische Rundbogengliederung verweisen, wurden zwischen die expressionistisch gestuften Rundbögen der Fensteröffnungen eingespannt. Die Gewände der Seitenschiffsfenster laufen nach einer Ausklinkung schräg nach unten. Die um den halbrund schließenden Chor gebauten Sakristeiräume (Priestersakristei, Messdienersakristei, Paramentenraum, Bibliothek) erhielten Kreuzstockfenster. Die Apsis ist zur Aufnahme einer Krypta unterkellert. Die über Chor und Seitenschiffe zugängliche Sakristei verfügt über einen Heizungskeller, einen Gerätekeller sowie einen Mehrzweckraum. Die gesamte Dachfläche mit einheitlicher Firsthöhe und nur wenigen kleinen Gauben ist verschiefert.
Architekt Colombo beschreibt den Stil seiner Kirche als „eine gesunde Mitte (…) zwischen gutem Altem und allzu stürmisch Modernem. Sie ist in einfachen, romanisierenden strengen Formen gehalten, die dem ganzen Bau einen ernsten kirchlichen Charakter geben. Der modernisierte romanische Stil zeigt Wucht und Kraft, aber kein Nachahmen, sondern ist in freier Auffassung ausgebildet.“ Trotz versachlichender, modernerer stereometrischer Formen atmet das ganze Sakralgebäude noch stark den Geist des Historismus und ist damit ein Beispiel des Stildiskurses zwischen historisierenden Tendenzen, Expressionismus und beginnender Neuer Sachlichkeit.
Während außen expressionistisch überformte neoromanische Formen zur Anwendung kommen, zitiert der basilikale Innenraum spätantik-byzantinische Formen. Damit nimmt die Stilistik des Kirchenraumes thematisch bewusst Bezug auf den Formulierungsort des ersten ökumenischen Konzils im kleinasiatischen Nicaea (heute İznik, Türkei) bei Byzantion (heute Istanbul), wo das Erste Konzil von Nicäa im Jahr 325 die Wesensidentität von Jesus Christus und Gott dogmatisiert hatte. Die Glaubensaussage des Konzil, das Bekenntnis von Nicäa, das unter der Leitung von Kaiser Konstantin dem Großen zustande kam, bildete später die Grundlage des Christkönigfestes.
Architekt Colombo betont dies zusätzlich, wenn er schreibt: „Das ganze Innere ist bestimmt von der Idee des Christkönigtums. Erstrebt ist feierliche Ruhe und Konzentrierung nach dem Altar, und – als Gegengewicht zur vorwiegend intellektuellen Einstellung unserer Zeit – Wirkung auf das Gemüt, daher freie Sicht nach dem Hochaltar mit der Möglichkeit liturgischer Entfaltung und von überall her Blick auf den über dem Altare feierlich ernst thronenden Christus als König.“

#### Maße
Die Christkönigskirche weist folgende Maße auf:
- Querschnitt des Turmes: 7 auf 7 Meter
- Höhe des Turmes bis zum Gesims: 38 Meter
- Höhe des Turmes vom Gesims bis zum Hahn: 20 Meter
- Gesamthöhe des Turmes: 58 Meter
- Höhe der Christkönigsfigur am Turm: 4,70 Meter
- Gesamthöhe der Chorkuppel: 16,50 Metern
- Durchmesser der Chorkuppel: 10 Metern
- Durchmesser des Kuppeloberlichtes: 3,50 Meter
- Innere Breite des Mittelschiffes: 16,50 Meter
- Innere Höhe des Mittelschiffes: 14,25 Meter
- Höhe der Säulen des Mittelschiffes: 5 Meter
- Breite der Seitenschiffe: 2,50 Meter
- Länge des Laienraumes vom Turm bis zum Triumphbogen: 35 Meter
- Breite der Kirche (Mittelschiff mit zwei Seitenschiffen): 22,80 Meter
- Bodenfläche des Laienraumes: ca. 700 Quadratmeter
- Höhe des Chorniveaus über dem Niveau des Laienraumes: 1,20 Meter
- Gesamtaußenlänge der Kirche: 65 Meter
- Gesamtinnenlänge der Kirche: 44 Meter
- Gesamtaußenbreite der Kirche (ohne Seitenportal): 24 Meter
- Gesamtinnenbreite der Kirche: 23 Meter
- Fläche der Krypta: 125 Quadratmeter
- Anlage einer möglichen Kirchenbesucherzahl auf: 140 Kinderplätze, 550 Sitzplätze für Erwachsene, 950 Stehplätze; Insgesamtmaximalkapazität (ohne Empore): 1600 Personen

#### Paradies-Atrium

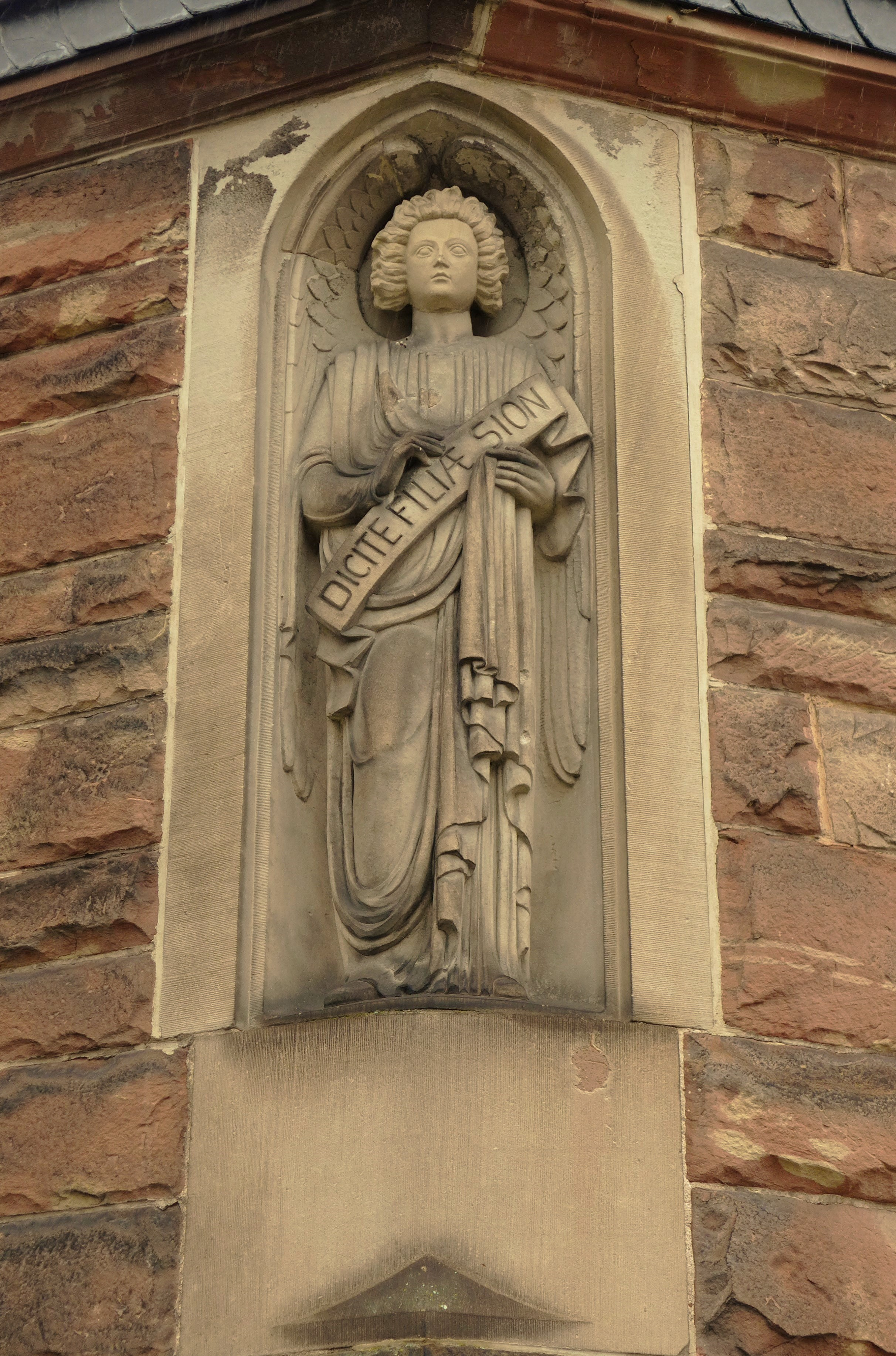
Engel am Paradies-Atrium mit der Banderoleninschrift „Dicite Filiae Sion“ als Ankündigung der christologischen Aussagen der Kirche

Vor dem Turmportal umgibt ein kreuzgangartiger Arkadengang ein Paradies-Atrium. Vom Arkadengang aus betritt man die Eingänge zu den Seitenschiffen. Das fünfeckige Atrium schützt den Eingangsbereich gegen den Straßenverkehr und schafft so eine Ruhezone zur inneren Sammlung des Gläubigen. Zugleich dient es zur Abhaltung bestimmter Zeremonien – wie etwa dem Osterfeuer oder auch Prozessionen – und ist ein Begegnungsort der Gläubigen vor und nach den Gottesdiensten. Portale und Fensteröffnungen mit schmiedeeisernen Gittern in expressionistischen Formen vermitteln zum Straßenraum. Die Arkadenkämpfer sind mit christologischen Symbolen geschmückt. Christussymbole sind ebenfalls im Bodenbelag aus unregelmäßigen Sandsteinplatten eingraviert.
Das Atrium wurde von den Ideengebern der Kirche – Colombo, Herwegen, Schlich und Stock – als „Vorzimmer zum Thronsaal des Christkönigs“ gestaltet. Es sollte nach deren Wunsch als Ort der inneren Sammlung, der „Trennung von der Welt und von dem Alltag des Lebens“ sowie der Vorbereitung der Seele auf die Erscheinung des Angesichtes der göttlichen Majestät dienen. Die bugartige Knickung der Vorderwand – wodurch das Fünfeck erst entsteht – ist im Inneren des Säulen- und Arkadenhofes kaum wahrnehmbar: durch ein Hereinziehen der mittleren Doppelsäulenstellung nähert sich die Arkadenfolge im Grundriss eher einem Kreissegment, als dass die Knickung ausgedrückt würde. Der am „Bug“ des Paradies-Atriums galionsfigurartig angebrachte Engel kündet die theologischen Botschaften der Christkönigsgeheimnisse des Kirchenbaues auf einer Banderole in seinen Händen mit den Worten des Propheten Jesaja an: „Dicite Filiae Sion“ (deutsche Übersetzung: „Sagt es der Tochter Sion!“, Jes 62,11–12 ). Der Gesamtzusammenhang der alttestamentlichen Bibelstelle lautet: „Siehe, der Herr hat es bekannt gemacht bis ans Ende der Erde. Sagt es der Tochter Zion: Siehe, deine Rettung kommt. Siehe, sein Lohn ist mit ihm und sein Ertrag geht vor ihm her! Dann wird man sie nennen ‚Heiliges Volk‘, ‚Erlöste des Herrn‘. Und du wirst genannt werden: ‚Begehrte‘, nicht mehr ‚verlassene Stadt‘.“
Die bugartige Form des Paradiesatriums ist mit Bedacht gewählt: Insgesamt entspricht der gesamte Kirchenbau der Saarbrücker Christkönigskirche der Form eines Schiffes: Während das Atrium den Bug versinnbildlicht, bildet der Kirchturm den Schiffsmast, der Laienraum den Schiffsrumpf, die runde Apsis das Schiffsheck und die Apsislaterne die Hecklaterne. Die Darstellung Jesu als Christkönig in der als Heck gedeuteten Apsis kann somit als Steuermann des „Schiffleins Petri“ (Navicella Petri, Mt 14,22–33 ) verstanden werden. Diese Schiffssymbolik greift Radbod Commandeur in seiner Darstellung der Kirche als Schiff am Josefsaltar nochmals auf.

Piana (Korsika) – Église de l’Assomption, Vorbild für die Portalinschrift von Christkönig
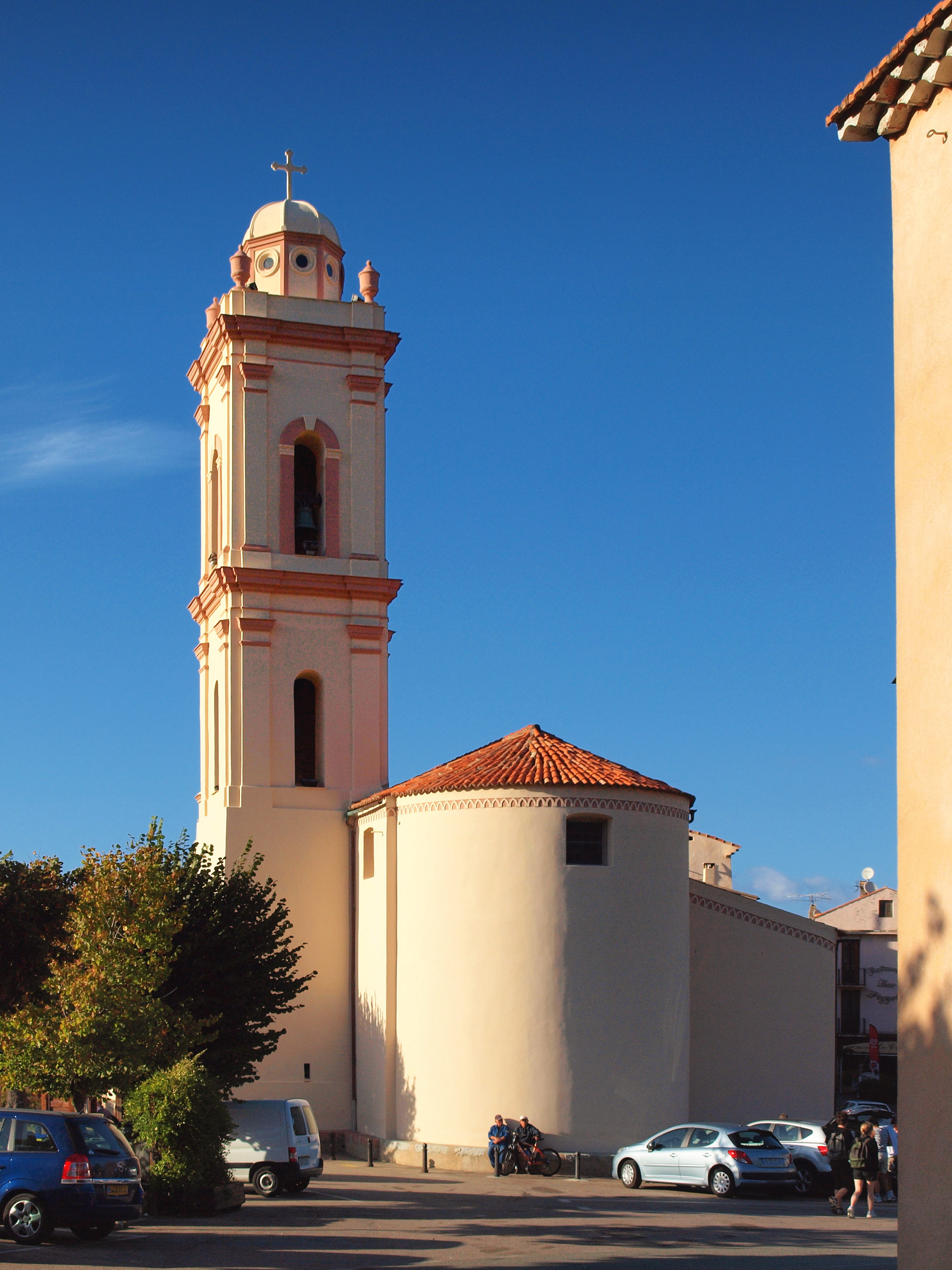
Église de l’Assomption
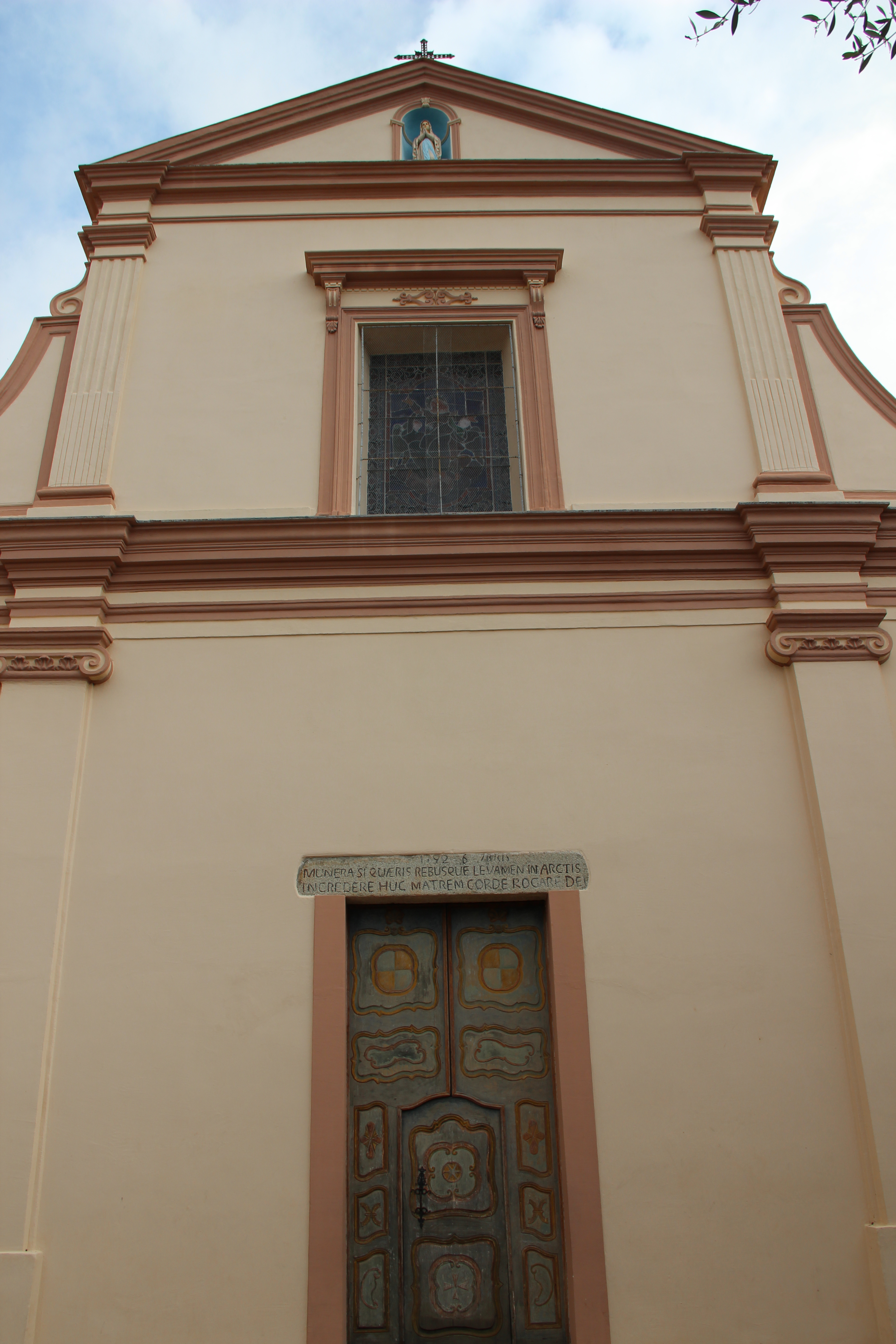
Église de l’Assomption de Piana, Portalinschrift

Über dem Eingangsportal befindet sich eine Kreuzigungsgruppe mit der Inschrift „Gratias si quaeris rebusque levamen in arctis. Ingredere huc Regem corde rogare Deum“ (deutsche Übersetzung: „Wenn Du Gnaden suchst und Erhebung in schwierigen Lagen, dann tritt hier ein, den König und Gott von Herzen zu bitten“). Das Distichon als Weihe an Jesus Christus ist eine Adaption der Inschrift der 1792 erbauten Kirche Sainte-Marie (Santa Maria Assunta) zu Piana auf Korsika, die sich auf die Gottesmutter Maria als Fürsprecherin der Gläubigen bezieht („Munera si quaeris rebusque levamen in arctis. Ingredere huc matrem corde rogare Dei“, deutsche Übersetzung: „Wenn Du Amtsgnade dir erflehen willst und Trost in Leid und Trübsal, so tritt hier ein. Sprich von Herzen zur Mutter Gottes.“).

#### Seitenportale

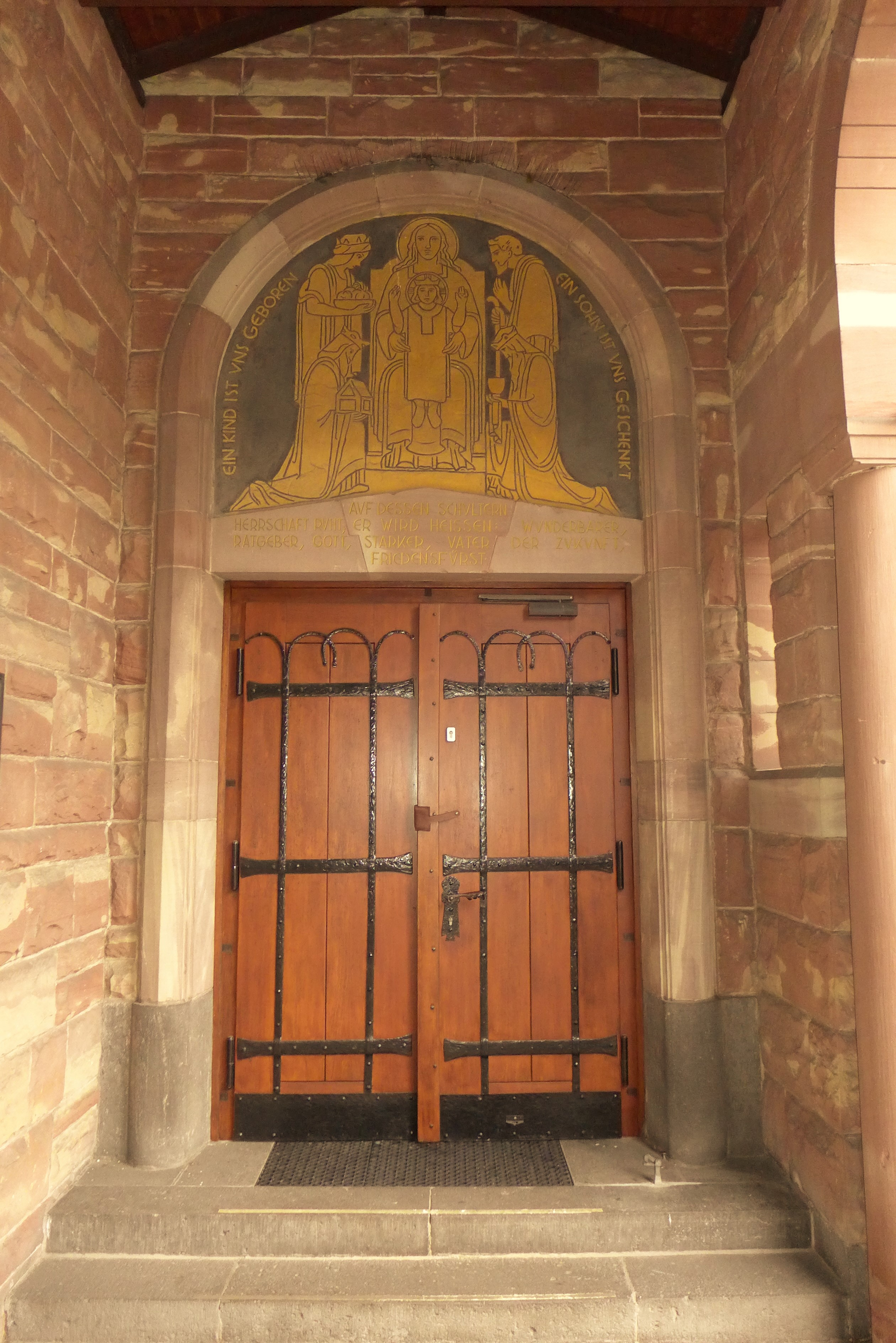
Linker Seiteneingang, Epiphanie
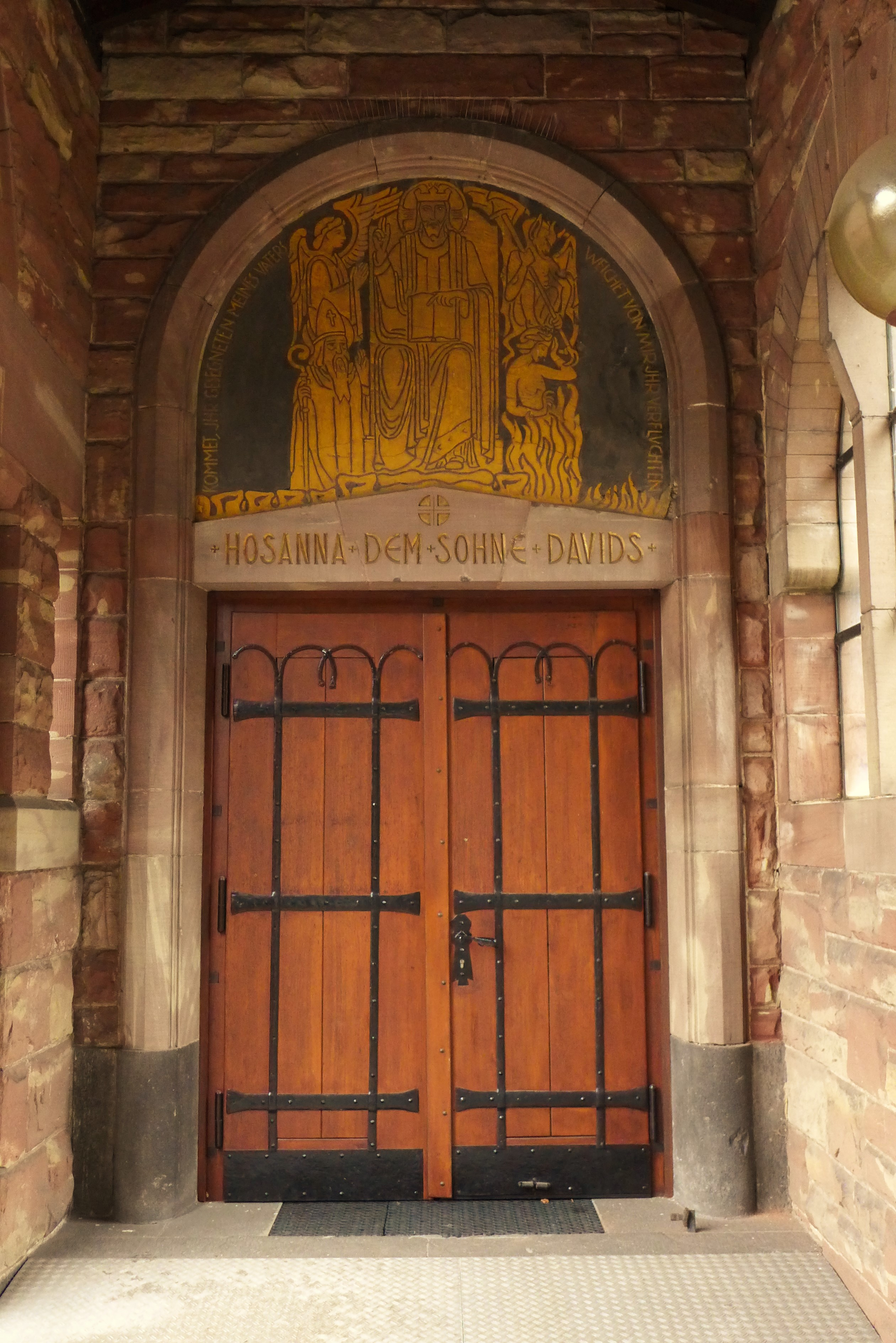
Rechter Seiteneingang, Jüngstes Gericht

Vom Atrium ausgehend erreicht man die beiden Seiteneingänge der Kirche. Sie weisen durch ihre Tympanon-Darstellungen in Sgraffito-Technik auf das Königtum Christi hin. Aus einem dunklen Putzgrund leuchten die ebenfalls dunkel konturierten Darstellungen in einem leuchtend gelbem Putz. Wie am Turm hatte Architekt Karl Colombo hier eigentlich Goldmosaik vorgesehen, was allerdings aus Kostengründen oder auch aus Gründen der verminderten Haltbarkeit unterblieb.
Links ist die Anbetung des Jesuskindes durch die Weisen dargestellt (Mt 2 ). Maria mit offener Haartracht präsentiert den segnenden Jesus auf ihrem Schoß. Die flankierenden Figuren sind in zwei Ebenen positioniert. Während ein Sterndeuter und der heilige Josef stehen, sind zwei Weise anbetend auf die Knie gesunken. Die Inschrift des Sgraffitobildes im Tympanons „Ein Kind ist uns geboren, ein Sohn ist uns geschenkt“ findet auf dem Architrav ihre Fortsetzung: „auf dessen Schultern Herrschaft ruht; er wird heißen: Wunderbarer, Ratgeber, Gott, Starker Vater, Vater der Zukunft, Friedensfürst“. Es handelt sich dabei um ein Zitat aus dem Buch Jesaja zur Prophezeiung des Messias (Jes 9,5 ).
Über dem rechten Seitenportal befindet sich eine Darstellung Jesu Christi als Weltenrichter beim Jüngsten Gericht (Mt 25,31–46 ). Zu seiner Rechten sieht man einen Engel und den heiligen Arnual auf einer himmlischen Wolkenbank. Zu seiner Linken drückt ein grausiger Teufel mithilfe seiner Füße sowie einer Forke einen verzweifelten Jüngling in die Flammen der Hölle. Die Inschrift des Tympanons entstammt dem Gleichnis vom Weltgericht (Mt 25,31–46 ) und lautet: „Kommt ihr Gesegneten meines Vaters! – Weichet von mir, ihr Verfluchten!“ Der in den Architravbalken gemeißelte Text „Hosanna dem Sohne Davids“ findet sich beim Einzug Jesu in Jerusalem (Mt 21,9 ). Es gibt keinen direkten Zusammenhang zur dargestellten Weltgerichtsszene. Der Architekt Karl Colombo hatte hier tatsächlich eine Darstellung des Einzuges Jesu in Jerusalem vorgesehen. Dementsprechend waren die Inschriften für die Türsturze schon im Steinbruch in Zabern eingemeißelt worden. Als man dann während der Ausführung das Bildprogramm des Tympanons änderte, blieb der, nun nicht mehr passende, Bibelspruch erhalten.

#### Kirchturm
Der monumentale, treppenturmflankierte Kirchturm der Christkönigskirche erhebt sich vor dem Hauptschiff, überragt die ganze Anlage und wirkt stadtbildprägend. Der kantige Turmkubus wird durch die beiden seitlich angebauten Treppentürmen, von denen allerdings nur der linke eine Treppe enthält, in seiner Herbheit gemildert. Im unteren Bereich des Turmes erinnert eine vorgeblendete Dreierarkatur an romanisches Formengut. Eine Kreuzigungsgruppe mit Maria und Johannes ist direkt über dem dreiteiligen, flach schließenden Turmportal positioniert. Der Gekreuzigte trägt statt der überlieferten Dornenkrone (Mt 27,29 , Mk 15,17 , Joh 19,2 ) eine Königskrone. Die Kreuzigungsgruppe wurde von Bildhauer Erwin Haller aus Köln entworfen und vom Saarbrücker Bildhauer P. Latterner umgesetzt.
Darüber erhebt sich ein Christkönig-Relief, das ebenfalls von Haller und Latterner stammt: Jesus Christus in der Darstellungsweise eines hohepriesterlichen Königs mit Tiara, Szepter und Reichsapfel steht auf einem regenbogenartigen Feld, unter dem eine Schlange als Symbol des Bösen von einem Greifen als Symbole des Guten überwältigt wird. Auf dem Gürtel Christi ist die Inschrift „König der Könige, Herr der Herren“ eingemeißelt. Sie entstammt dem 1. Brief des Paulus an Timotheus (1 Tim 6,15 ). Nach der Konzeption Karl Colombos sollte die Christkönigsfigur vor einem Goldgrundmosaik stehen. Dieses Vorhaben wurde vermutlich aufgrund der Verwitterungsgefahr nicht ausgeführt.
Ein breites Inschriftenband unter der Christkönigsstatue zeigt die lateinischen Worte „Christus vincit + Christus regnat + Christus imperat“ (dt. Übersetzung: Christus siegt, Christus regiert, Christus herrscht). Das Trikolon mit seinen christologischen Huldigungsrufen entstammt den Laudes regiae. Über einem hochrechteckigen Schartenfenster ist die Turmuhr montiert. Oberhalb öffnet sich die Glockenstube in drei hochrechteckigen, gerade schließenden Fenstern, die durch Schallladen verschlossen sind. In expressionistischer Manier springt das Gesims zweifach zurück. Der gleiche Rücksprung findet sich bei den Treppentürmen. Die beiden Rücksprünge des Hauptturmes nehmen die Breitenmaße der Glockenstubenfenster auf, schließen aber in geringer Höhe mit Rundbögen. Der Turm findet seinen Abschluss in einer hohen kupfergedeckten Dachpyramide mit einem Kronreif als Zeichen der Königswürde Christi an der Spitze. Diese Krone wird abermals von einem Turmkreuz mit Hahn überragt.
Die Turmkubatur lehnt sich – wie das gesamte Gebäude der Christkönigskirche – an byzantinisch bzw. neobyzantinische Vorbilder an. Als Grundform kann der Markusturm (begonnen im 9. Jahrhundert) in Venedig mit seinem hohen Turmkubus und der Arkadenverblendung, dem Rücksprung oberhalb der Glockenstube und unterhalb des Daches sowie dem hohen Pyramidendach angesehen werden. Die pyramidiale Form des Saarbrücker Turmhelms zitiert ebenso die Türme der Lateranbasilika und der Basilika Santa Maria Maggiore in Rom. Die sich davon abgeleitete architektonische Kubatur der Türme des Kieler Rathauses (erbaut 1907 bis 1911) sowie der Basilika der Unbefleckten Empfängnis (begonnen 1920) in Washington weist ebenfalls wie die Saarbrücker Christkönigskirche zwei Rücksprünge unterhalb des Pyramidenhelmes auf.
Radbod Commandeur, der Künstler des Innenraumes von Christkönig, verwendete das Saarbrücker Turmmotiv mit den Abtreppungen unterhalb der Turmspitze nochmals – diesmal allerdings wesentlich gestauchter als beim Vorbild – bei der Bekrönung seiner Maria Laacher Staurothek, einer Bronzetreibarbeit mit Mosaikbildern aus dem Jahr 1937, die der Aufnahme einer Kreuzreliquie des Klosters dient.

Mögliche Inspirationsquellen der architektonischen Kubatur des Turmes
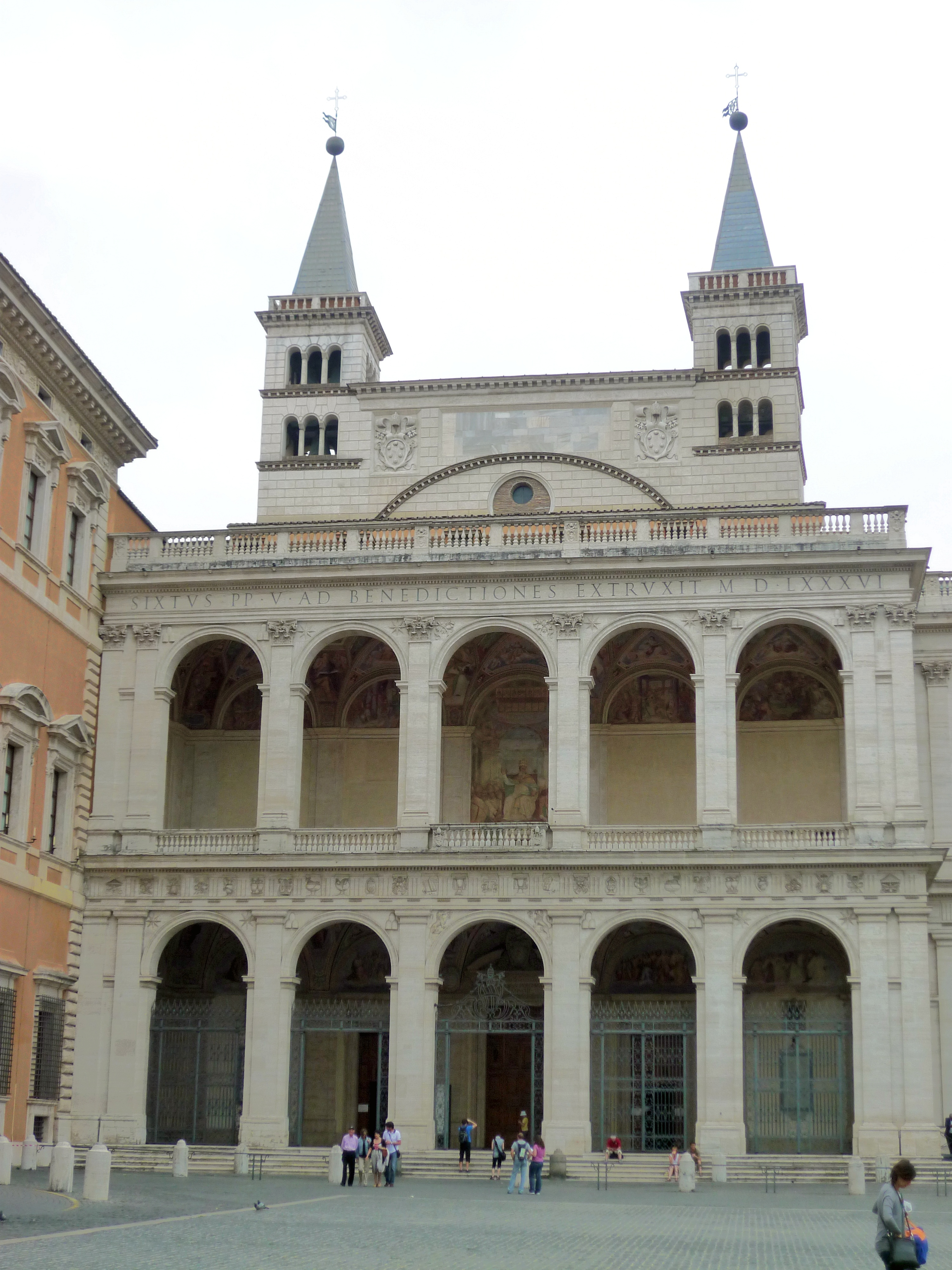
Rom, Türme der Lateranbasilika
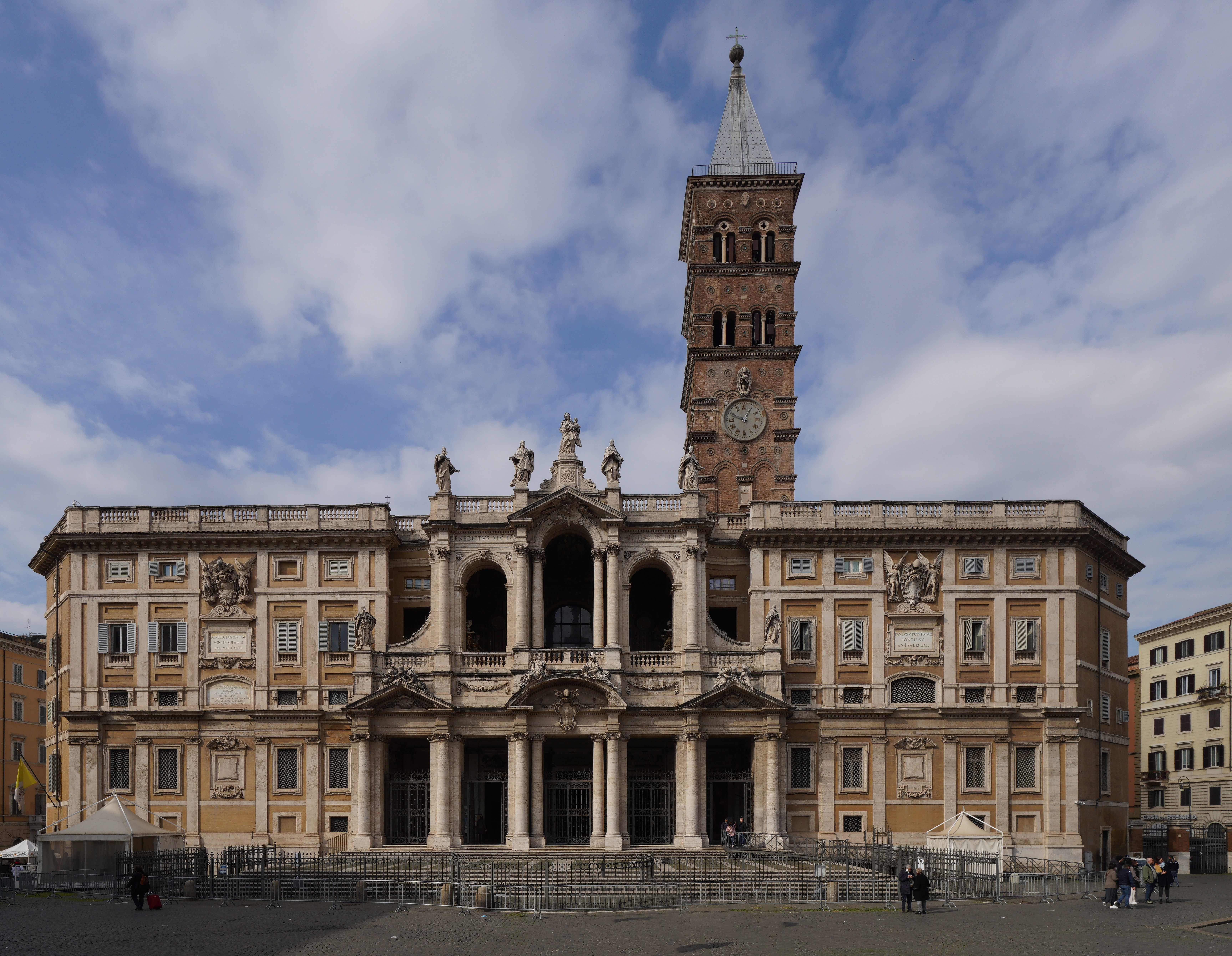
Rom, Basilika Santa Maria Maggiore
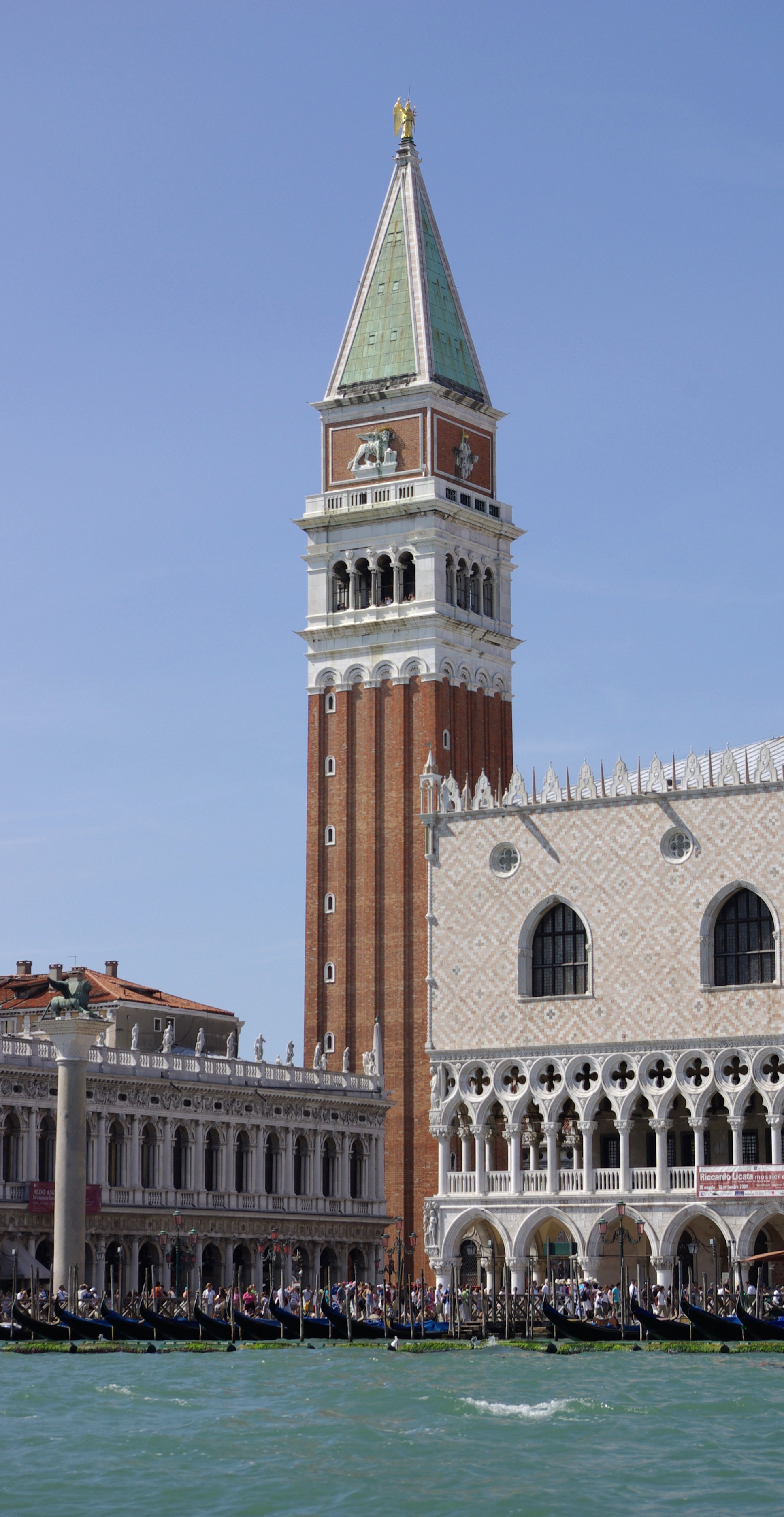
Venedig, Campanile des Markusdomes
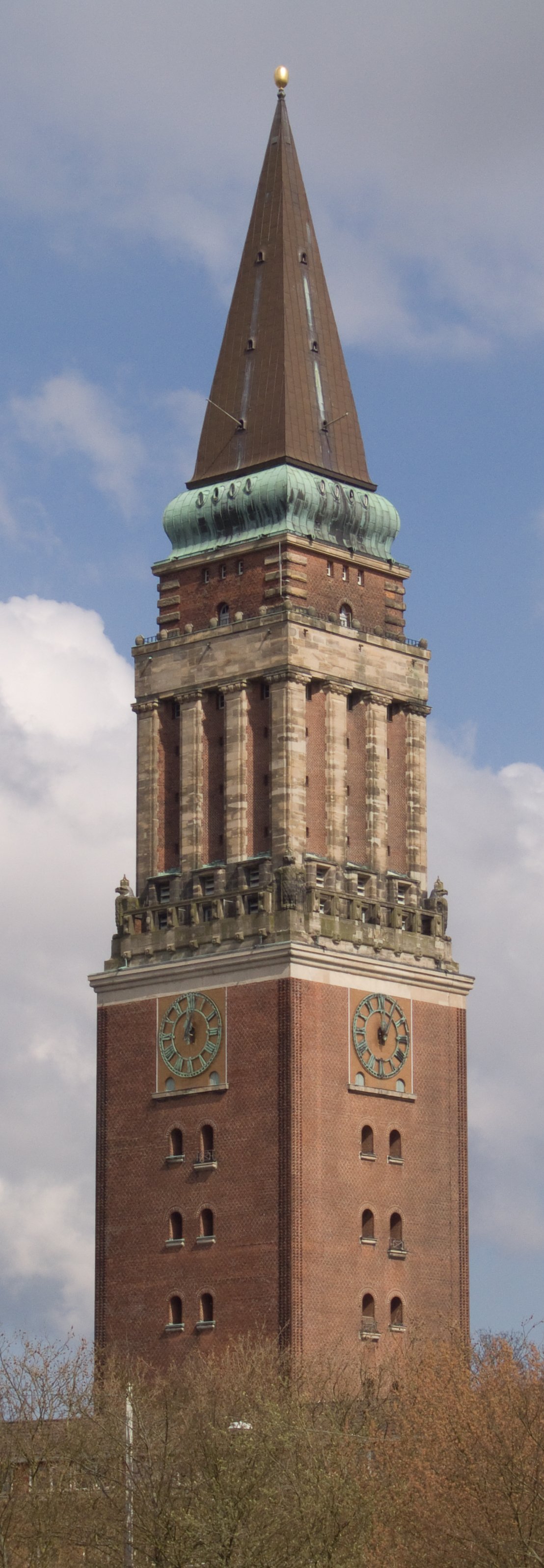
Kieler Rathausturm
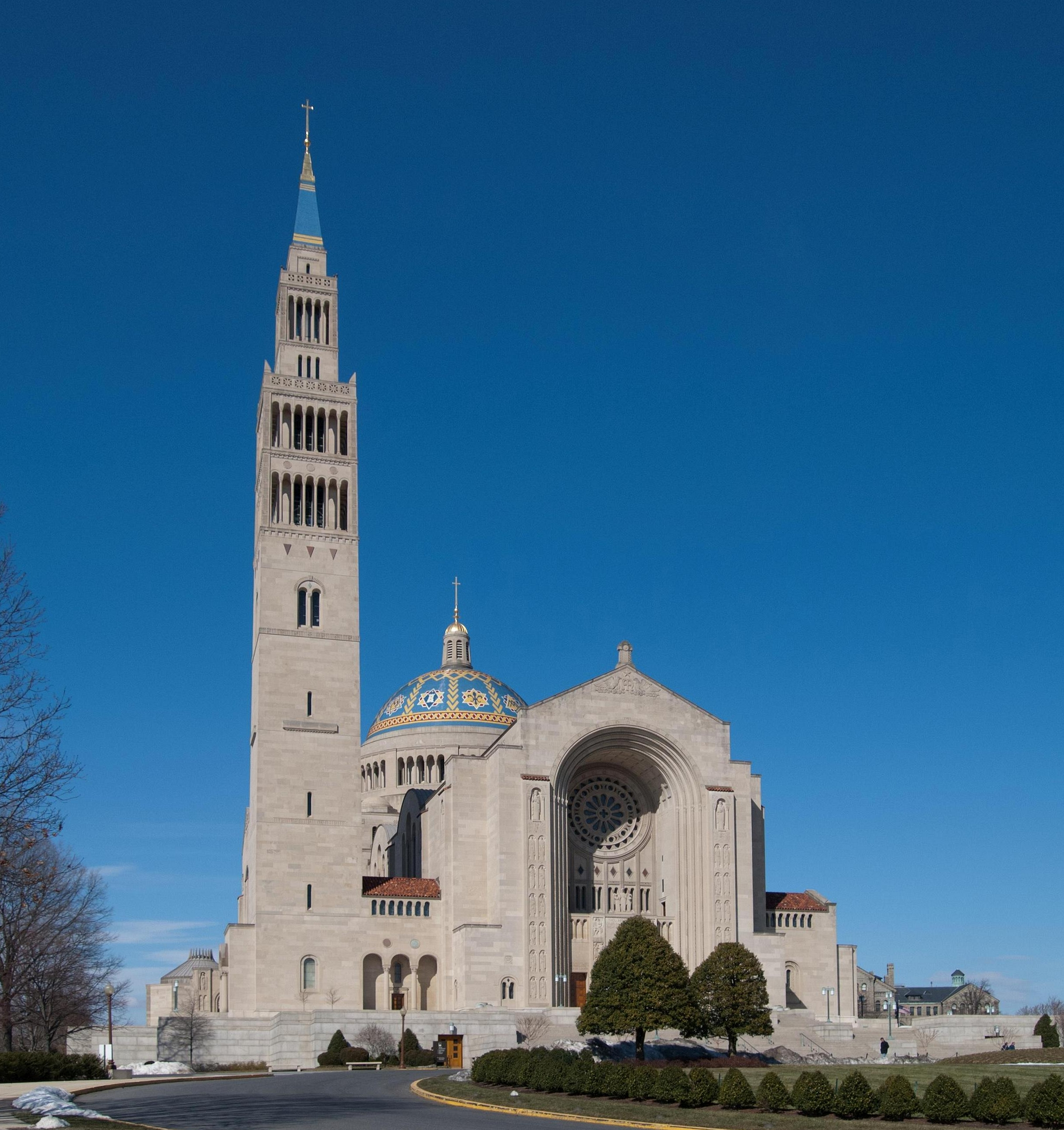
Basilika der Unbefleckten Empfängnis, Washington

#### Seitenportalhalle

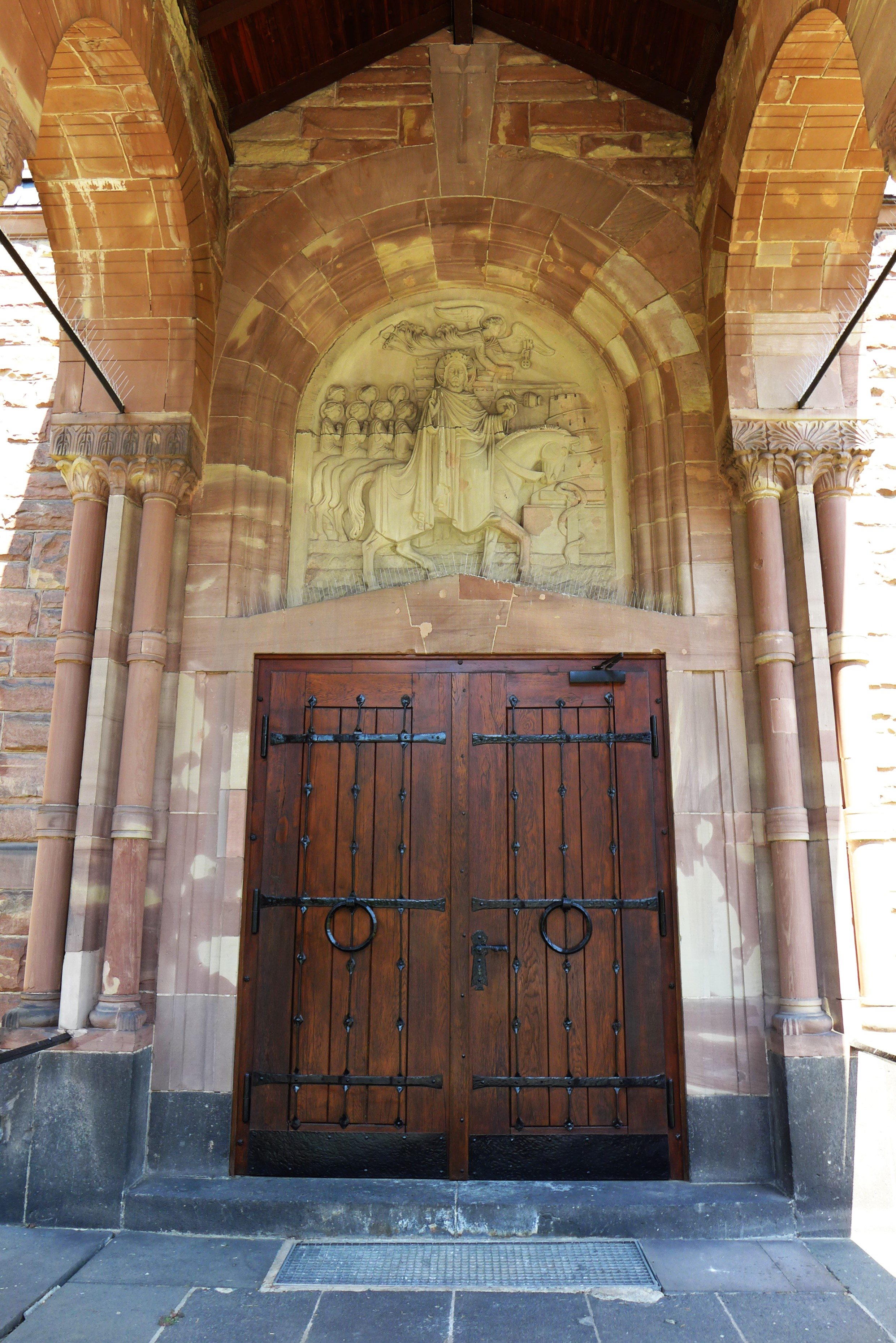
Christkönig-Kirche (Saarbrücken), Seitenportal mit Relief des apokalyptische Einzuges Christi ins himmlische Jerusalem

Die seitliche Arkadenportalhalle im Südosten ruht auf einer Ansammlung geflügelter Löwen, die aus Basaltkuben gehauen wurden und als Hinweis auf den Löwen von Juda zu verstehen sind. In der christlichen Tradition wird dieser Löwe als Sinnbild Jesu Christi gedeutet. Die zugehörige Textstelle ist in der Offenbarung des Johannes enthalten (Offb 5,5 ): „Da sagte einer von den Ältesten zu mir: Weine nicht! Siehe, gesiegt hat der Löwe aus dem Stamm Juda, der Spross aus der Wurzel Davids; er kann das Buch und seine sieben Siegel öffnen.“
Das Tympanon aus hellem Sandstein zeigt dementsprechend den Einzug Jesu Christi als König im Himmlischen Jerusalem. Der gekrönte und kreuznimbierte Christus reitet auf einem Pferd in die heilige Stadt ein, gefolgt von sieben Berittenen, die die himmlischen Heerscharen symbolisieren. Während das Haupt Christi von mehreren Kronen umgeben ist, geht von seinem Mund ein scharfes zweischneidiges Schwert aus. Seine Rechte segnet den Betrachter, seine Linke hält einen Reichsapfel. Der der Darstellung zugrundeliegende Text ist der Offenbarung des Johannes entnommen (Offb 19,11–16 ): „Dann sah ich den Himmel offen und siehe, da war ein weißes Pferd und der, der auf ihm saß, heißt: Der Treue und Wahrhaftige; gerecht richtet er und führt er Krieg. Seine Augen waren wie Feuerflammen und auf dem Haupt trug er viele Diademe; und auf ihm stand ein Name geschrieben, den er allein kennt. Bekleidet war er mit einem blutgetränkten Gewand; und sein Name heißt: Das Wort Gottes. Die Heere des Himmels folgten ihm auf weißen Pferden; sie waren in reines, weißes Leinen gekleidet. Aus seinem Mund kam ein scharfes Schwert; mit ihm wird er die Völker schlagen. Und er weidet sie mit eisernem Zepter und er tritt die Kelter des Weines, des rächenden Zornes Gottes, des Herrschers über die ganze Schöpfung. Auf seinem Gewand und auf seiner Hüfte trägt er den Namen geschrieben: König der Könige und Herr der Herren.“
Die Darstellung Jesu Christi als apokalyptischer Reiter ist in der Kunstgeschichte recht selten. Als prominenten Vorläufer einer solchen Darstellungsweise könnte man die im Jahr 1910 von Prinzregent Luitpold von Bayern gestiftete und von Ferdinand Freiherr von Miller gefertigtet Christus-Plastik über dem Portal der Kirche St. Anna im Lehel in München nennen.
Am dargestellten Himmel über dem einreitenden Christus in der Seitenportalhalle der Christkönigskirche schwebt ein Engel mit dem Schlüssel, der den Teufelsdrachen fesseln und ihn im Abgrund verschließen soll Offb 20,1–3 : „Dann sah ich einen Engel vom Himmel herabsteigen; auf seiner Hand trug er den Schlüssel zum Abgrund und eine schwere Kette. Er überwältigte den Drachen, die alte Schlange – das ist der Teufel oder der Satan –, und er fesselte ihn für tausend Jahre. Er warf ihn in den Abgrund, verschloss diesen und drückte ein Siegel darauf, damit der Drache die Völker nicht mehr verführen konnte, bis die tausend Jahre vollendet sind.“ Der fliegende Engel schwenkt zusätzlich ein Weihrauchfass zur Entsühnung.
Christus reitet auf den Turm Davids zu, wodurch er als „Sohn Davids“ inszeniert wird. In der Dynastiezusage an König David heißt es: „Dein Haus und dein Königtum sollen durch mich auf ewig bestehen bleiben“ (2 Sam 7,16 ). Vor dem Turm Davids erhebt sich die Eherne Schlange (Num 21,6–9 ), mit Hilfe derer Jesus Christus als neuen Mose interpretiert wird: „Und wie Mose die Schlange in der Wüste erhöht hat, so muss der Menschensohn erhöht werden, damit jeder, der (an ihn) glaubt, in ihm das ewige Leben hat.“ (Joh 3,14–15 ) Das Relief wurde von Erwin Haller aus Köln entworfen und von Latterner in Saarbrücken gefertigt. Der Darstellung des triumphalen Sieges des Christkönigs auf dem Tympanon entspricht im Innern der Kirche eine Darstellung über demselben Portal. Im Innenraum hat Karl Colombo eine Pietà-Darstellung der schmerzhaften Mutter mit ihrem toten Sohn auf dem Schoß anbringen lassen. Den Kreuzestod Jesu und die Erlösung der Welt stellt der Architekt so in einen direkten Zusammenhang.

### Innenraum (Architektur und Ausstattung)

#### Laienraum

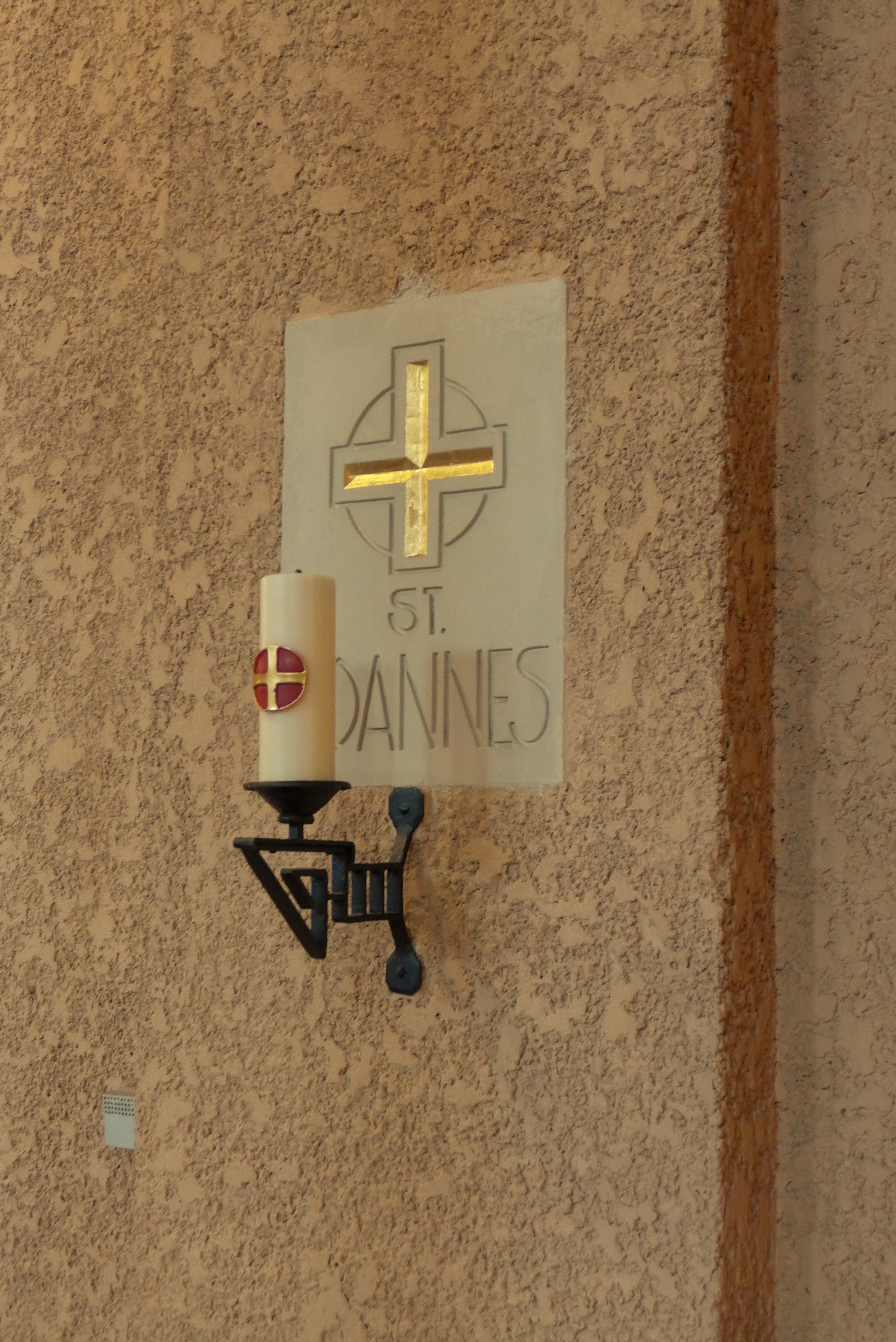
Apostelleuchter
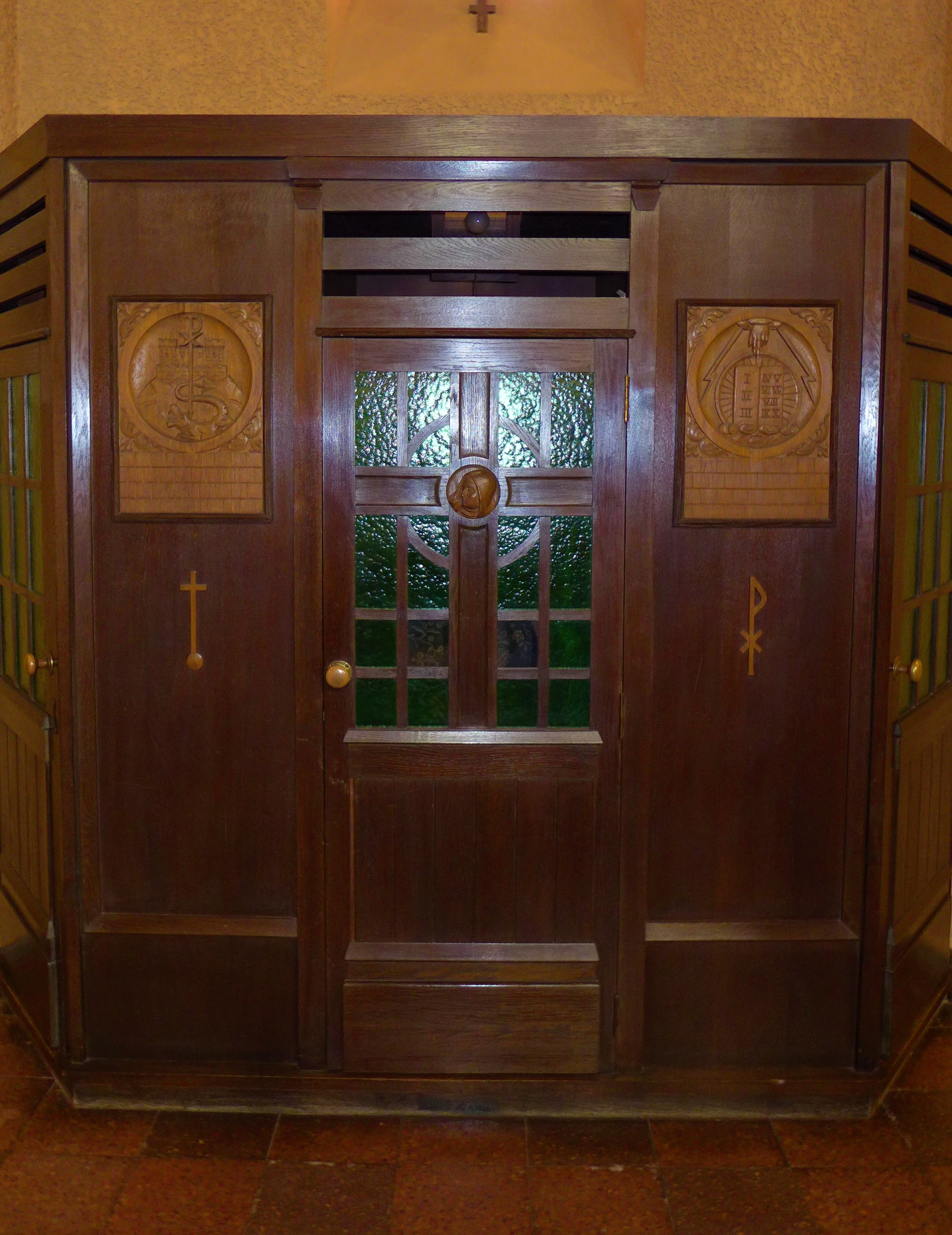
Einer der vier Beichtstühle mit Bußsymbol-Reliefs
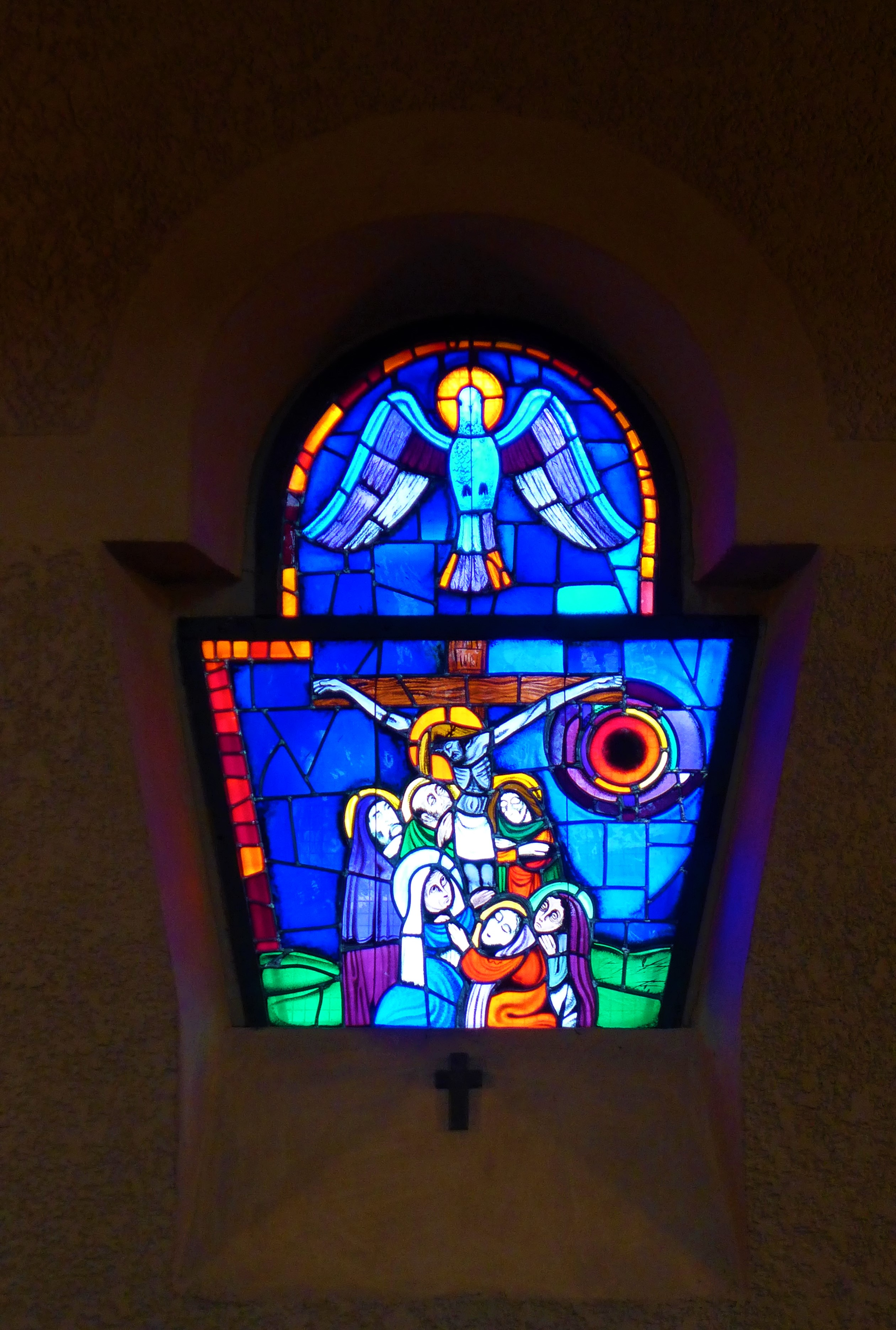
Kreuzwegstation, Jesus stirbt am Kreuz

Das Innere des bewusst als basilikale Anlage (Königshalle) gestalteten Sakralraumes ist bestimmt von einem breiten Mittelschiff (16,50 Meter), während die Seitenschiffe als Umgänge sehr schmal (2,5 Meter) gehalten sind. Von der Konzeption der Ideengeber des Baues, Schlich, Herwegen und Stock ist der Raum als Thronsaal des Königtums Christi gestaltet. So schreiben Johann Ludger Schlich und Ambrosius Stock in der Schrift zur Weihe der Kirche im Jahr 1929: „Das Laienschiff ist die ‚Basilika‘, die Königshalle, der Audienzsaal, in dem Christus die Seinen in Gnaden empfängt, wo sie vor ihm erscheinen, ihre Bitten vortragen und seine Hulderweise entgegennehmen können. Auch das Schiff ist darum von dem Gedanken des Königtums Christ beherrscht.“ Quadratische und achteckige Pfeiler aus Beton mit gelblichem Steinputz (zweimal neun Pfeiler) beziehen sich auf den romanischen Stützenwechsel. Kämpfer und Kapitelle sind blockhaft gestaltet. Halbsäulen auf kleinen Wandkonsolen gliedern die Wandflächen des Obergadens. Die Konsolen der Wanddienste sind aus Köpfen gebildet. Unter ihnen befinden sich zwei mit den Porträts von Dechant Johannes Ludger Schlich und Architekt Karl Colombo.
Am unteren Rand des Obergadens umläuft eine Inschrift (Fertigung: Villeroy & Boch, Mettlach) den ganzen Raum des Mittelschiffes: „Er wird groß sein und ein Sohn des Allerhöchsten genannt werden, und Gott der Herr wird ihm den Thron seines Vaters David geben, und er wird herrschen im Hause Jakob auf ewig, und seiner Königsherrschaft wird kein Ende sein.“ Der Text entstammt dem Lukasevangelium (Lk 1,32 ). Es handelt sich hier um die Worte des Erzengels Gabriel bei der Verkündigung der Geburt Jesu an Maria.
In der Mitte der bogenförmig sich ausbuchtenden Orgeltribüne wird der Text unterbrochen. In einem querrechteckigen Feld mit zentralem Christusmonogramm erscheint hier ein Text des Propheten Sacharja: „Sieh, dein König ist gekommen, der Heilige, der Heiland der Welt. Sing Freudenpsalmen, du Tochter Sion, Jubellieder, du Tochter Jerusalem!“ (Sach 9,9 ) Die Inschrift ist umgeben von den Darstellungen des Papstes Gregors des Großen, des Patrons der Gregorianik (links, gestiftet vom kath. Männergesangverein Concordia) sowie der heiligen Caecilia, der Patronin der Kirchenmusik (rechts, gestiftet vom Kirchenchor St. Jakob). Beide Heiligen halten dem Christogramm ihre Weihegeschenke entgegen. Die Darstellungsentwürfe fertigte Radbod Commandeur aus Maria Laach im Jahr 1928.
Die Kapitelle der Halbsäulen tragen die Konsolen der seitlichen horizontalen Absätze, über denen sich ein relativ niedriges (14,25 Meter) segmentbogiges Rabitz-Gewölbe über seitlichen schiefen Absatzbändern spannt. Über Konsolen aufsteigende runde Dienste richten sich nach der gebälkartigen Gliederung des Absatzbandes mit seinen Rechteckkassetten. Das Segmentbogengewölbe wird durch ein Gitternetz von regelmäßigen Quadraten gegliedert. Die Seitenumgänge werden durch eine flache Kassettendecke geschlossen.
Über der Innenseite des Turmportals ist eine Darstellung Jesu als Guter Hirte angebracht. Der umgebene Bibelspruch lautet: „Fürchte dich nicht, du kleine Herde! Denn es hat eurem Vater gefallen, euch das Reich zu geben.“ (Lk 12,32 )
Ursprünglich war das Kircheninnere nach dem Plan Colombos in expressionistischer Manier mit einem groben rostbraunen Spritzputz versehen, sodass sich die Mosaiken farblich umso strahlender davon abhoben. Im Chor sollte unterhalb des großen Mosaiks roter Marmor auf die Wand gebracht werden. Aus Kostengründen brachte man zunächst einen marmorierten Rotanstrich als Marmorersatz auf. Später wurde die Wandzone mit blaugrünem Marmor belegt. Bei den späteren Farbfassungen des Innenraums im Jahr 1962 wurde nicht mehr auf die ursprüngliche Anlage der Kirche als Gesamtkunstwerk Rücksicht genommen. Passend zum blaugrünen Marmorbelag der Apsis wurde der gesamte Raum ebenfalls in blaugrün gestrichen. Ende der 1990er Jahre stellte man die ursprüngliche Farbgebung wieder her.
Nach dem Zweiten Weltkrieg wurde die Ausstattung der Christkönigskirche durch den Neunkircher Bildhauer Hans Bogler (1910–1994) um eine Holzskulptur eines heiligen Antonius von Padua bereichert. Zusätzlich wurde die spätgotische Holzskulptur eines heiligen Bischofs erworben, der als heiliger Arnual, der Patron des Saarbrücker Stadtteiles der Christkönigskirche, angesehen wird. Der Speyerer Bildhauer P. Heid erstellte eine in Bronze gegossene Büste der heiligen Therese von Lisieux.

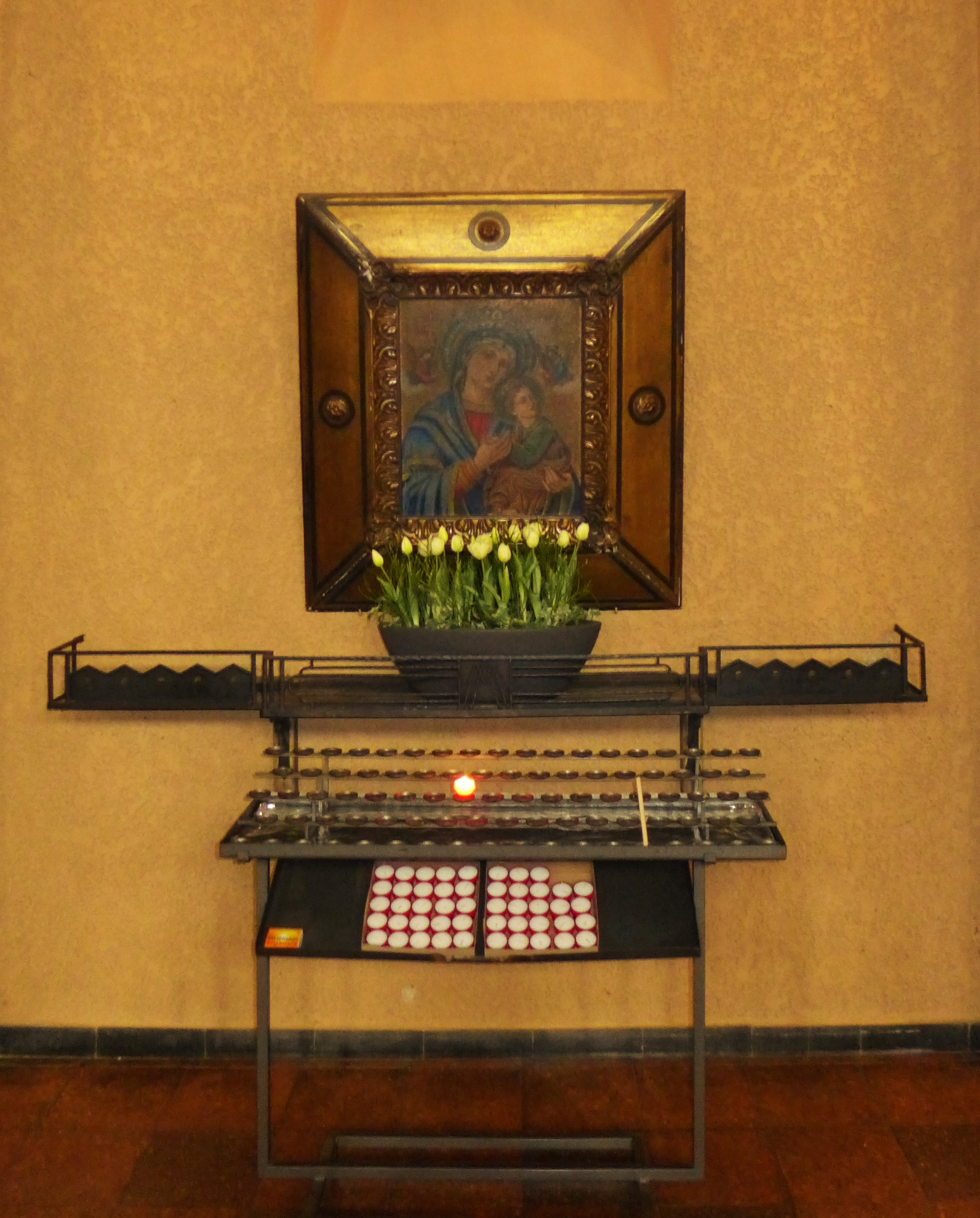
Ikone „Gnadenbild Unserer Lieben Frau von der immerwährenden Hilfe“
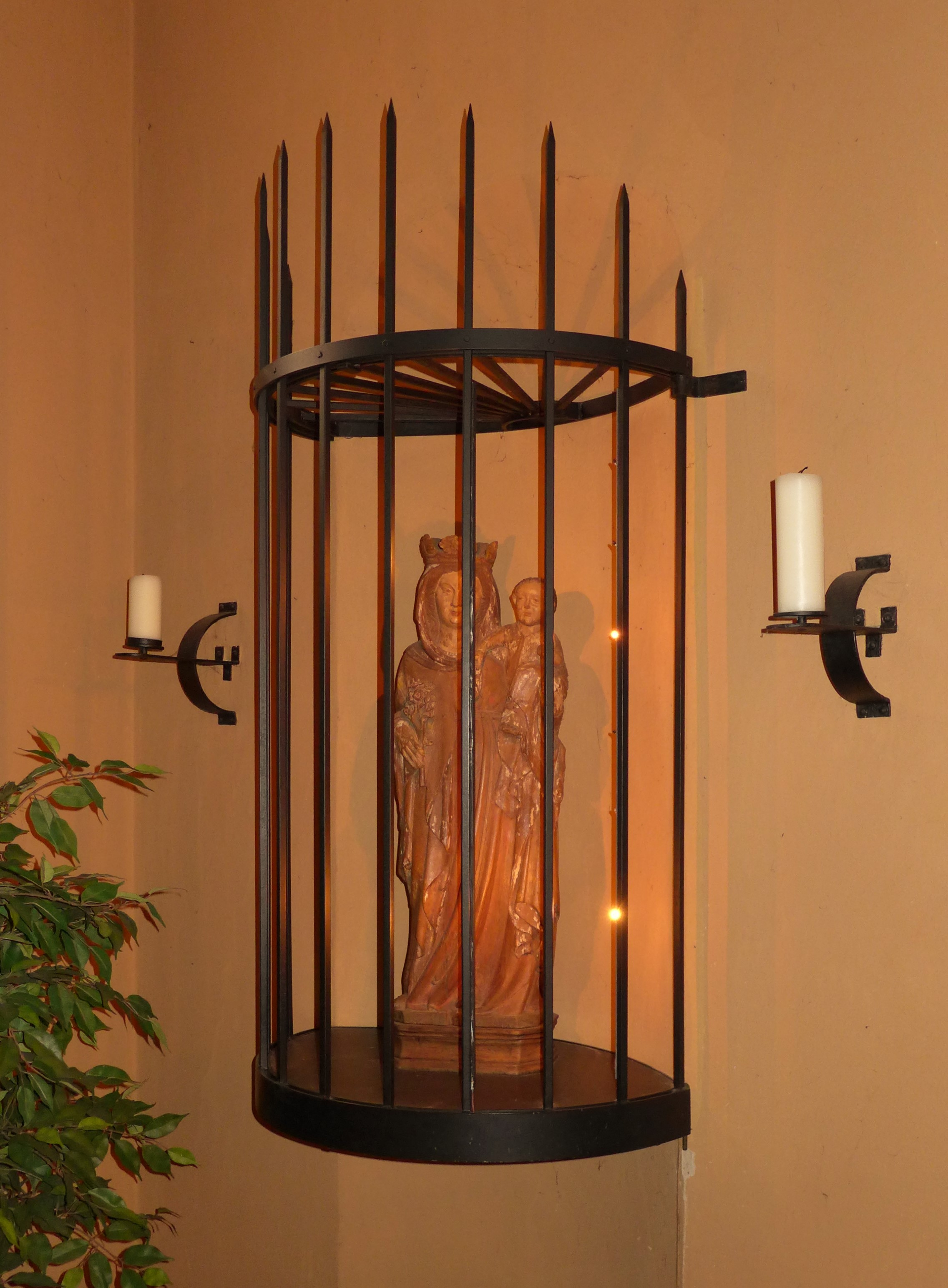
Marienstatue in der Turmkapelle
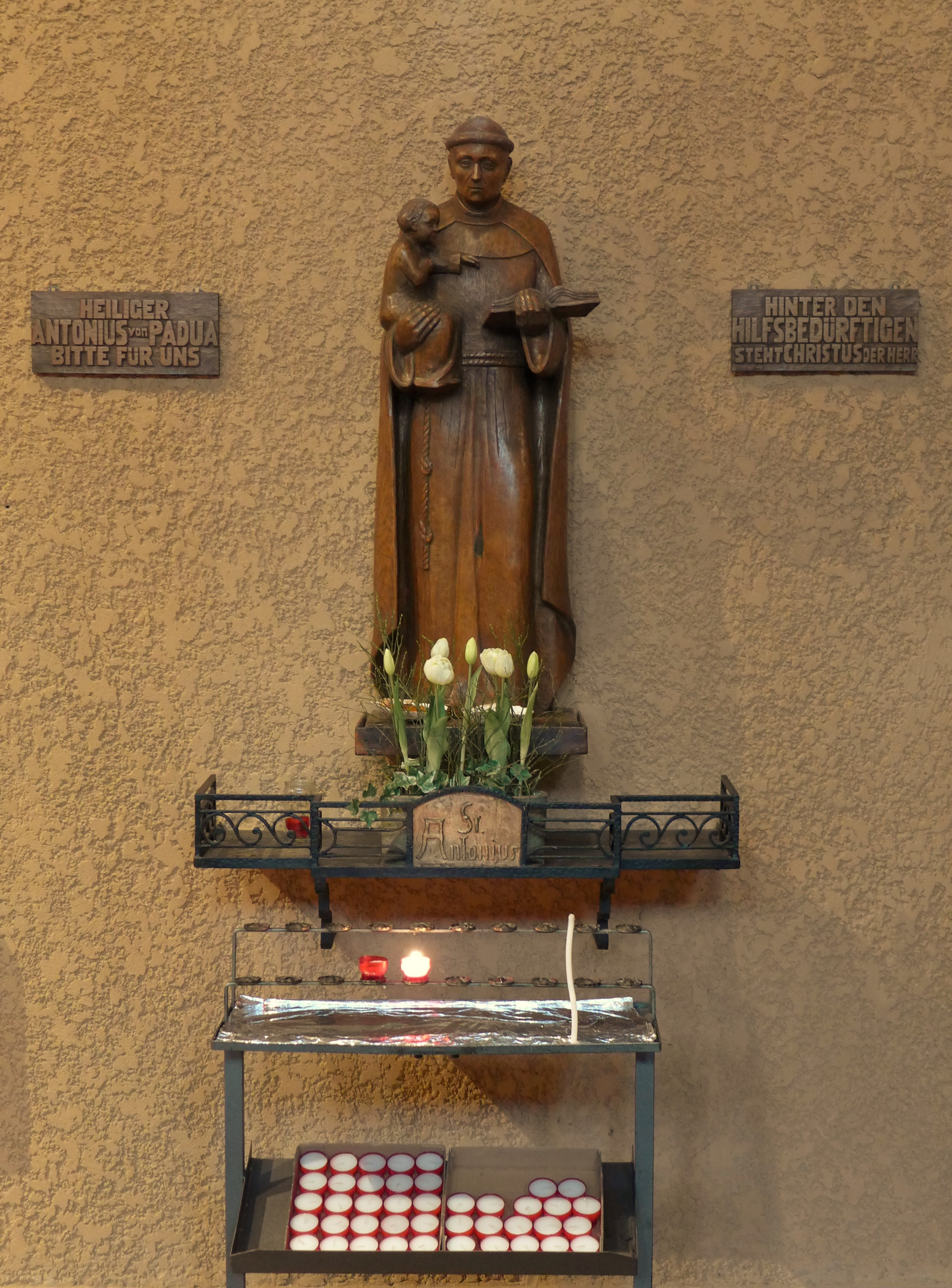
Antonius von Padua
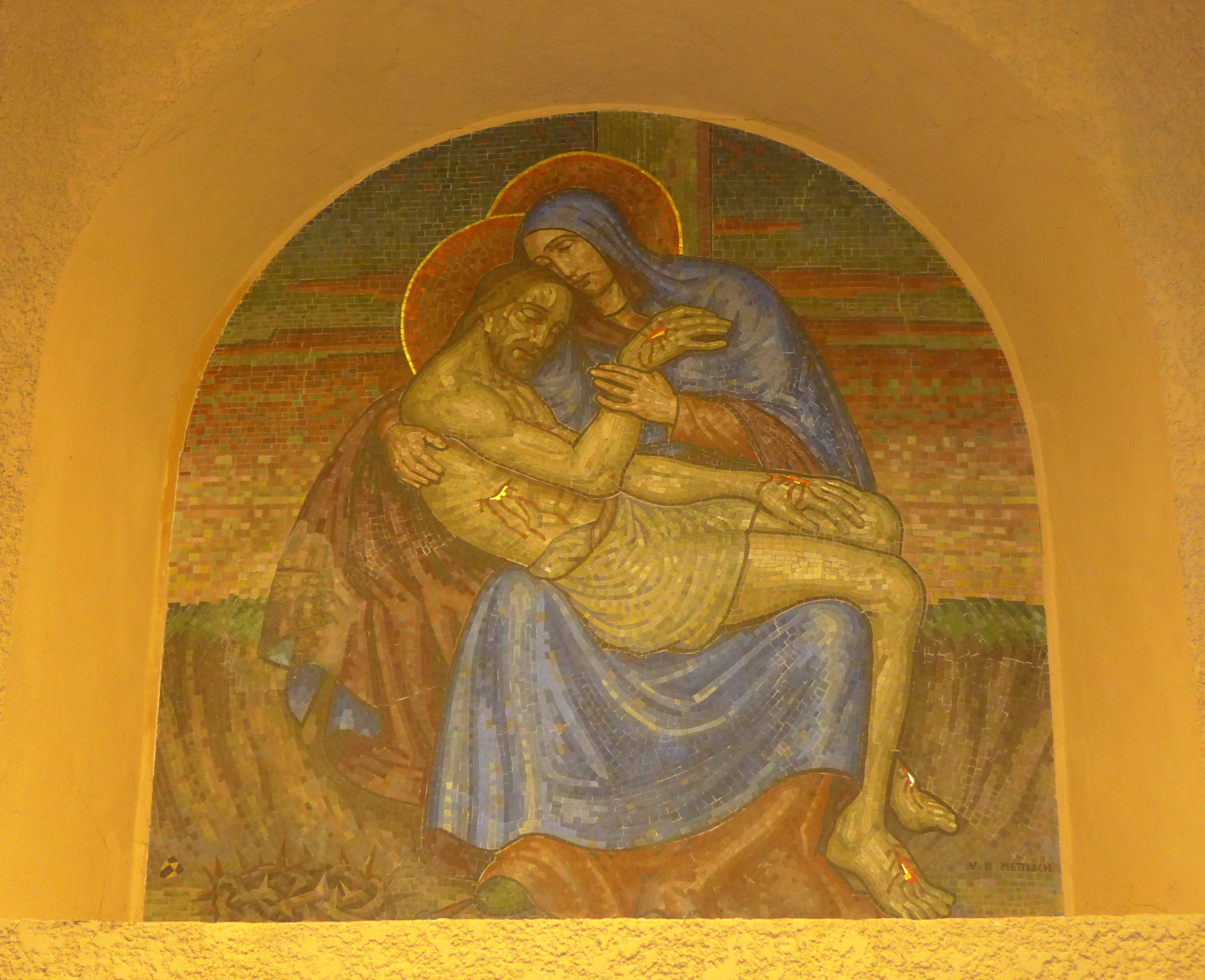
Pietà-Mosaik über dem Seiteneingang

##### Kreuzweg
Die Entwürfe für die Verglasung der Seitenschifffenster mit den vierzehn Kreuzwegstationen lieferte Radbod Commandeur (1890–1955) aus Maria Laach. Die Ausführung oblag der Saarbrücker Firma Angel & Co. Karl Colombo hätte auf Tafeln gemalte Stationen präferiert. Bei den schweren Bombenangriffen und dem Artilleriebeschuss auf die Stadt Saarbrücken im Zweiten Weltkrieg zerbarsten die Kreuzwegfenster. Die im Jahr 1950 neugeschaffenen Kreuzwegfenster sind ein Werk des ungarischen Architekten und Glasmalers György Lehoczky (Saarbrücken). Auf der linken Seite ist ein Bildfenster mit der Heimkehr des verlorenen Sohnes (Lk 15,11–32 ) eingefügt.
Über dem rechten Seitenportal hat der schlesische Künstler Alfred Gottwald im Zusammenhang mit dem Kreuzweg ein großes Mosaik mit einer Darstellung der schmerzhaften Muttergottes angebracht. Die Ausführung besorgte die Mosaiklegeabteilung der Mettlacher Firma Villeroy & Boch.

##### Kanzel

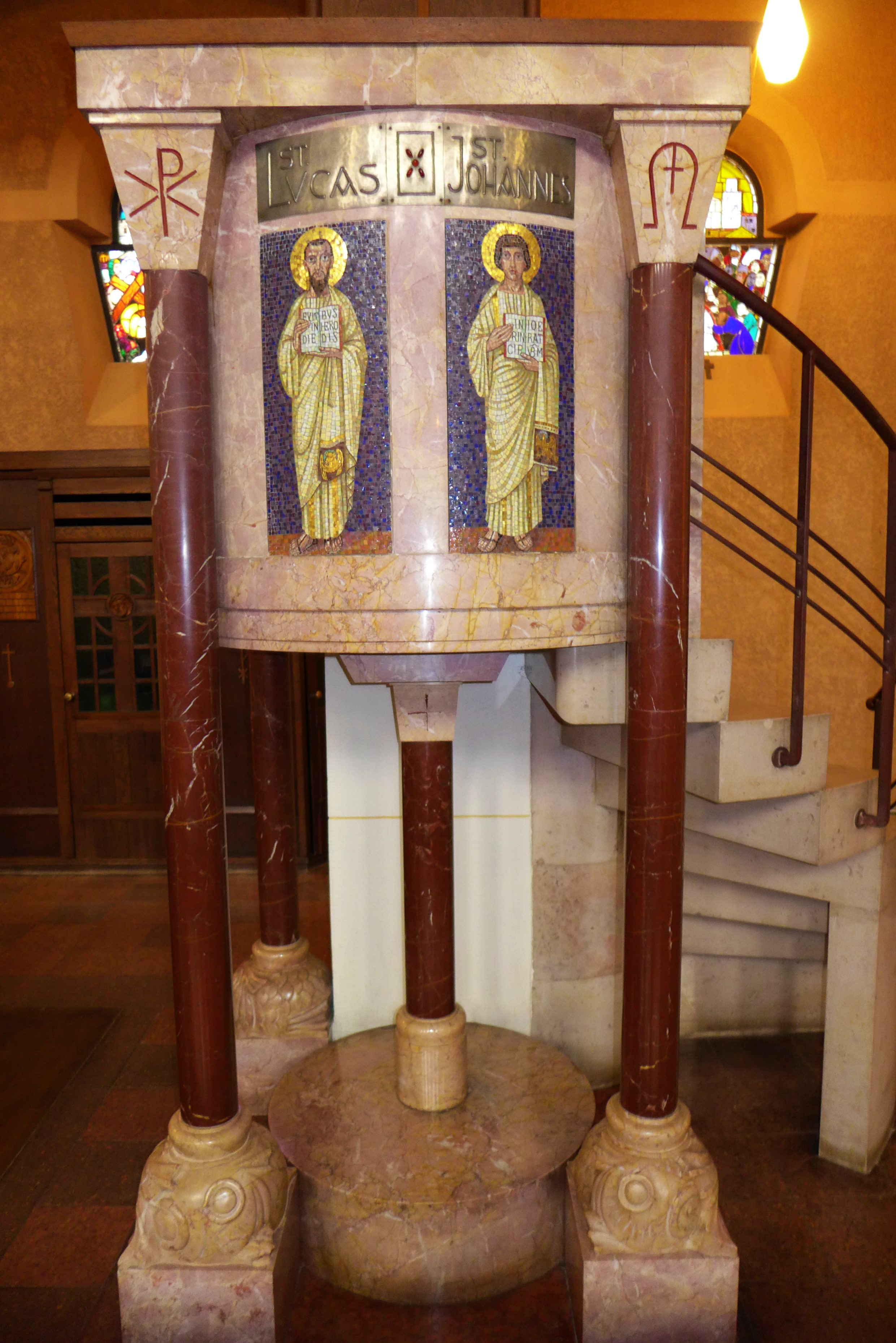
Kanzel (Lukas und Johannes)
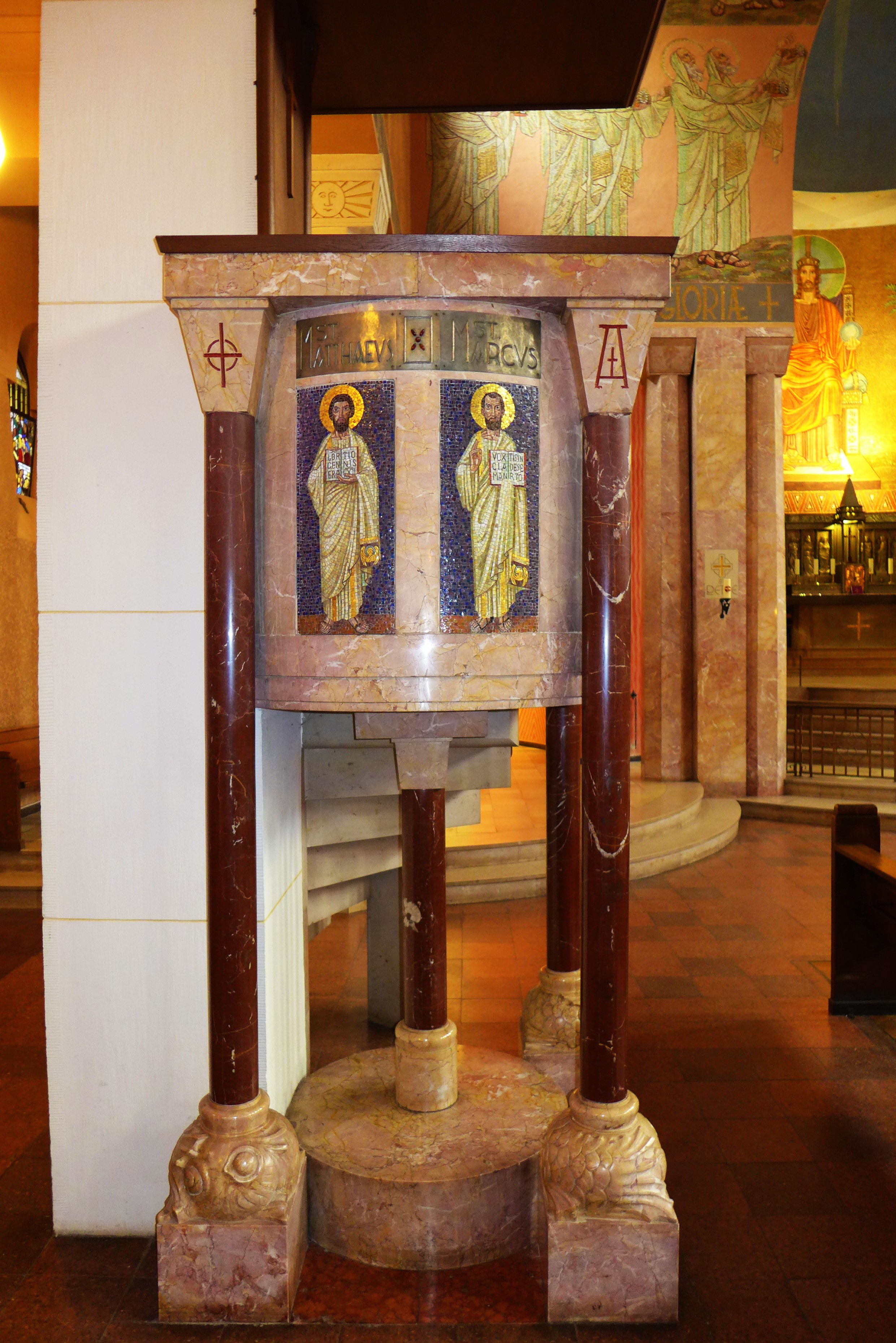
Kanzel (Matthäus und Markus)
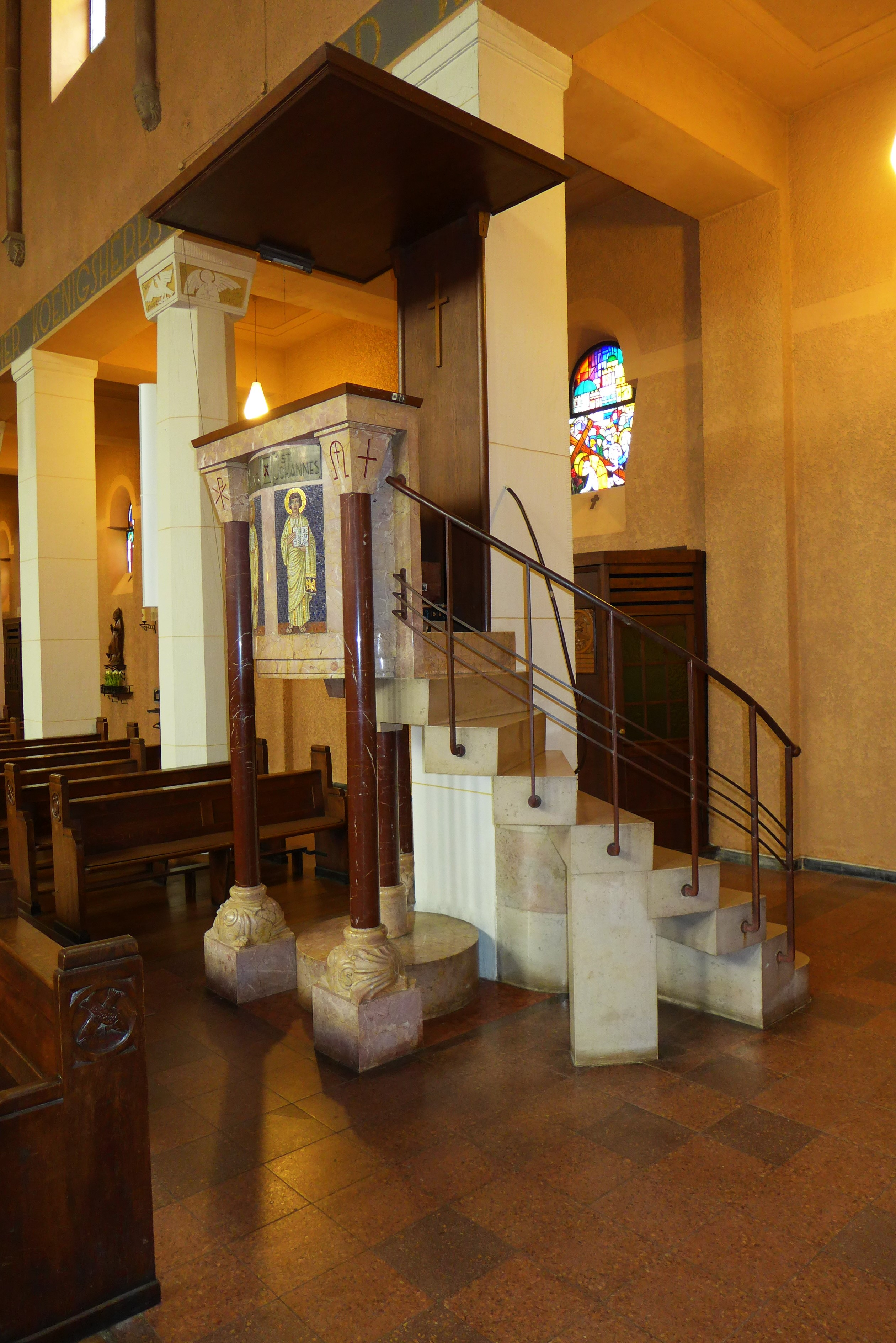
Kanzelzugang

Die Kanzel wurde im Jahr 1930 von Rabod Commandeur aus Maria Laach entworfen. Der Kanzelkorb ist aus hellem Marmor geschaffen und ruht auf rotbraunen Marmorsäulen. In die Kapitelle sind christologische Zeichen eingraviert. Die Mosaikbilder der vier Evangelisten Matthäus, Markus, Lukas und Johannes sind in hochrechteckigen Bildfeldern eingelassen. Die weißgewandeten und nimbierten Evangelisten sind auf dunkelblauem Grund dargestellt. Sie halten jeweils ihr Evangelium in den Händen. Die aufgeschlagenen Seiten zeigen jeweils Passagen aus den zugehörigen Evangelien nach dem lateinischen Text der Vulgata:
- Das Buch des Matthäus enthält den Text „Liber generationis Iesu Christi“ (dt. Übersetzung: „Buch des Ursprungs Jesu Christi“, Mt 1,1 EU).

- Die Schrift des Markus zeigt die Inschrift „Vox clamantis in deserto“ (dt. Übersetzung: „Eine Stimme ruft in der Wüste“, Mk 1,3 EU).

- Das Evangelium des Lukas präsentiert die Zeilen „Fuit in diebus Herodis“ (dt. Übersetzung: „Es gab in den Tagen des Herodes“, LK 1,5 EU)

- Das Evangelium des Johannes beginnt mit den Prologworten „In principio erat Verbum“ (dt. Übersetzung: „Im Anfang war das Wort“, Joh 1,1 EU).

Auf herabhängenden Schärpen der Bekleidung der Evangelisten ist ihr jeweiliges Evangelistensymbol zu sehen. Darüber nennen silberfarbene getriebene Metallplatten die Namen der jeweiligen Evangelisten. Die Marmorarbeiten an der Kanzel wurden von der Firma Schachenmühle Straßburg im Elsass ausgeführt. Die kugeligen Fische, die die Säulenbasis bilden, lieferte die Kölner Firma Halle.

#### Altarbereich

##### Triumphbogen und Apsis

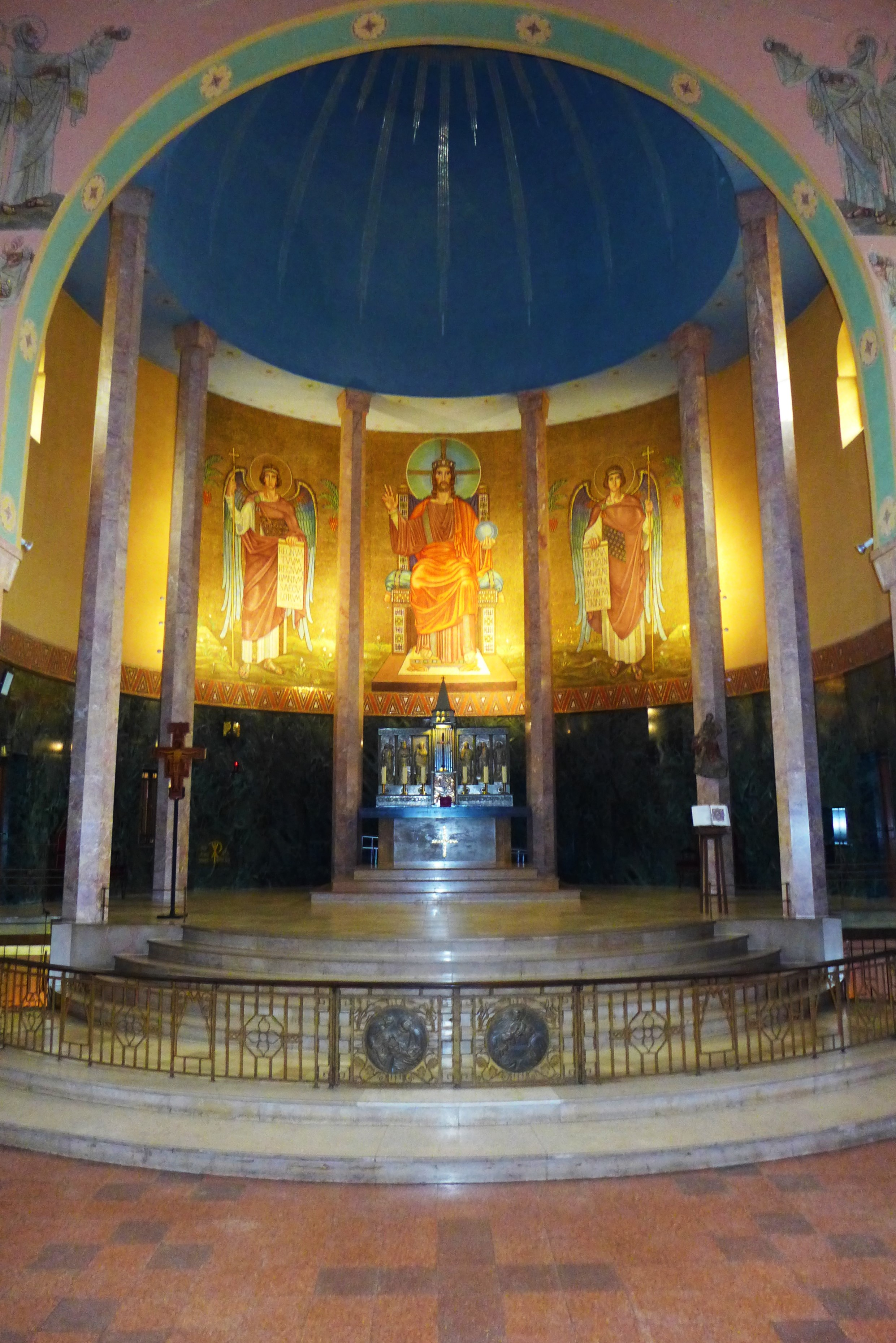
Apsis

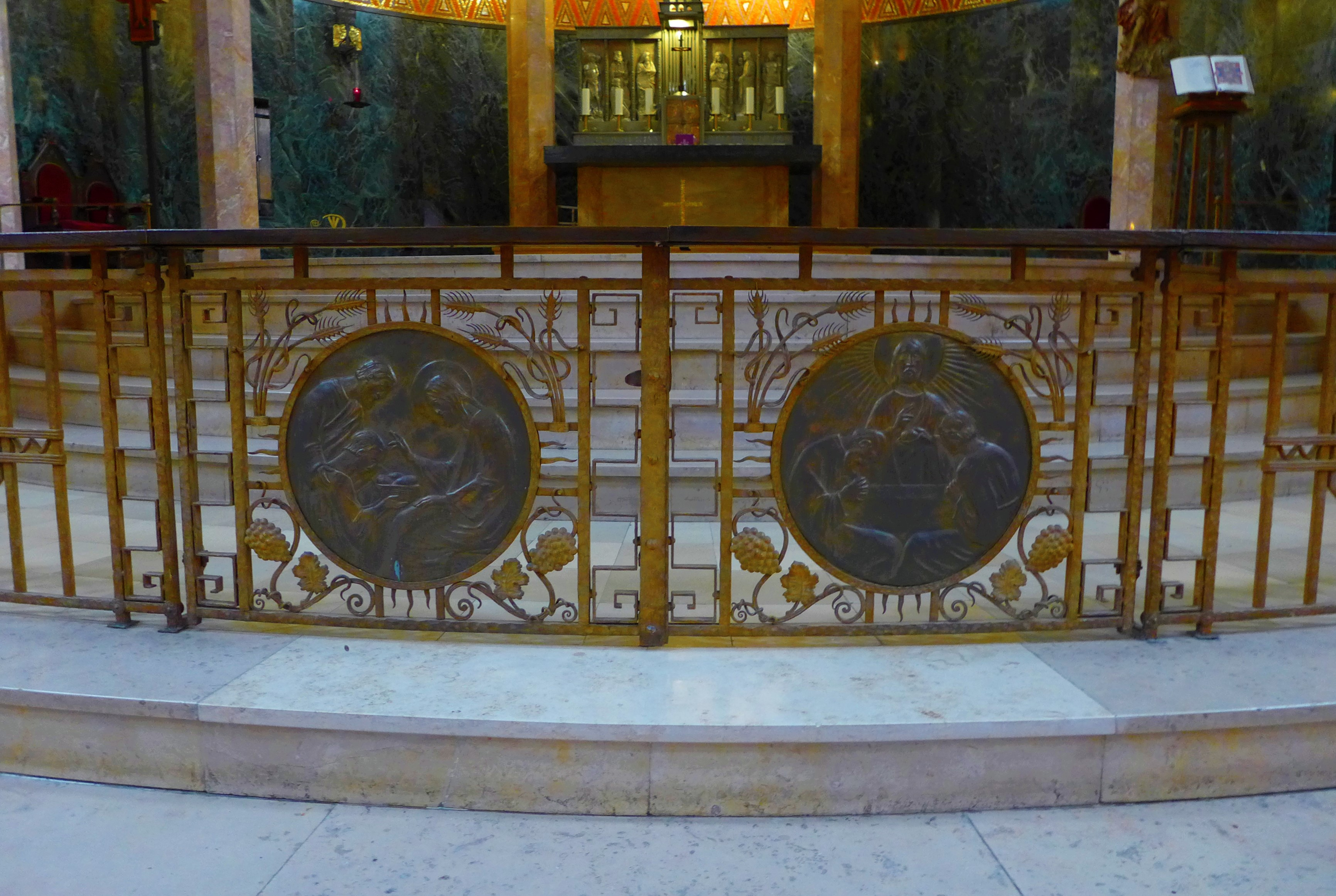
Kommunionbank

Der Triumphbogen erhebt sich auf Stützen und gibt den Blick in den Chor frei. Dieser hat einen dreiviertelrunden Grundriss und gerundete Nebenchöre, deren Boden mit Solnhofener Platten belegt ist. Die Choröffnung ist vom Palladio-Motiv inspiriert. Der Dreiviertelkreis der Apsis wird durch die in den Kirchenraum sich verwölbenden Chortreppen zum vollen Kreis ergänzt.
Der Hauptchor ist von einer blaugetönten Kuppel mit goldenen Strahlen überwölbt, die durch eine Oberlichtlaterne erhellt wird. Das Heilig-Geist-Fenster (nach Kriegszerstörung ein Stern-Motiv) war eine Schenkung des Elisabeth- und Müttervereins St. Jakob. Wie in der Paradiesvorhalle und im Mittelschiff trennen auch hier im Apsisbereich Stützen einen schmalen Umgang ab. Es handelt sich um sechs schlanke Achteckpfeiler von etwa zehn Metern Höhe. Der breite Triumphbogen ist durch die eingezogene Räumlichkeit des Chorraumes gegenüber der Breite des Kirchenschiffes in seiner Wirkung nochmals gesteigert und wird so zum Durchgang zu einem neuen Raumteil, dem gralshallenartig gestalteten Allerheiligsten mit dem Hochaltar.
Im Inneren der Kirche befinden sich an Byzantinische Kunst erinnernde Mosaike, die zur Bauzeit vom Architekten Karl Colombo und Abt Ildefons Herwegen konzipiert wurden. Das Triumphbogenmosaik (Entwurf: Radbod Commandeur; Fertigung: Beyer & Sohn, Köln, 1930) ist als Putzmosaik gearbeitet und zeigt die Anbetung des apokalyptischen Lammes durch die 24 Ältesten, die dem Lamm goldene Kronen darbieten (Offb 5,6–14 ).

„Und ich sah: Zwischen dem Thron und den vier Lebewesen und mitten unter den Ältesten stand ein Lamm; es sah aus wie geschlachtet und hatte sieben Hörner und sieben Augen; die Augen sind die sieben Geister Gottes, die über die ganze Erde ausgesandt sind. Das Lamm trat heran und empfing das Buch aus der rechten Hand dessen, der auf dem Thron saß. Als es das Buch empfangen hatte, fielen die vier Lebewesen und die vierundzwanzig Ältesten vor dem Lamm nieder; alle trugen Harfen und goldene Schalen voll von Räucherwerk; das sind die Gebete der Heiligen. Und sie sangen ein neues Lied und sprachen:
Würdig bist du, das Buch zu nehmen und seine Siegel zu öffnen; denn du wurdest geschlachtet und hast mit deinem Blut Menschen für Gott erworben aus allen Stämmen und Sprachen, aus allen Nationen und Völkern und du hast sie für unsern Gott zu einem Königreich und zu Priestern gemacht; und sie werden auf der Erde herrschen. Ich sah und ich hörte die Stimme von vielen Engeln rings um den Thron und um die Lebewesen und die Ältesten; die Zahl der Engel war zehntausend mal zehntausend und tausend mal tausend.
Sie riefen mit lauter Stimme: Würdig ist das Lamm, das geschlachtet ist, Macht zu empfangen, Reichtum und Weisheit, Kraft und Ehre, Lob und Herrlichkeit. Und alle Geschöpfe im Himmel und auf der Erde, unter der Erde und auf dem Meer, alles, was darin ist, hörte ich sprechen: Ihm, der auf dem Thron sitzt, und dem Lamm gebühren Lob und Ehre und Herrlichkeit und Kraft in alle Ewigkeit. Und die vier Lebewesen sprachen: Amen. Und die vierundzwanzig Ältesten fielen nieder und beteten an.“

Hinter dem goldumstrahlten Agnus Dei, das von den griechischen Buchstaben Alpha und Omega als Symbole der Ewigkeit Gottes flankiert wird (Offb 22,13 ), ragt ein juwelengeschmücktes Goldkreuz empor. Unter den Füßen des Lammes – Sinnbild des sich selbst opfernden Hohenpriesters – entspringen die vier Flüsse des Paradieses (Gen 2,10–14 ).
Die Darstellung der Quellströme auf dem Triumphbogen und der fruchttragenden Bäume in der Apsis durch Bruder Radbod Commandeur greift die Quellmetaphorik der Paradiesflüsse Pischon, Gihon, Tigris und Eufrat sowie das Motiv des paradiesischen Baumes unter Bezugnahme der Offenbarung des Johannes nochmals auf, indem der Künstler auf zwei Textpassagen rekurriert:

„Und er zeigte mir einen Strom, das Wasser des Lebens, klar wie Kristall; er geht vom Thron Gottes und des Lammes aus. Zwischen der Straße der Stadt und dem Strom, hüben und drüben, steht ein Baum des Lebens. Zwölfmal trägt er Früchte, jeden Monat gibt er seine Frucht; und die Blätter des Baumes dienen zur Heilung der Völker. (Offb 22,1-2 )“

„Er, der auf dem Thron saß, sprach: Seht, ich mache alles neu. Und er sagte: Schreib es auf, denn diese Worte sind zuverlässig und wahr! Er sagte zu mir: Sie sind geschehen. Ich bin das Alpha und das Omega, der Anfang und das Ende. Wer durstig ist, den werde ich unentgeltlich aus der Quelle trinken lassen, aus der das Wasser des Lebens strömt. Wer siegt, wird dies als Anteil erhalten: Ich werde sein Gott sein und er wird mein Sohn sein. (Offb 21,5-7 )“

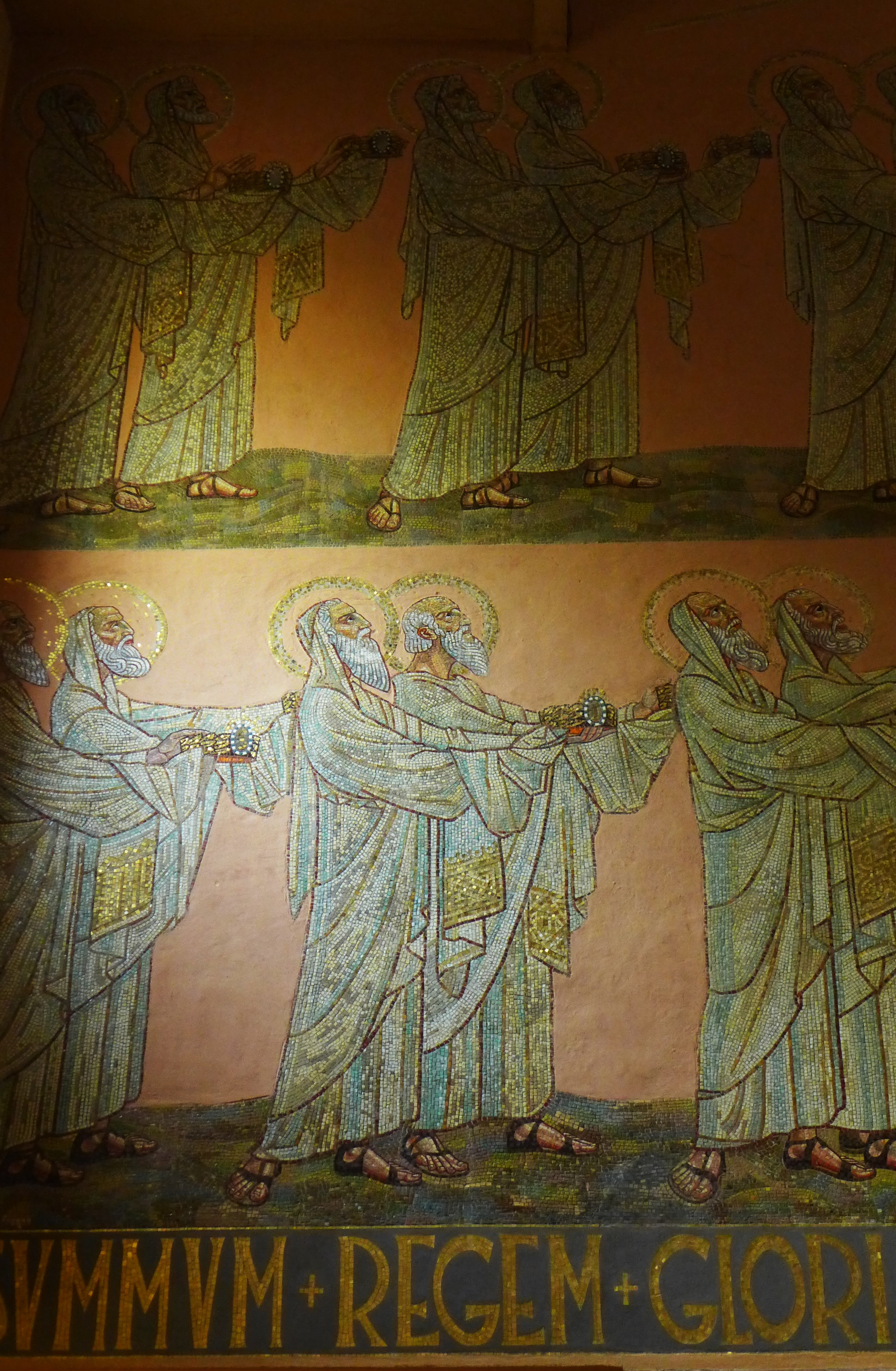
Chorbogenmosaik: Die 24 Ältesten bieten dem apokalyptischen Lamm ihre Kronen dar
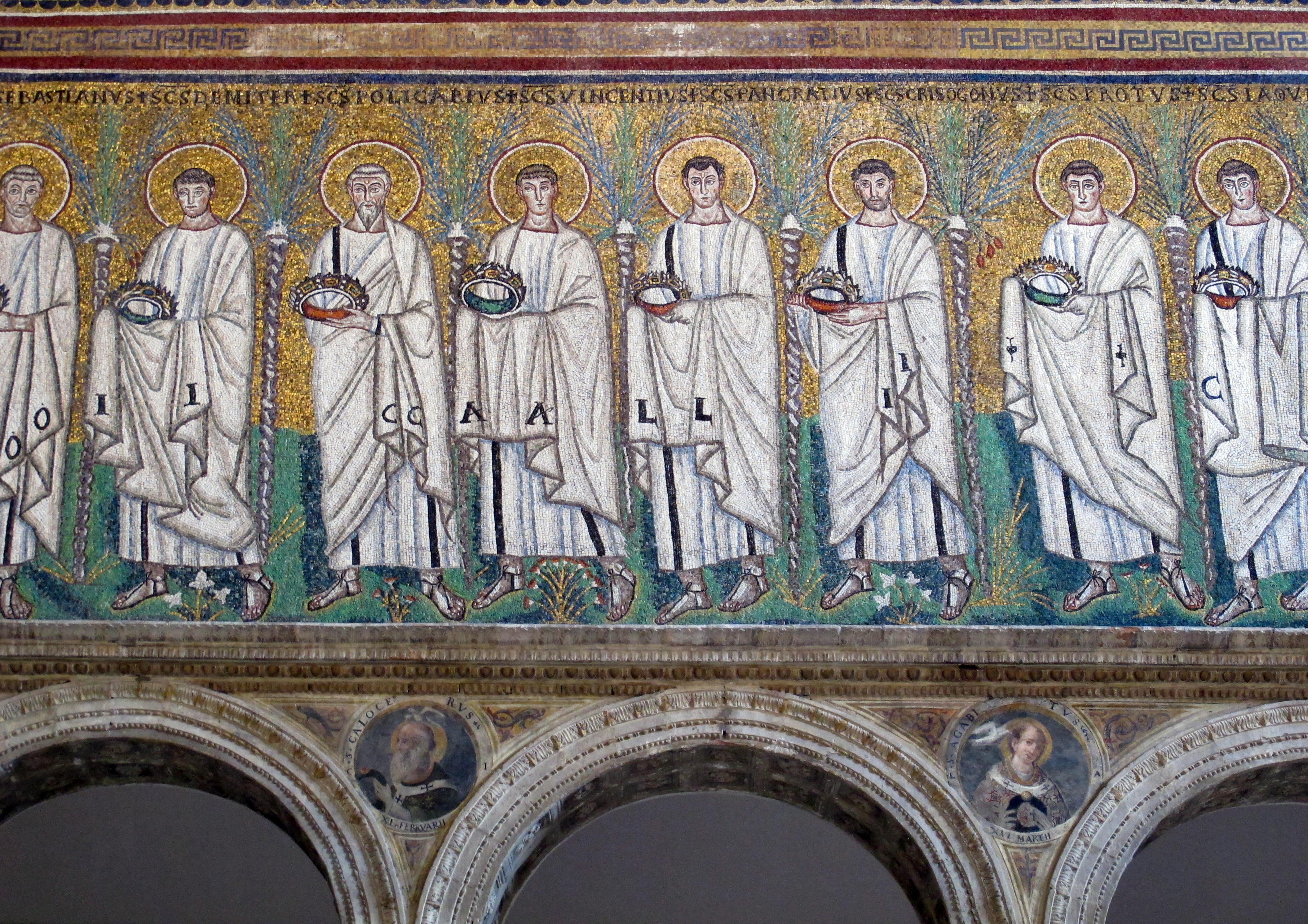
Ravenna, Sant’Apollinare Nuovo, Zug der Märtyrer mit Kronreifen
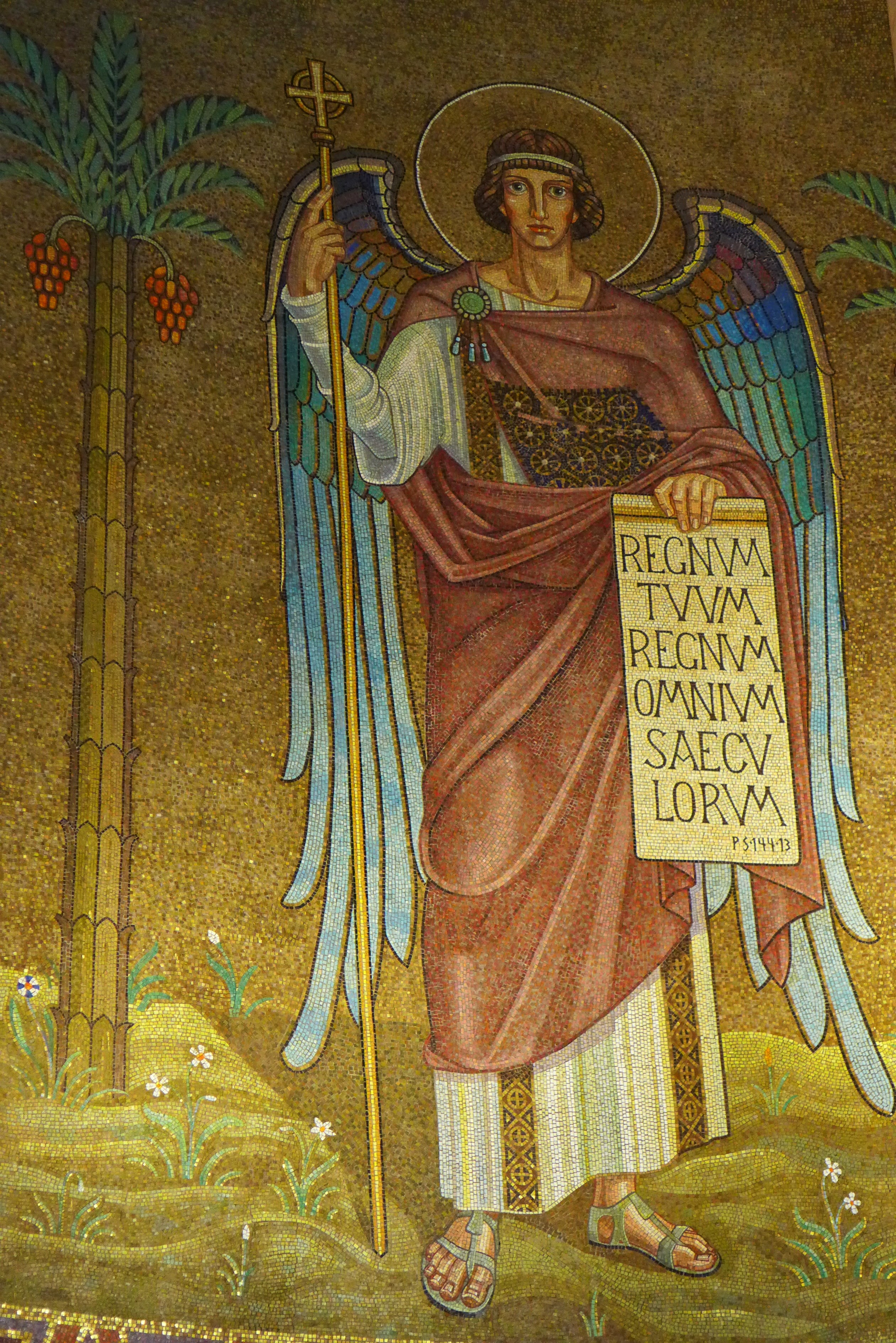
Engel im Apsismosaik (links)
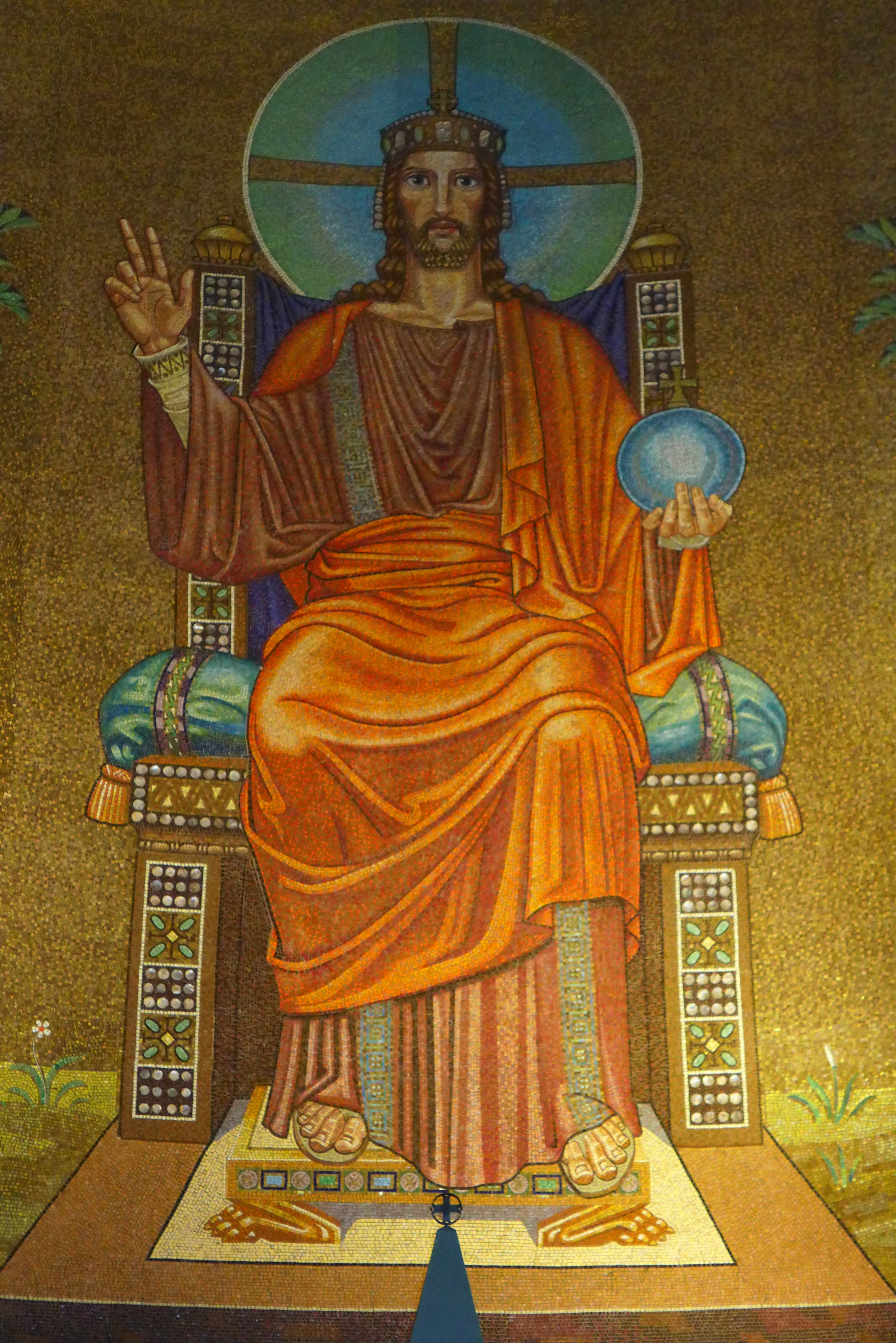
Christkönigsdarstellung im Apsismosaik
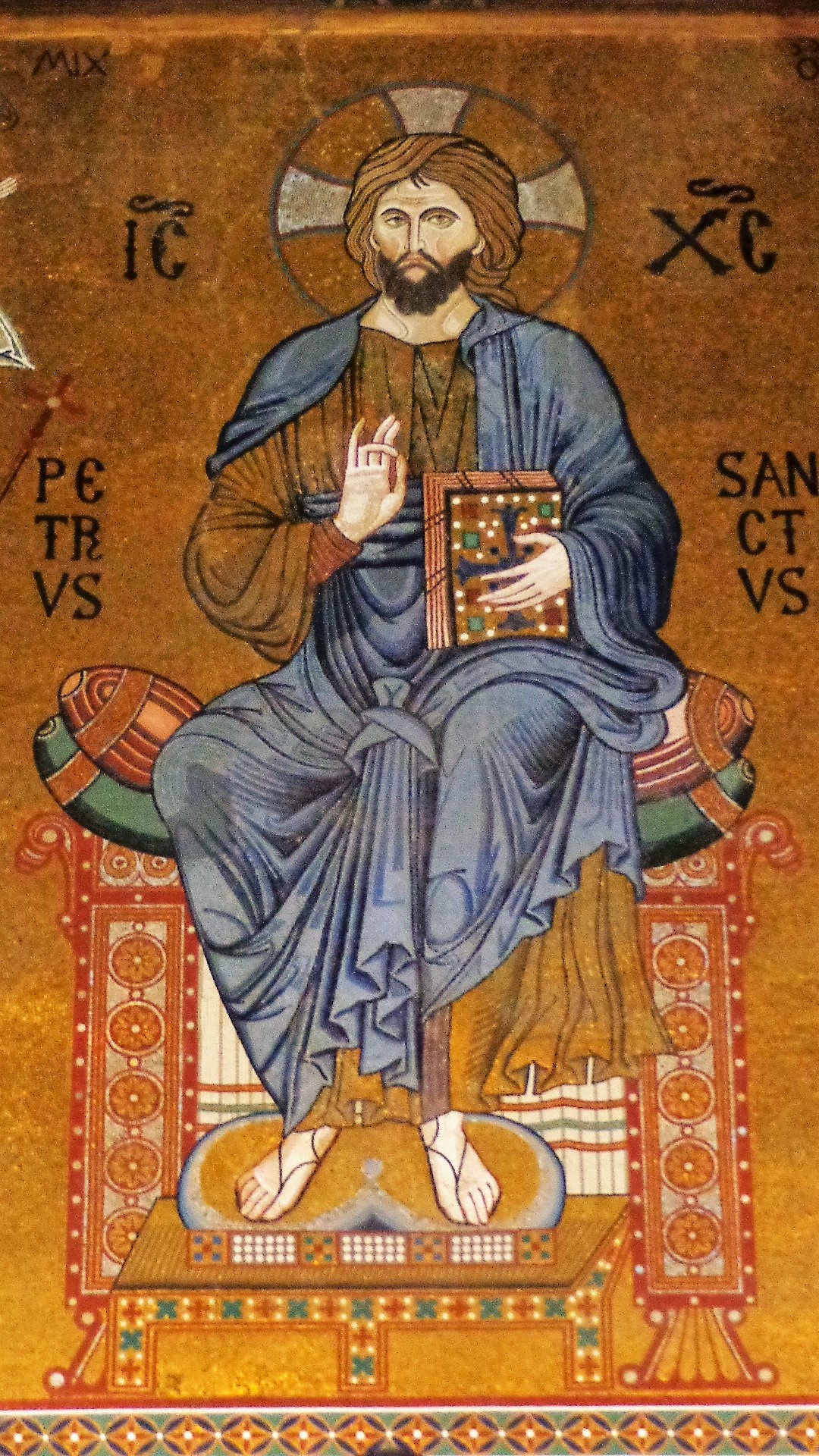
Cappella Palatina (Palermo), Christus auf Thron
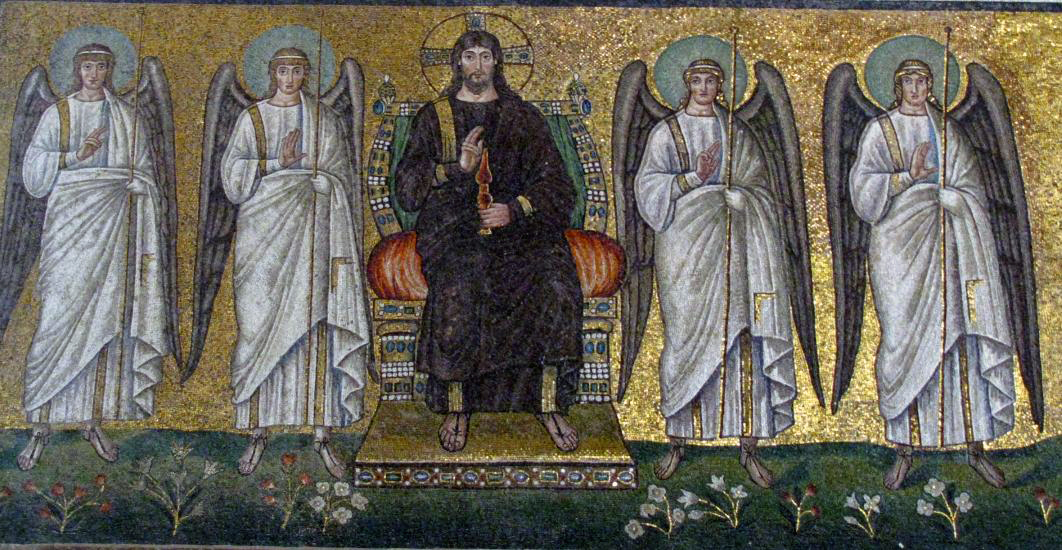
Thronender Christus mit Engeln, Sant’Apollinare Nuovo, Ravenna
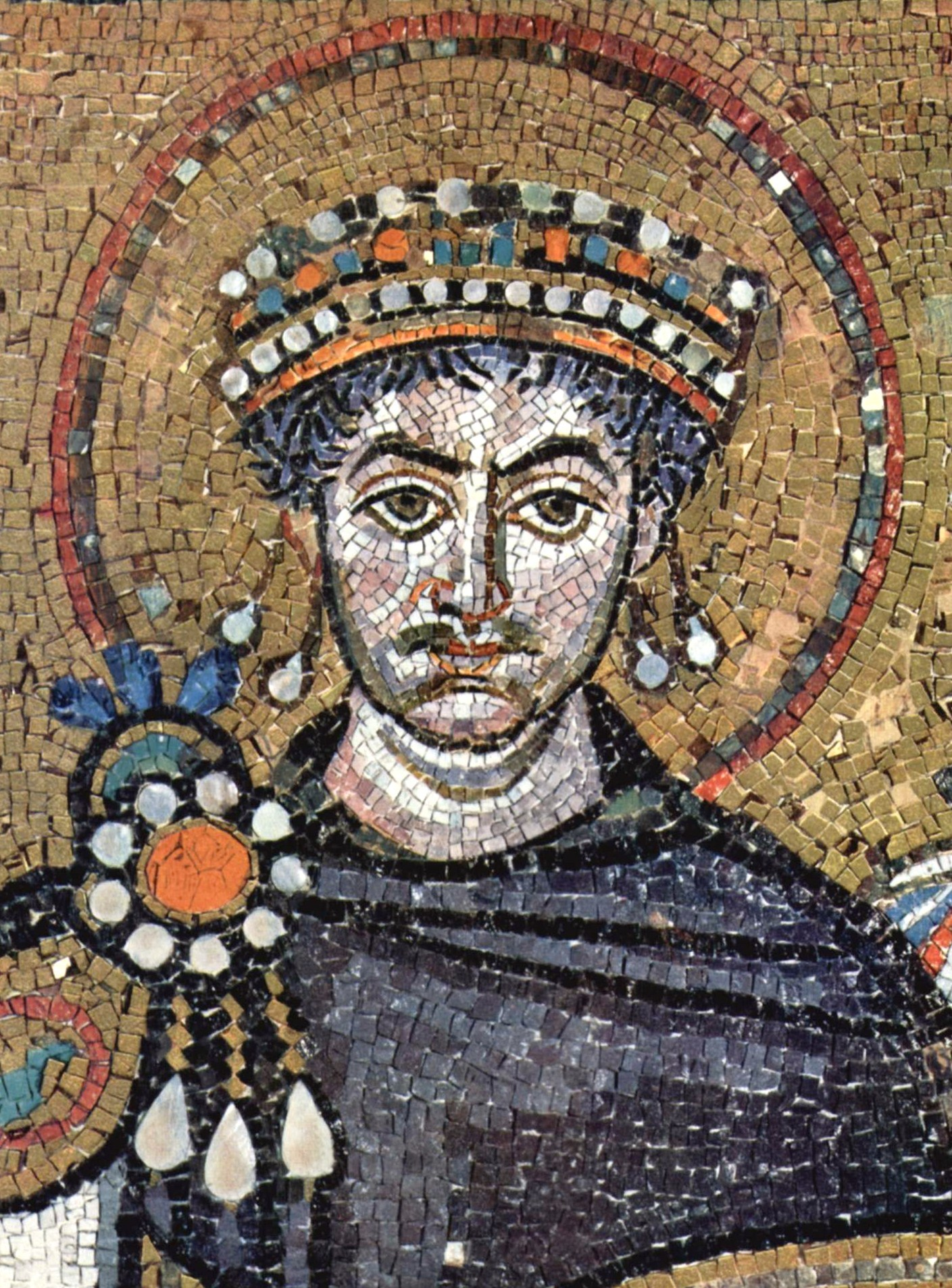
Kaiser Justinian I., Juwelenbesetzter Kronreif mit Perlbehang-Pendilien, San Vitale, Ravenna
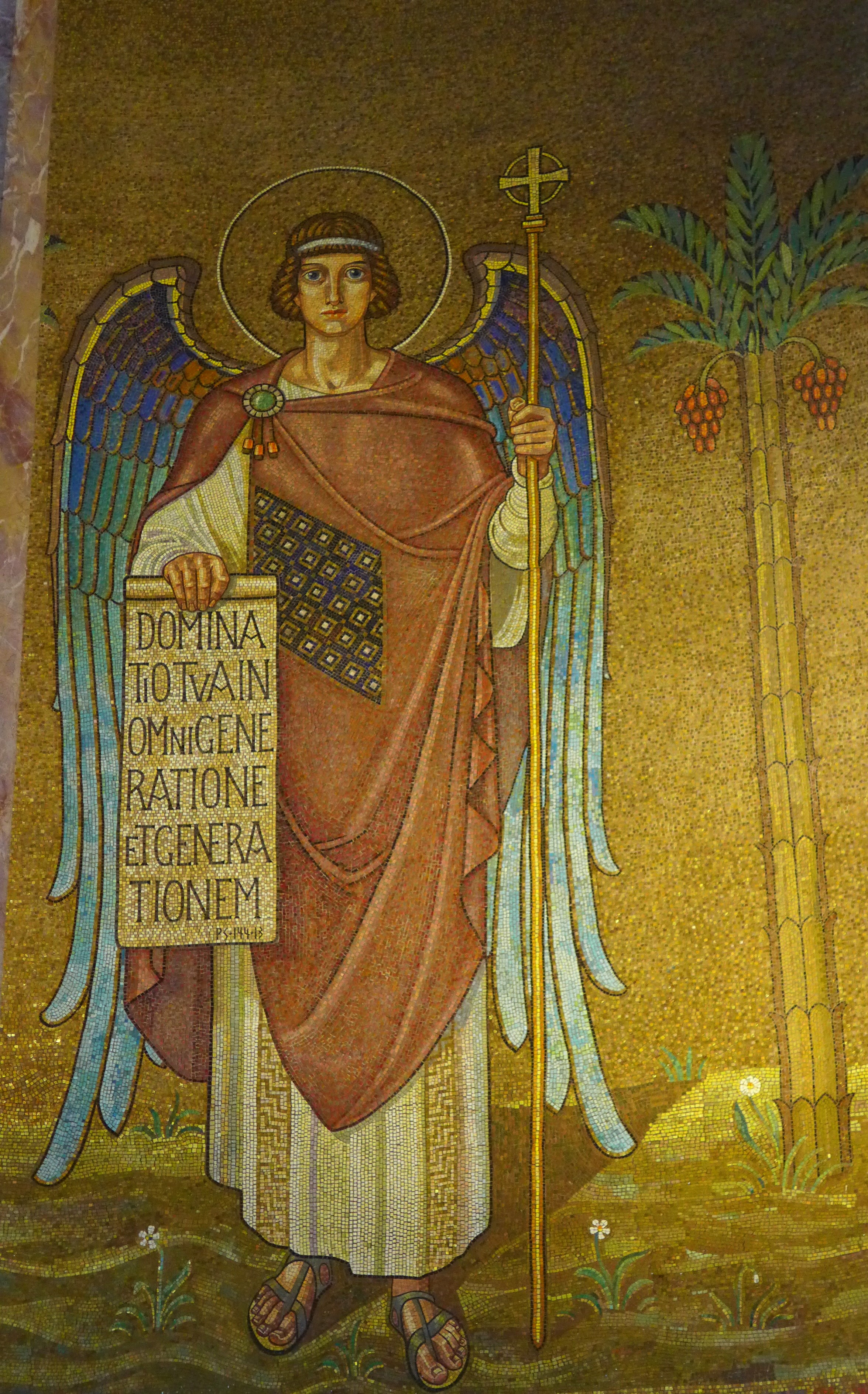
Engel im Apsismosaik (rechts)
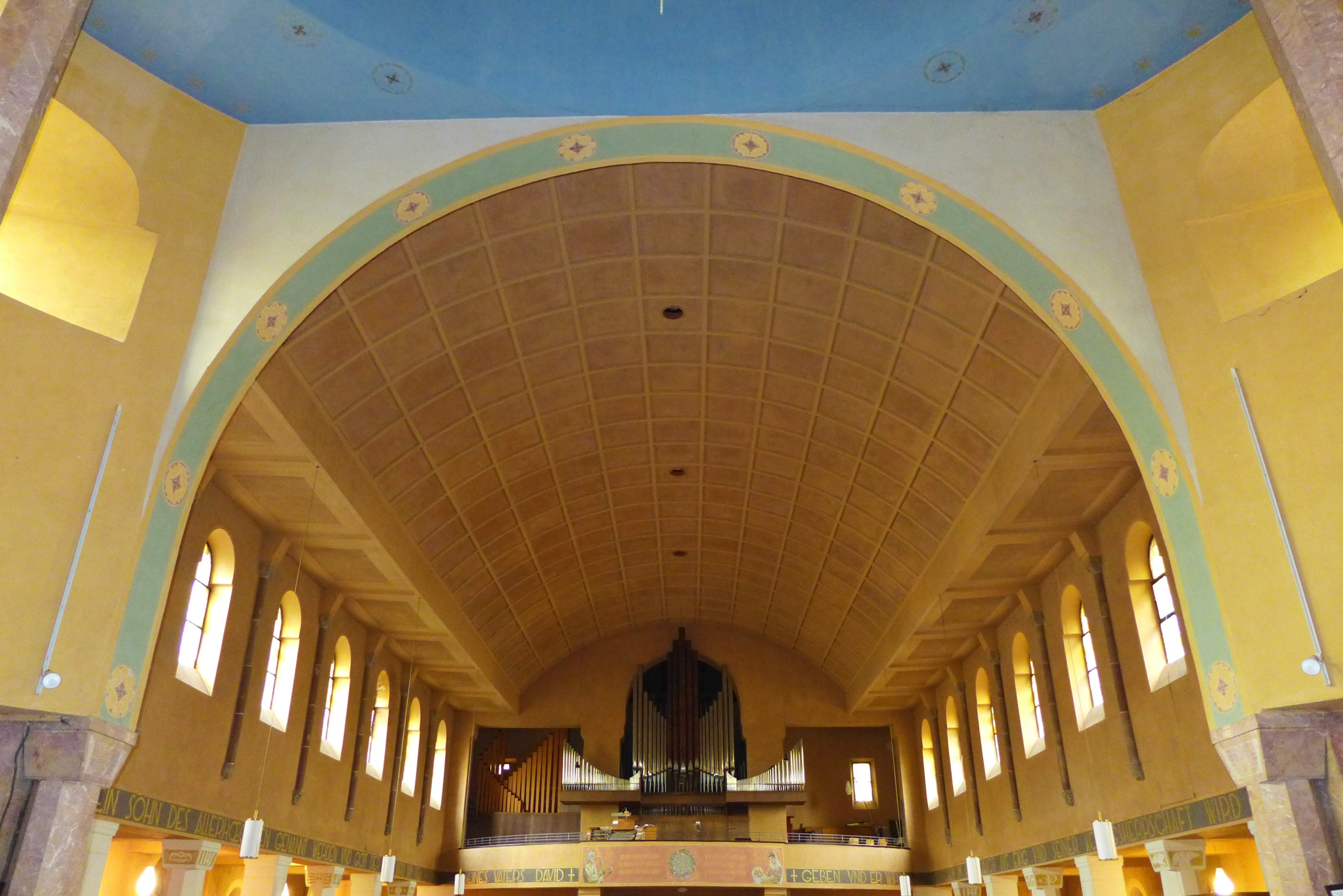
Chorbogen (innen)

Die Schreitbewegung der 24 weißgewandeten Ältesten zum strahlenaussendenden Lamm über der Triumphbogenöffnung, welche den Blick zur Christusdarstellung mit den fruchttragenden Bäumen in der Apsis freigibt, ist eine bewusste Bezugnahme Commandeurs auf die Schilderung der neuen Welt Gottes in der Apokalypse des Johannes. Der Chorbogen wird unter Bezugnahme von Offb 22,14.16 b  durch den Künstler als Stadttor des himmlischen Jerusalems inszeniert.

„Selig, die ihre Gewänder waschen: Sie haben Anteil am Baum des Lebens und sie werden durch die Tore in die Stadt eintreten können. (…) Ich bin die Wurzel und der Stamm Davids, der strahlende Morgenstern.“

Die Darstellung der schreitenden Ältesten mit Kronreifen in Saarbrücken hat ihr Vorbild im Zug der Märtyrer mit weißen Gewändern und Kronreifen in Sant’Apollinare Nuovo in Ravenna.
Unter dem Triumphbogenmosaik befindet sich die Inschrift: + Summum Regem Gloriae + + Christum adoremus (Lasst uns den höchsten König des Ruhmes, Christus, anbeten.)
Das Apsismosaik über dem Hochaltar (Entwurf: Radbod Commandeur; Fertigung: Beyer & Sohn, Köln, 1929) zeigt auf Goldgrund Christus in frontaler Haltung mit durchdringendem Blick als spätantik-byzantinischen Herrscher und zugleich königlicher Hoherpriester, angetan mit Krone und prächtigen Gewändern, auf dem Thron sitzend (Majestas Domini). Als Vorbilder in der byzantinischen Kunst könnten hierzu das Christusmosaik der Capella Palatina im Palazzo Reale von Palermo oder das in Sant’Apollinare Nuovo in Ravenna herangezogen werden. In Saarbrücken sind allerdings die königlichen Elemente in der Darstellung noch stärker betont. Der juwelenbesetzte Kronreif Christi mit Perlbehang-Pendilien orientiert sich an der Darstellung des bekrönten Kaisers Justinian I. in San Vitale in Ravenna.
Während Christi Linke einen kreuzüberragten Reichsapfel als Zeichen des Universums hält, ist seine Rechte im Segensgestus ausgestreckt. Der goldene Fußschemel (byzantinisches Königs-Suppedaneum) des edelsteinbesetzten Thrones wird von niedergedrückten Raubtierfüßen getragen, die die Niederlage des Bösen durch das Gute symbolisieren. Das der altorientalischen Ikonografie entstammende Motiv bezieht sich auf die Schilderung der Einsetzung des Priesterkönigs durch Gott auf dem Zion in Psalm 110 (Ps 110,1–4 ).

„Setze dich zu meiner Rechten und ich lege deine Feinde als Schemel unter deine Füße. Das Zepter deiner Macht streckt der Herr aus vom Zion her: Herrsche inmitten deiner Feinde! Dich umgibt Herrschaft am Tag deiner Macht, im Glanz des Heiligtums. Ich habe dich aus dem Schoß gezeugt vor dem Morgenstern. Der Herr hat geschworen und nie wird es ihn reuen: Du bist Priester auf ewig nach der Ordnung des Melchisedek.“

Das Mosaikbild war schon zur Konsekration der Christkönigskirche in der Apsis angebracht. Ambrosius Stock deutet Christkönigsdarstellung und Hochaltar als Einheit, wenn er als einer der Konzeptgeber der Gestaltung der Saarbrücker Kirche diesbezüglich erklärt:

„Der Altar ist Christus. Daraus erklärt sich die Ehrfurcht, die dem geweihten Altar durch Kniebeuge oder gar durch gänzliches Hinwerfen zu Boden (wie am Karfreitag) erzeigt wird: es ist eine Huldigung und Anbetung der göttlichen Majestät, die hier ihren Gnadenthron aufgeschlagen hat. Diese Gegenwart Gottes erhält noch eine Steigerung durch den Tabernakel, in dem unser Emmanuel, unser ‚Gott mit uns‘ persönlich weilt, um die Huldigung und Bitten der Gläubigen entgegenzunehmen und ihnen Gnaden zu spenden. Der Altar ist aber wesentlich Opferstätte. Beim Opfer der hl. Messe erscheint Christus als verklärter König der Ewigkeit Tag für Tag auf dem Altar inmitten der Gemeinde, um unter dem Schleier der getrennten Gestalten von Brot und Wein sein Kreuzesopfer und Erlösungswerk zu vergegenwärtigen, die Gläubigen daran teilhaben zu lassen und die Segensfrüchte der Erlösung immer wieder aufs Neue ihnen zuzuwenden.“

Jesus Christus ist umgeben von jünglingshaften Engeln in byzantinischer Hoftracht (weißes, goldstreifengeschmücktes Untergewand und purpurfarbenem Mantel) mit Kreuzstäben und biblischen Spruchbändern zwischen fruchttragenden Palmen als Symbol der Segensfrüchte der Erlösung. Die beiden Thronengel stehen als Zeichen dafür, dass der Pantokrator Christus nicht nur durch sein Wort, sondern auch durch die himmlischen Kräfte das Universum regiert. Das Spruchband des linken Engels beinhaltet die Inschrift „Regnum tuum regnum omnium saeculorum“ (Dein Königtum ist ein Königtum aller Zeiten). Das Spruchband des rechten Engels enthält die Inschrift „Dominatio tua in omni generatione et generationum“ (Deine Herrschaft währt von Geschlecht zu Geschlecht). Beide Verse entstammen dem 13. Vers des 145. Psalms (Ps 145,13 ), der das Königtum des Messias besingt. Die Saarbrücker Konzeptionierung der beiden Engel mit Spruchbändern verwendete Radbod Commandeur nochmals, allerdings in archaisierender Form, bei den Innenseiten der Flügeltüren seiner Maria Laacher Staurothek im Jahr 1937.

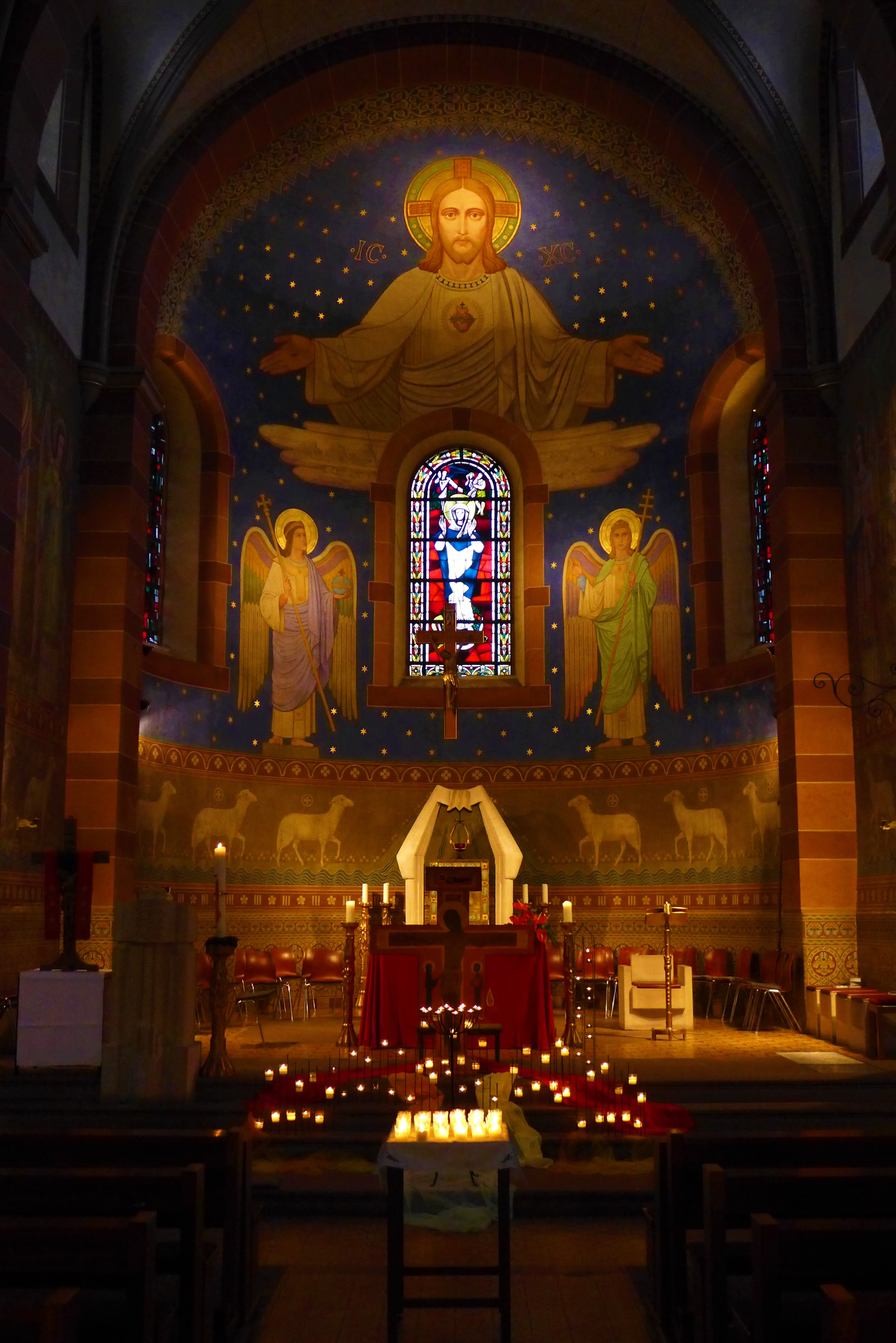
St. Remigius, Bliesen, Apsisgemälde „Christus mit Thronengeln“

Als quasi ortsnaher „Vorläufer“ der ikonographischen Konzeption der Apsis der Saarbrücker Christkönigskirche innerhalb des heutigen Saarlandes könnte die Apsismalerei der Bliesener Remigiuskirche angesehen werden. Die Ausmalung wurde durch den Leiter der Beuroner Kunstschule Pater Paulus Krebs (1849–1935) entworfen und im Jahr 1912 durch den Merziger Maler Heinrich Klein ausgeführt. Auch hier begleiten Thronengel Christus als Pantokrator. Da Maria Laach als Ideengeber der Christkönigskirche und die Erzabtei Beuron in sehr engem Kontakt miteinander standen und organisatorisch durch die Beuroner Kongregation miteinander verbunden sind, ist ein konzeptioneller Nexus der Gestaltung der beiden Apsiden denkbar.
Die Wandverkleidung aus Marmorplatten in der Altarzone der Christkönigskirche und das darüberliegende Mosaikband aus Zackenmustern könnte inspiriert sein von der ähnlich ausgestalteten Apsis der Kathedrale von Monreale auf Sizilien.

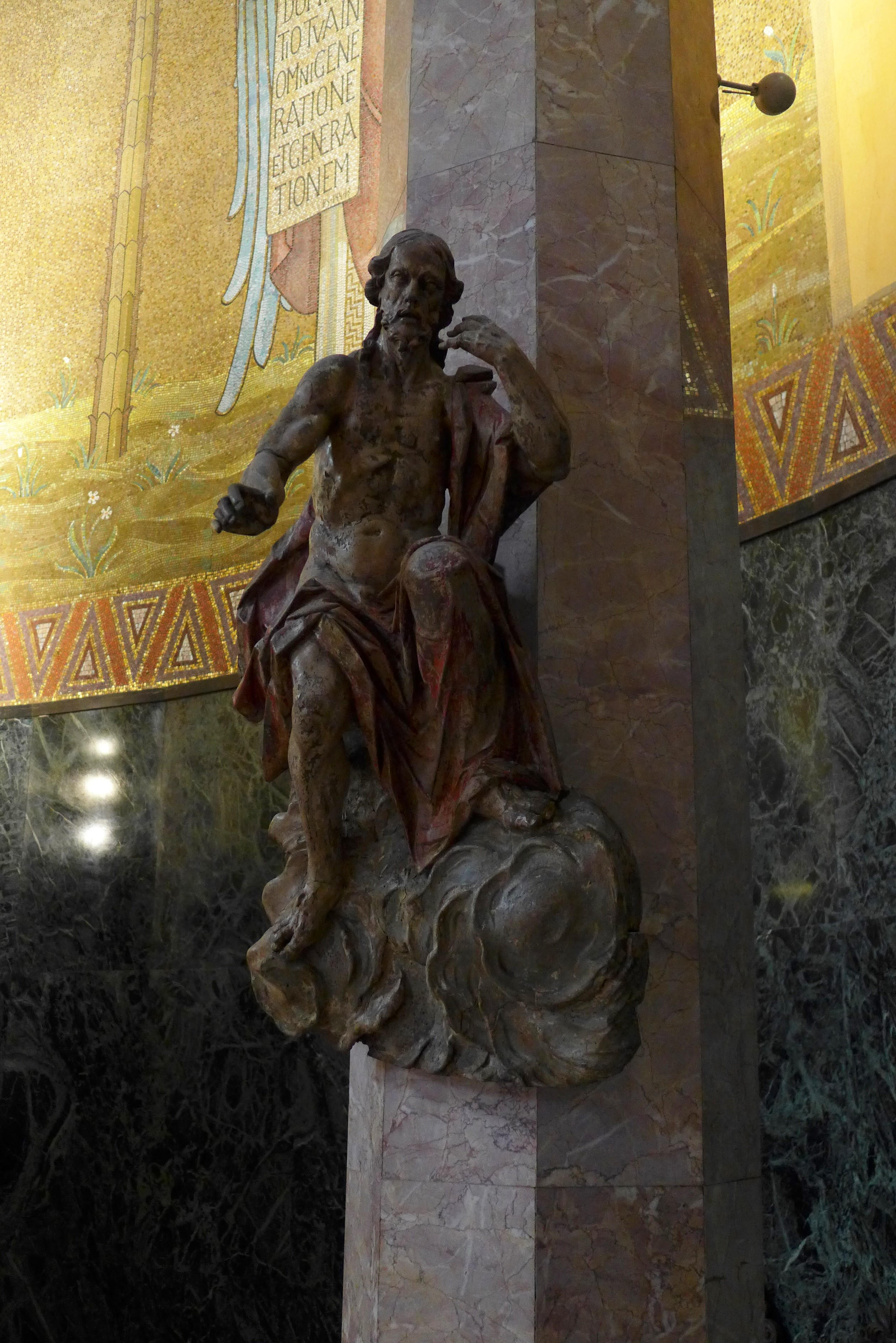
Barocke Christusdarstellung an einem Apsispfeiler
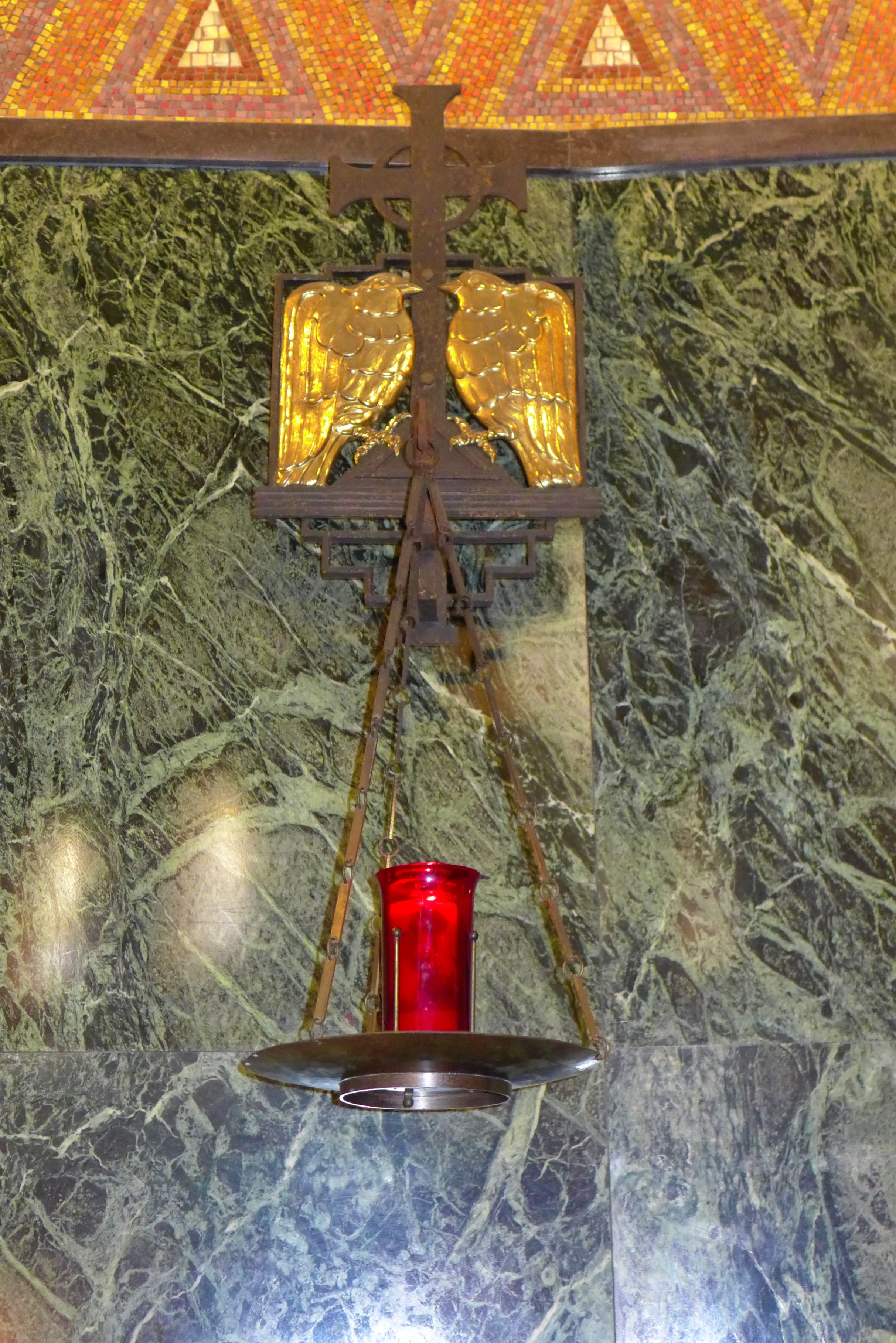
Ewiges Licht mit Kreuz, gehalten von den Schnäbeln zweier Tauben
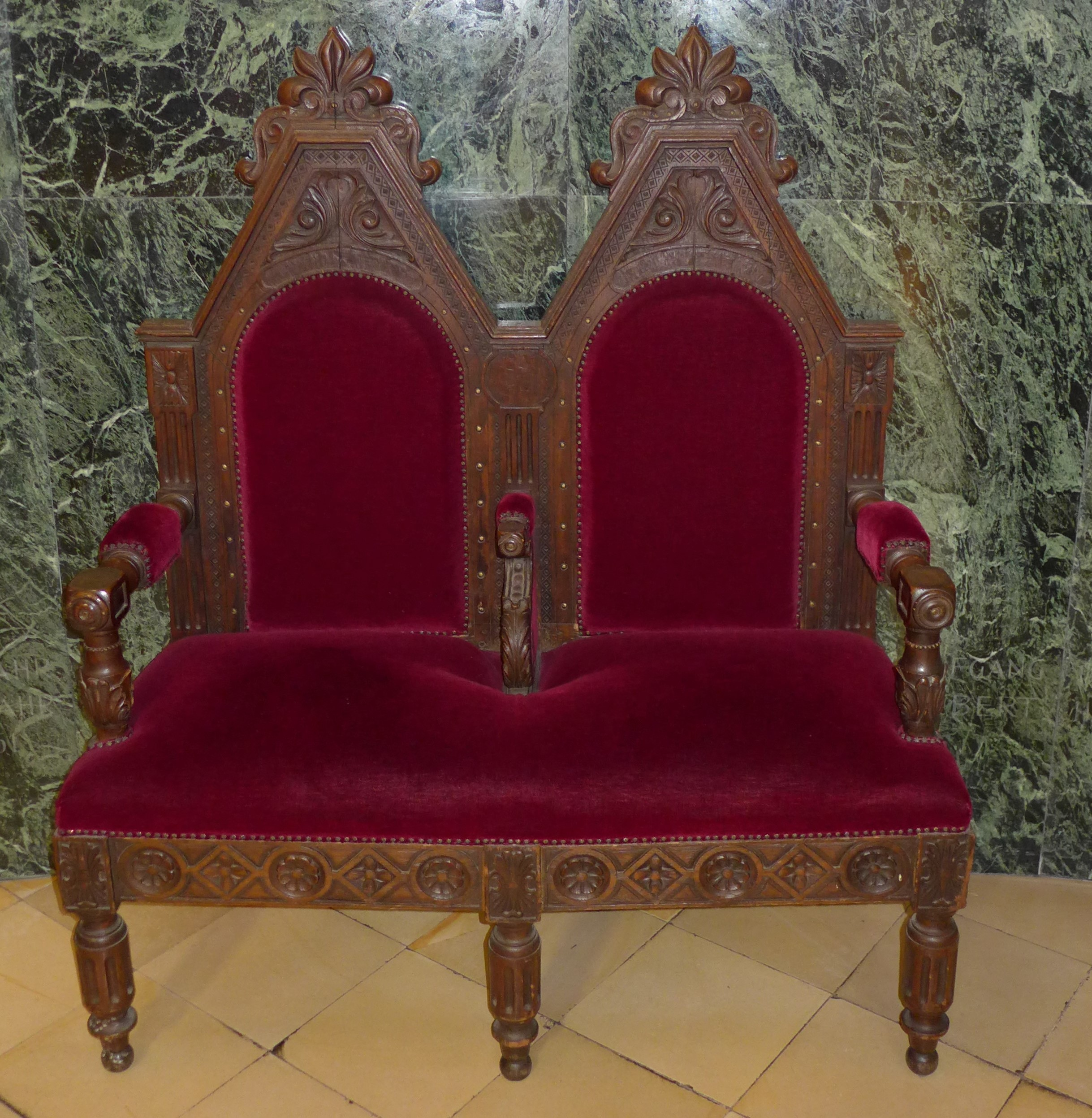
Apsis, Sedilien
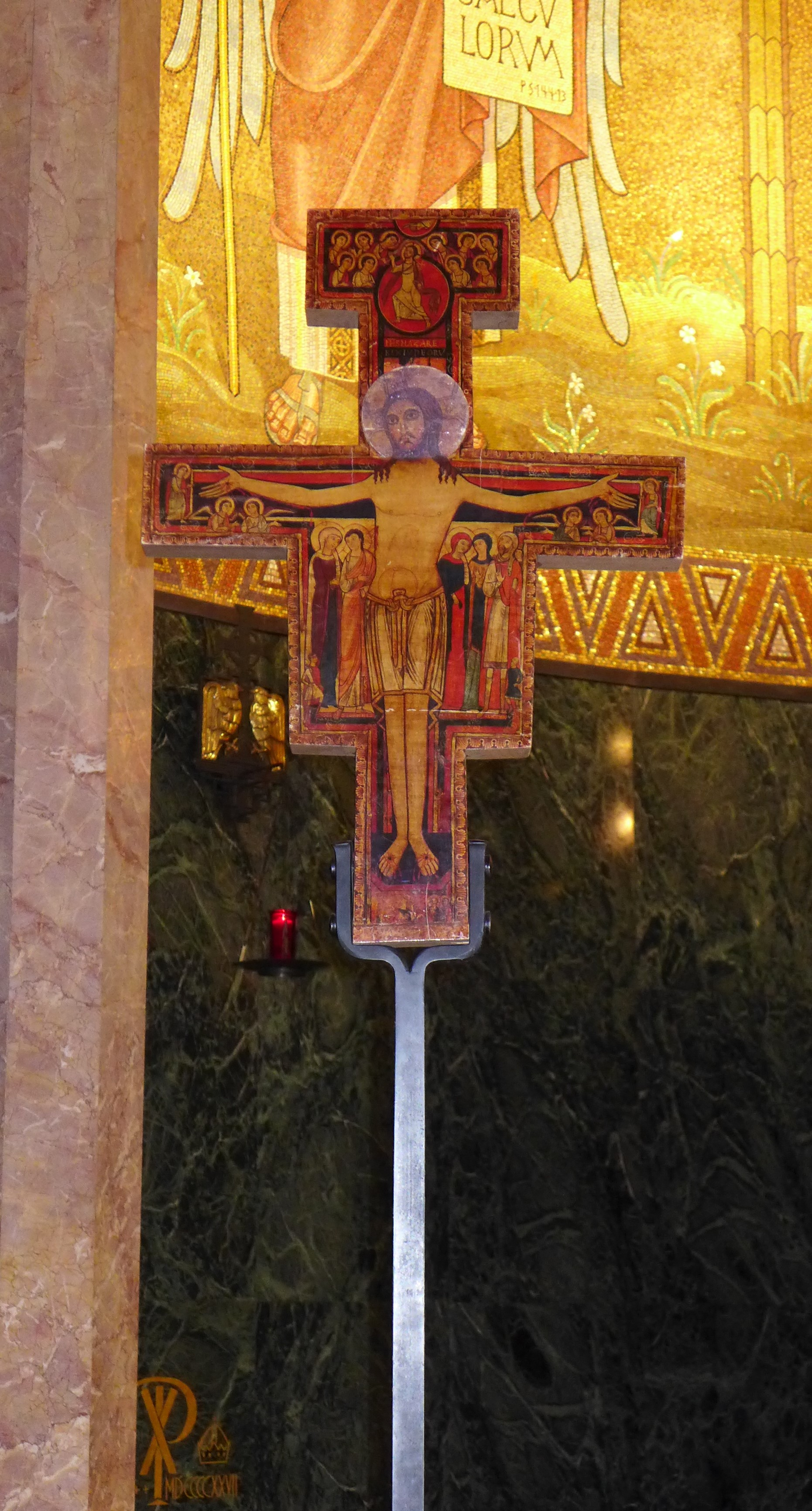
Vortragekreuz in der Apsis; verkleinerte Kopie des Kreuzes von San Damino

##### Hochaltar

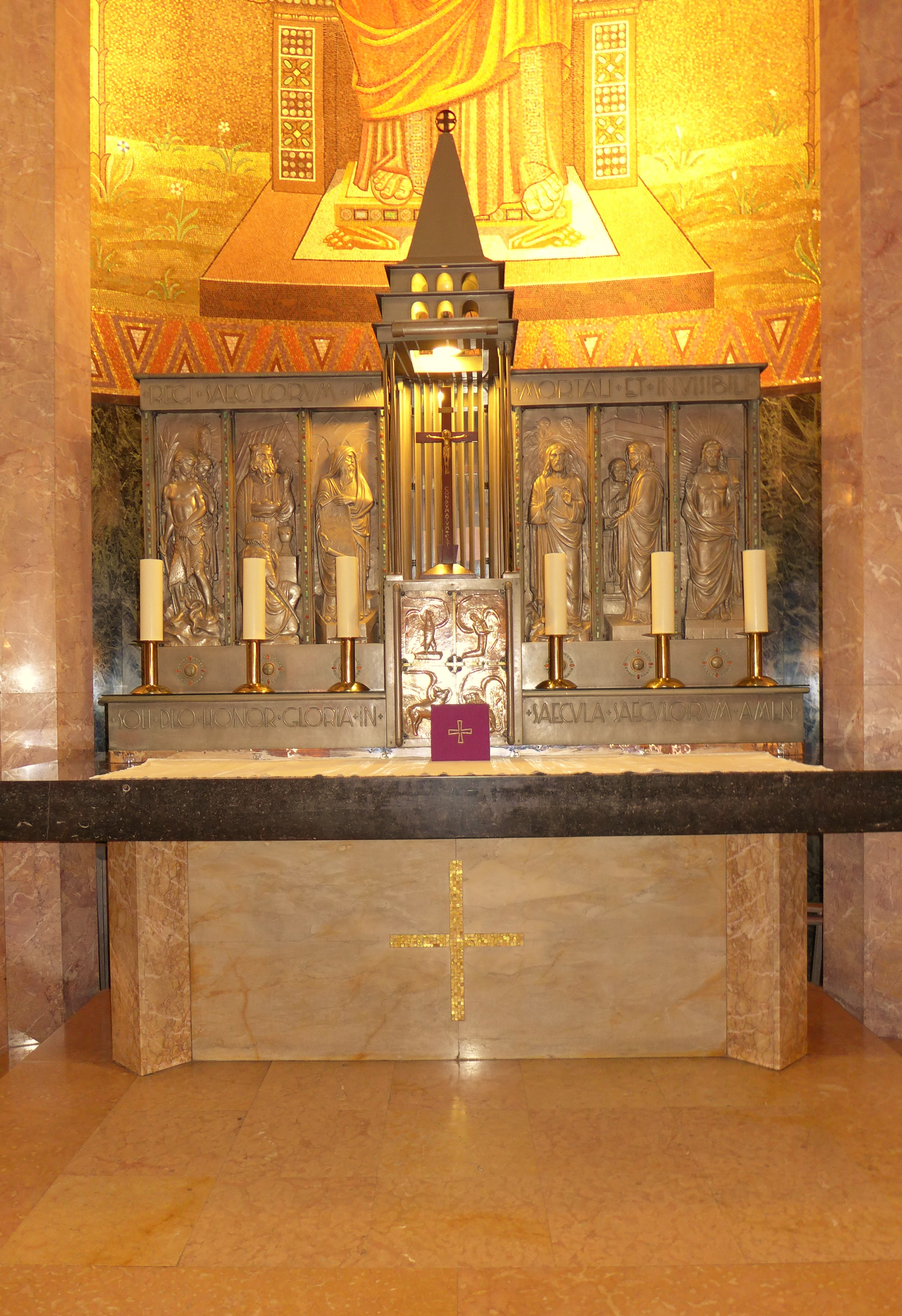
Hochaltar
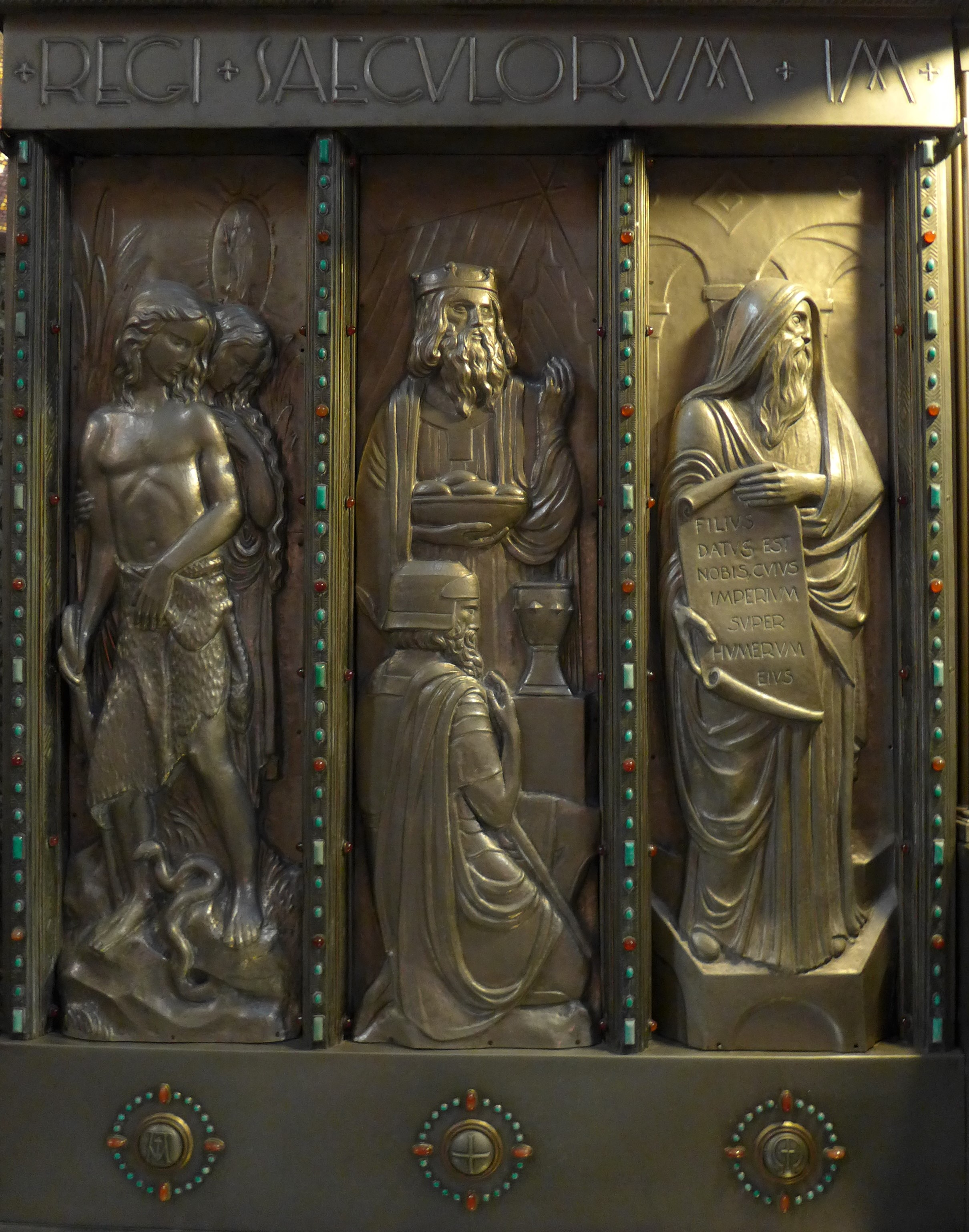
Hochaltarretabel (links)
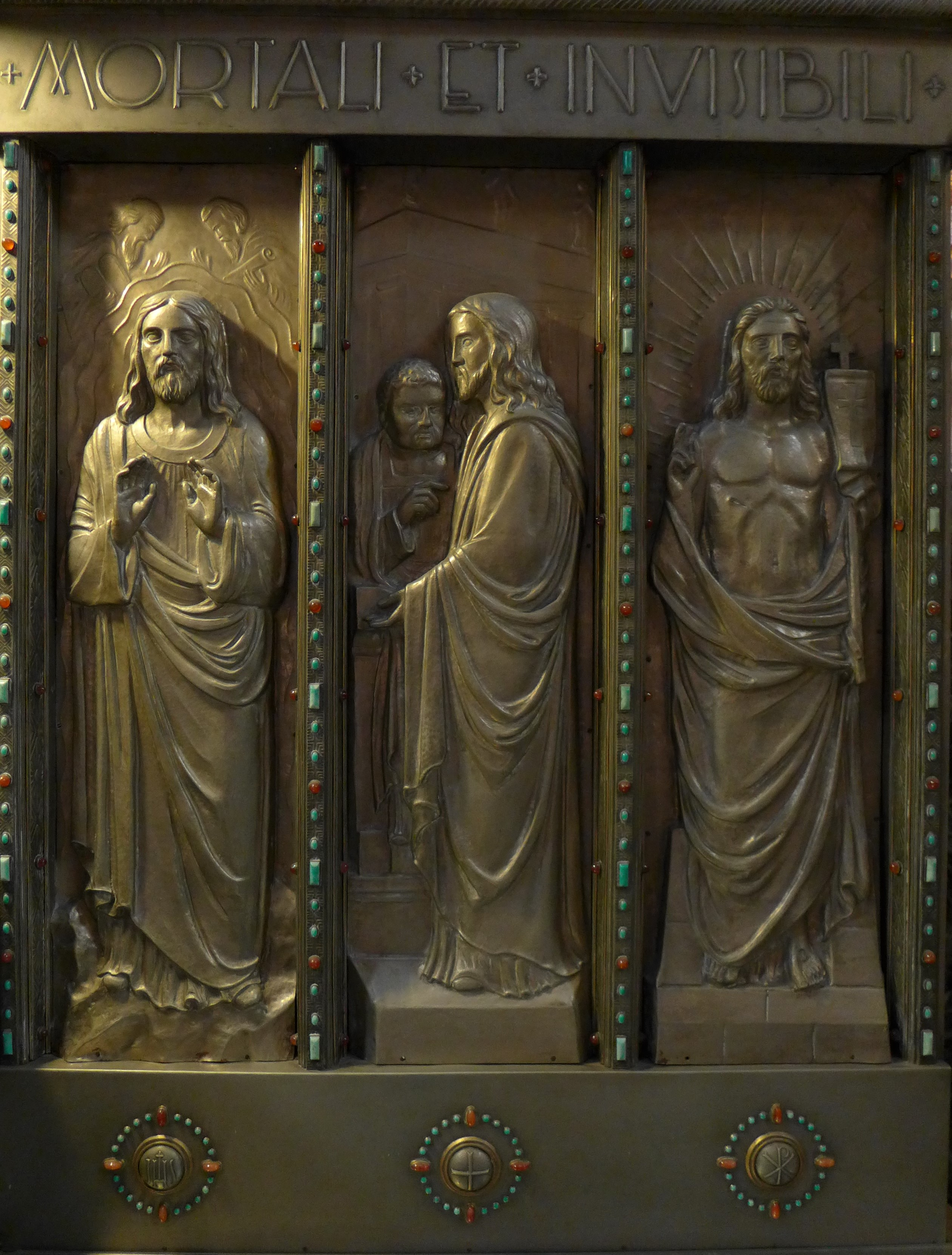
Hochaltarretabel (rechts)
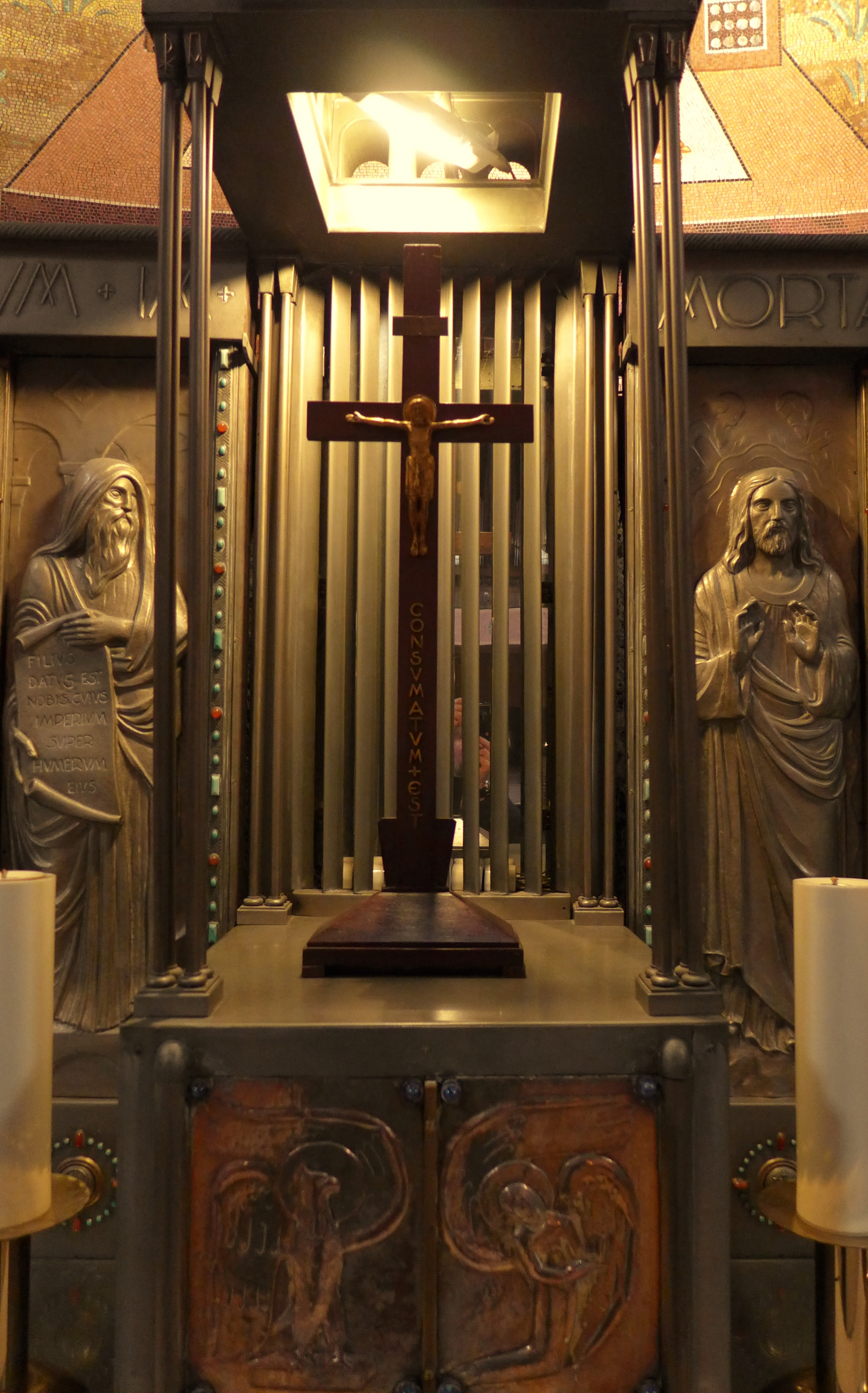
Expositoriumsnische mit spiegelhinterlegten Lamellen

Der Hochaltar (Entwurf: Karl Colombo) aus Marmor mit Retabel in Treibarbeit mit mugelig geschliffenem, türkisfarbenem und rotem Steinbesatz und mittigem Metallturm in Silber- und Goldoptik greift in seinem Zentrum das Turmmotiv der Saarbrücker Christkönigskirche auf. Die Zelebrationsstätte ist als „Himmelshaus“, als Wohnung Gottes unter den Menschen gestaltet. Die Lamellen der Expositoriumsnische sind mit Spiegeln hinterlegt, sodass es bei Beleuchtung zu Funkeleffekten kommt. Das Kreuz in der Aussetzungsnische trägt die Inschrift „Consu(m)matum est“ (dt. „Es ist vollbracht“ – In der Vulgata, Joh 19, 30, die letzten Worte Jesu am Kreuz). In den „Fensternischen“ des Aufbaues sind figürliche Reliefs eingelassen. Steinbekränzte Embleme weisen auf Christi Königsherrschaft hin. Die steinbesetzten Metallarbeiten fertigte die Kölner Goldschmiedewerkstatt Zehgruber aus Monel, einer Nickel-Kupfer-Legierung. Gegenüber echtem Silber hat Monel den Vorteil, dass es nicht oxydiert und seinen silbrigen Glanz dadurch behält. Karl Colombo entwarf den Retabelaltar in seiner Gesamtheit im Jahr 1928.
Ambrosius Stock aus Maria Laach schreibt zur kirchenartigen Gestalt des Altaraufbaues erklärend: „Bei der Opferfeier findet unter dem Wehen des Heiligen Geistes die Vermählung Christi mit seiner Kirche statt, wie sie in der Pfarrgemeinde vertreten ist, und diese wiederum wächst zu einer lebendigen Gemeinschaft zusammen mit der triumphierenden Kirche der Ewigkeit, die im Gefolge des himmlischen Königs und Bräutigams erscheint.“
Der Hochaltar wurde zum Silbernen Priesterjubiläum von Johann Ludger Schlich gestiftet, das am 18. April 1926 feierlich begangen wurde. Der Elisabethenverein hatte zu diesem Anlass 26000 Franken gesammelt und Pfarrer Schlich geschenkt. Dieser legte den Betrag daraufhin in einem Fond an und konnte das Geld mit Zinsen dann zum Finanzierung des Hochaltares verwenden. Die dazugehörige schmiedeeiserne Kommunionbank mit der Darstellung der wunderbaren Brotvermehrung (linker Türflügel, Mt 14,13–21 , Mk 6,34–44 ) und dem Brotbrechen Jesu mit den Emmaus-Jüngern (rechter Türflügel, Lk 24,13–35 ) war eine Stiftung der Männerkongregation der Pfarrei St. Jakob.
Thema des Hochaltares ist das Königtum Christi. Auf beiden Seiten des Tabernakels mit seinen silberfarbenen Türen in Treibarbeit sind jeweils drei Darstellungen aus dem Alten und Neuen Testament enthalten, die zum Königtum Christi in Bezug stehen sollen. Die Marmorarbeiten fertigte die Firma Schüller aus Trier. Von links nach rechts sind folgende Szenen gezeigt:
1. Adam und Eva nach dem Sündenfall als Voraussetzung der Menschwerdung Jesu und der Erlösung der Menschheit: Während sich zu Füßen des Paares die Paradiesschlange auf dem Boden windet, erstrahlt in einer Gloriole über dem Paradiesbaum als Verheißung der Überwindung der Erbsünde durch Christus eine Darstellung der Unbefleckten Empfängnis. Adam und Eva schauen allerdings beschämt nieder und erkennen nicht die verheißungsvolle Erscheinung.
2. Das Opfer des Priesterkönigs Melchisedek und die Speisung Abrahams mit Brot und Wein als Präfiguration der Eucharistie (Gen 14,18–20 ) und des Hohenpriestertums und Königtums Jesu Christi; der Priesterkönig deutet dementsprechend mit seiner erhobenen Hand auf die Darstellung Christi als endzeitlichem Hohenpriester und König über dem Altar hin, während Abraham in Anbetung niedersinkt.
3. Der Prophet Jesaja mit einer Schriftrolle, auf der die Weissagung „Filius datus est nobis. Cuius imperium super humerum eius.“ (dt. Übersetzung: „Ein Kind ist uns geboren, ein Sohn ist uns geschenkt“) steht. „Auf seinen Schultern ruht die Herrschaft.“ (Jes 9,6 ) als Hinweis auf die göttliche Sendung des Messias
4. Die Verklärung Jesu auf dem Berg mit den Propheten Mose und Elija als Verherrlichung der Menschheit Jesu Christi (Lk 9,28–36 ), (Mk 9,2–9 ), (Mt 17,1–8 )
5. Das Bekenntnis der Königtums Jesu vor Pilatus (Joh 18,36–37 )
6. Die Auferstehung Jesu Christi als Sichtbarwerdung seiner Göttlichkeit
Die Tabernakeltür zeigt die vier in der Gottesvision des Propheten Ezechiel geschilderten Adoranten vor Gottes Thron (Hes 1,4–28 ), die auch vom Autor der neutestamentlichen Apokalypse übernommen wurden (Offb 4,6–8 ). Im Uhrzeigersinn sind dies auf der Kupferplatte des Tabernakels: Ein geflügelter Mensch, ein geflügelter Löwe, ein geflügelter Stier sowie ein Adler. Alle vier Wesen tragen jeweils ein Buch. Der Blick ihres nimbierten Hauptes ist auf das zentrale Kreuz der Tabernakeltür gerichtet. Laut Zeugnis der Bibel verkünden sie die Heiligkeit Gottes. Die vier himmlischen Wesen werden in der christlichen Theologie mit den vier Evangelisten Johannes, Lukas, Markus und Matthäus in Verbindung gebracht. Das menschengesichtige Wesen steht dabei für die Menschwerdung Jesu, das stiergesichtige Wesen für seinen Opfertod, das löwengesichtige Wesen für die Auferstehung sowie das adlergesichtige Wesen für Jesu Rückkehr zum Vater.
Eine lateinische Inschrift auf dem Architrav und der Predella entstammt dem 1. Timotheusbrief des Apostels Paulus: „Regi saecolorum immortali et invisibili – soli deo honor et gloria in saecula saeculorum. Amen.“ (deutsche Übersetzung: Dem König der Ewigkeiten, dem unsterblichen und unsichtbaren, allein Gott sei Ehre und Herrlichkeit in alle Ewigkeit. (1 Tim 1,17 ))

##### Seitenkapellen
Die Seitenaltäre sind in der Christkönigskirche aufgrund der Schmalheit der Seitenschiffe nicht in der Breite und der Flucht derselben angelegt. Somit liegen sie mit ihrer Mittelachse genau in der Flucht der Schiffspfeiler. Aus der Richtung der Kapellenmittelachse gibt es folglich keine direkte Einsicht, was eine dämmrig-mystische Atmosphäre erzeugt. Nur von einem bestimmten Punkt in der Mittelachse des Laienraumes aus ist eine ungehinderte Sicht in beide Kapellen möglich. Die Wände sind in rot-orangenfarbigen Zickzack-Mustern bemalt, die Decken mit einem großen Sternmotiv. Die Entwürfe zu den Altarblöcken lieferte Karl Colombo.

###### Marienaltar

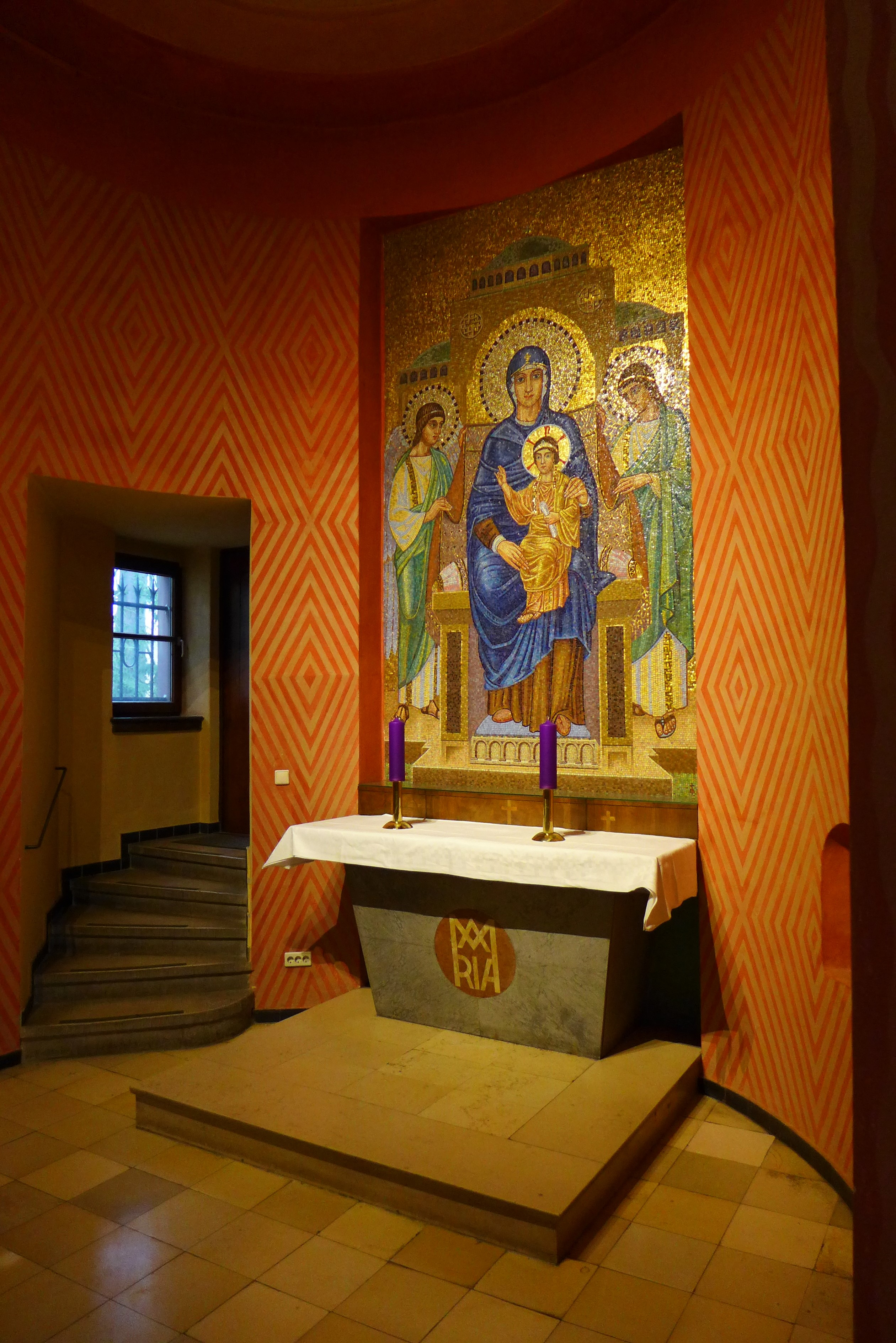
Marienkapelle
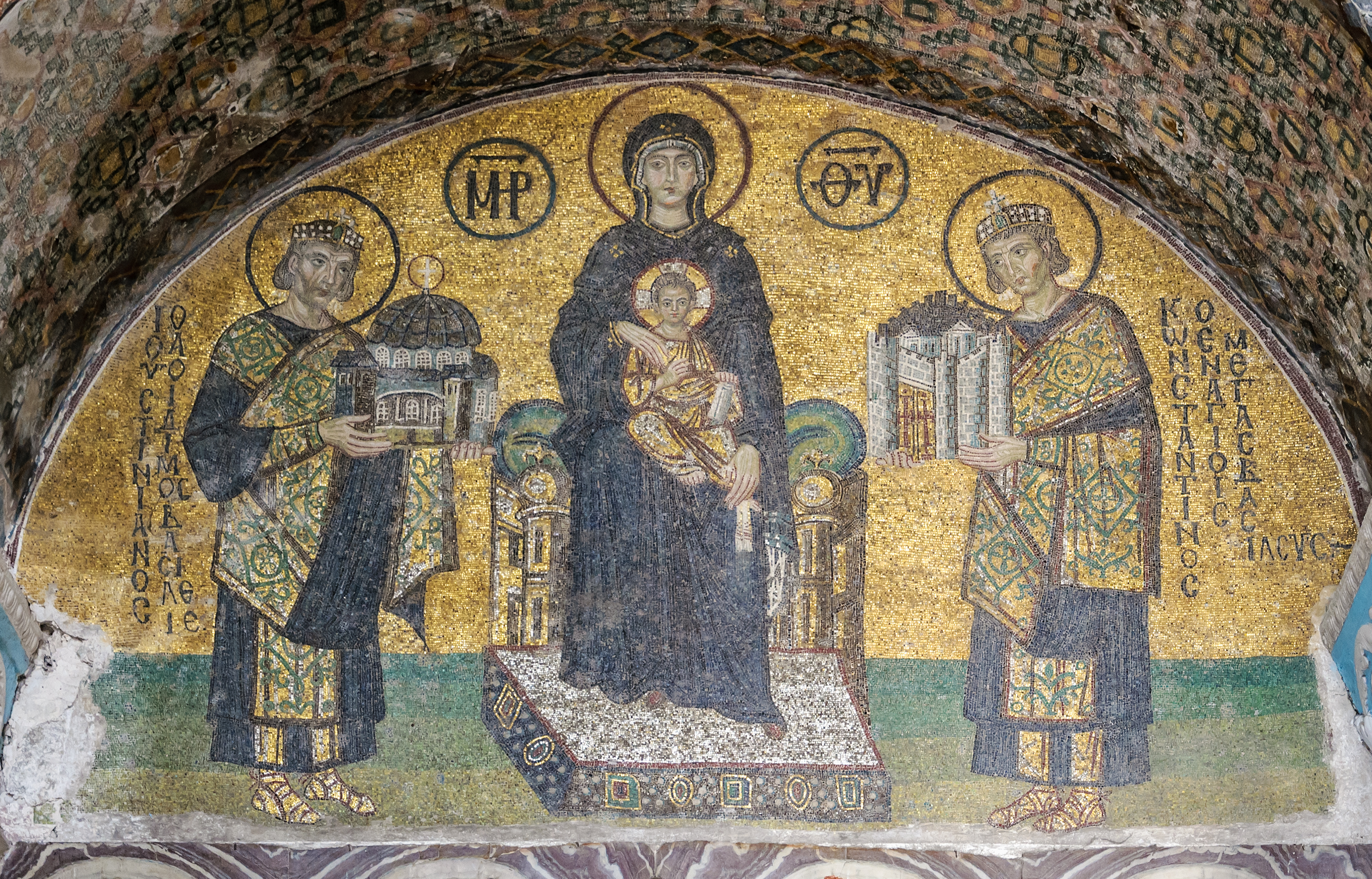
Hagia Sophia, Stiftungsmosaik als Vorbild des Marienaltars in der Christkönigskirche
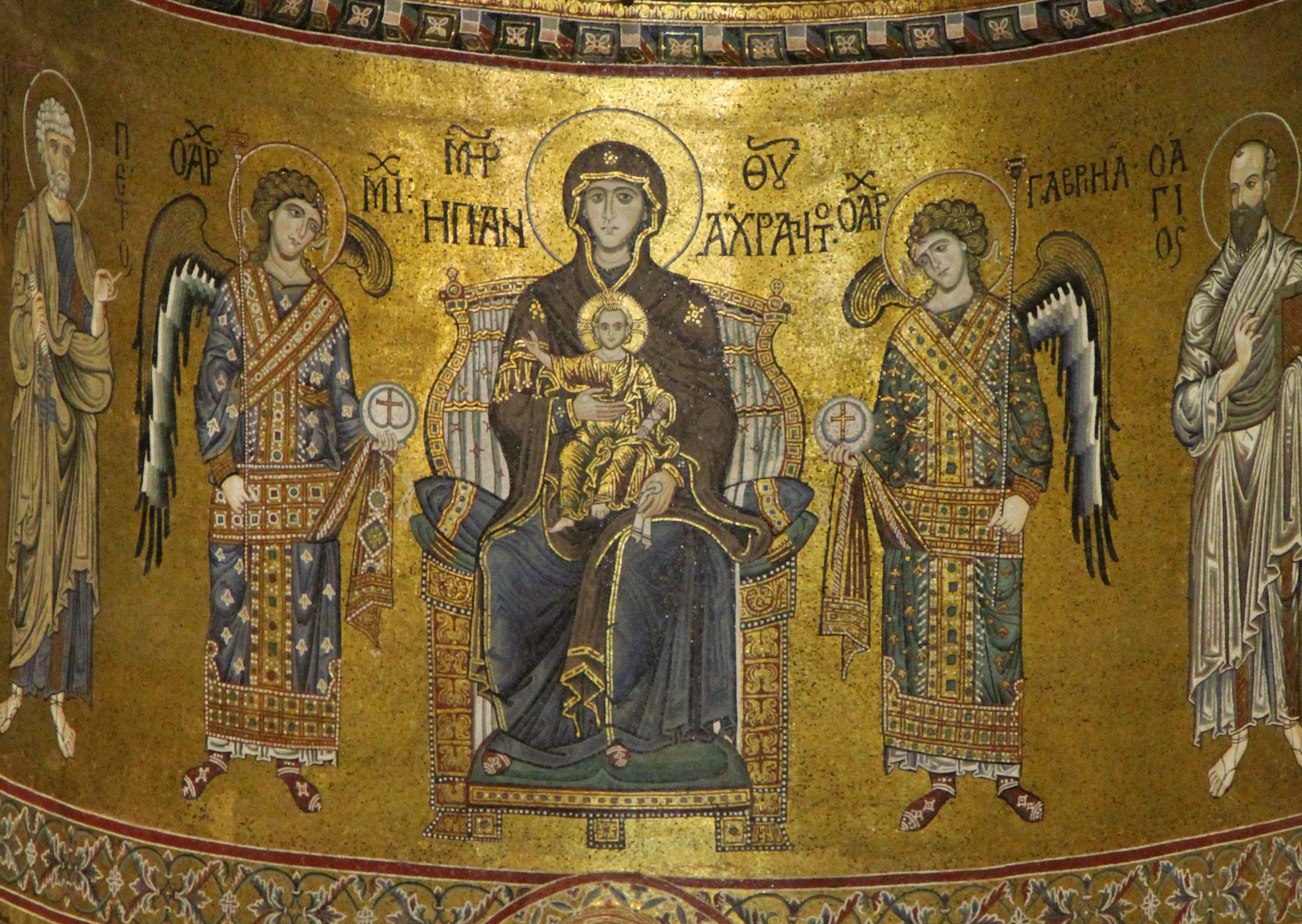
Marienmosaik mit Thronengeln in der Apsis der Kathedrale von Monreale
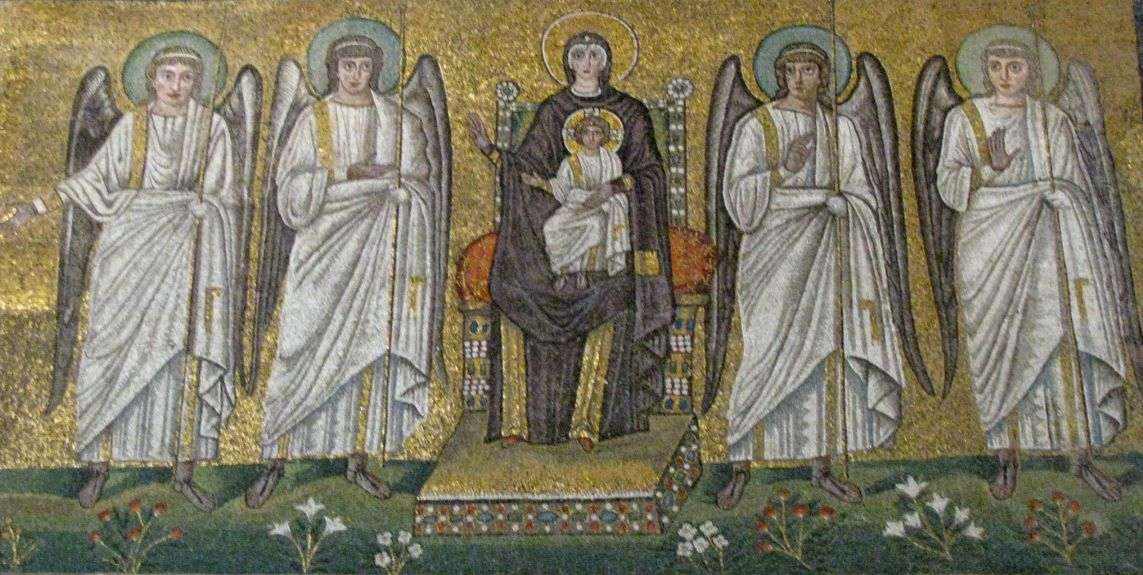
Sant’Apollinare Nuovo in Ravenna, Maria mit Kind von Engeln flankiert

Der linke Seitenaltar zeigt die Jungfrau Maria mit dem Jesuskind umgeben von Engeln als Sedes sapientiae auf einem Thronsessel vor dem Hintergrund der stilisierten Hagia Sophia. Während Jesu Rechte zum Segen bzw. zur Lehrtätigkeit erhoben ist, hält seine Linke eine Schriftrolle umfasst. Diese Darstellung trifft sich mit dem, was das Matthäusevangelium Jesus von sich selbst den Schriftgelehrten sagen lässt: „Die Königin des Südens wird beim Gericht gegen diese Generation auftreten und sie verurteilen; denn sie kam vom Ende der Erde, um die Weisheit Salomos zu hören. Und siehe, hier ist mehr als Salomo!“ (Mt 12,42 ). Salomo gilt als der weise König des Alten Testamentes auf dem Thron der Weisheit („Thronus Salomonis“, dt. „Thron Salomos“). Im Sinne der Präfigurationstheologie ist Jesus hingegen die ungezeugte göttliche Weisheit in Person. Dementsprechend bildet auch die Hagia Sophia als Kirche der „Heiligen Weisheit“ den architektonischen Rahmen des Thronsessels.
Die Saarbrücker Darstellung der Gottesmutter mit Kind orientiert sich stark an der Darstellung Mariens im Stiftungsmosaik der Hagia Sophia. Das dortige Stiftermosaik aus dem 11. Jahrhundert zeigt Maria flankiert vom Kirchenstifter Kaiser Justinian I. mit dem Modell der Hagia Sophia und von Kaiser Konstantin als Stadtgründer mit dem Modell Konstantinopels. In der Saarbrücker Adaption ersetzen dienende Engel in weißen Gewändern und grünen Togen die beiden Kaiser. Insofern können Darstellungen Mariens mit Kind und flankierenden Thronengeln etwa in der Apis der Kathedrale von Monreale auf Sizilien oder in Sant’Apollinare Nuovo in Ravenna ebenso als Vorbild des Altarmosaiks gelten. Im Nimbus des Jesuskindes in Saarbrücken erscheint statt des üblichen Kreuzes das Christogramm. Den Entwurf des Saarbrücker Mosaikbildes lieferte im Jahr 1934 Radbod Commandeur aus Maria Laach. Den Auftrag dazu hatte er im Vorjahr erhalten. Die Ausführung erledigte die Kölner Firma Beyer.

###### Josefsaltar

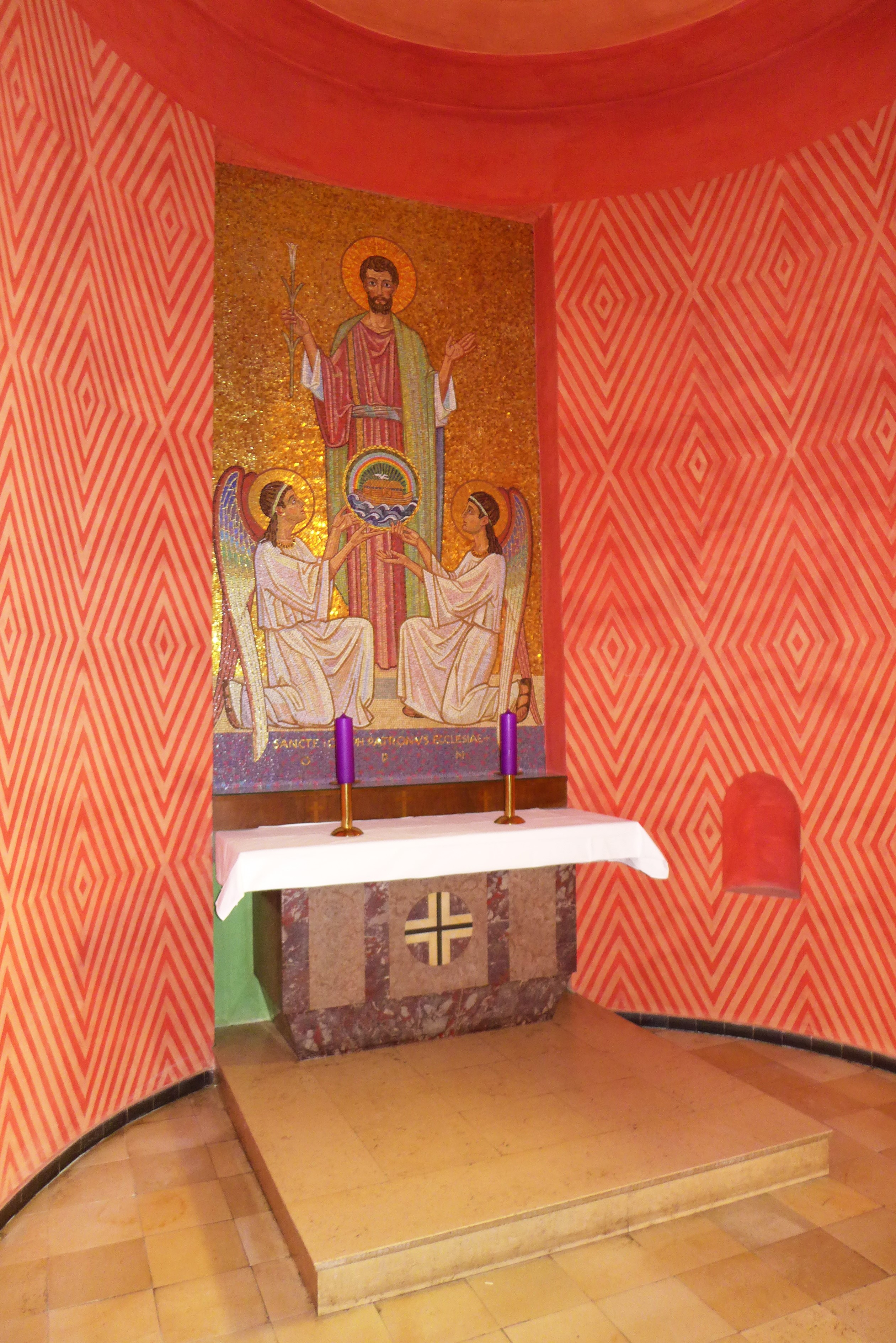
Josefskapelle
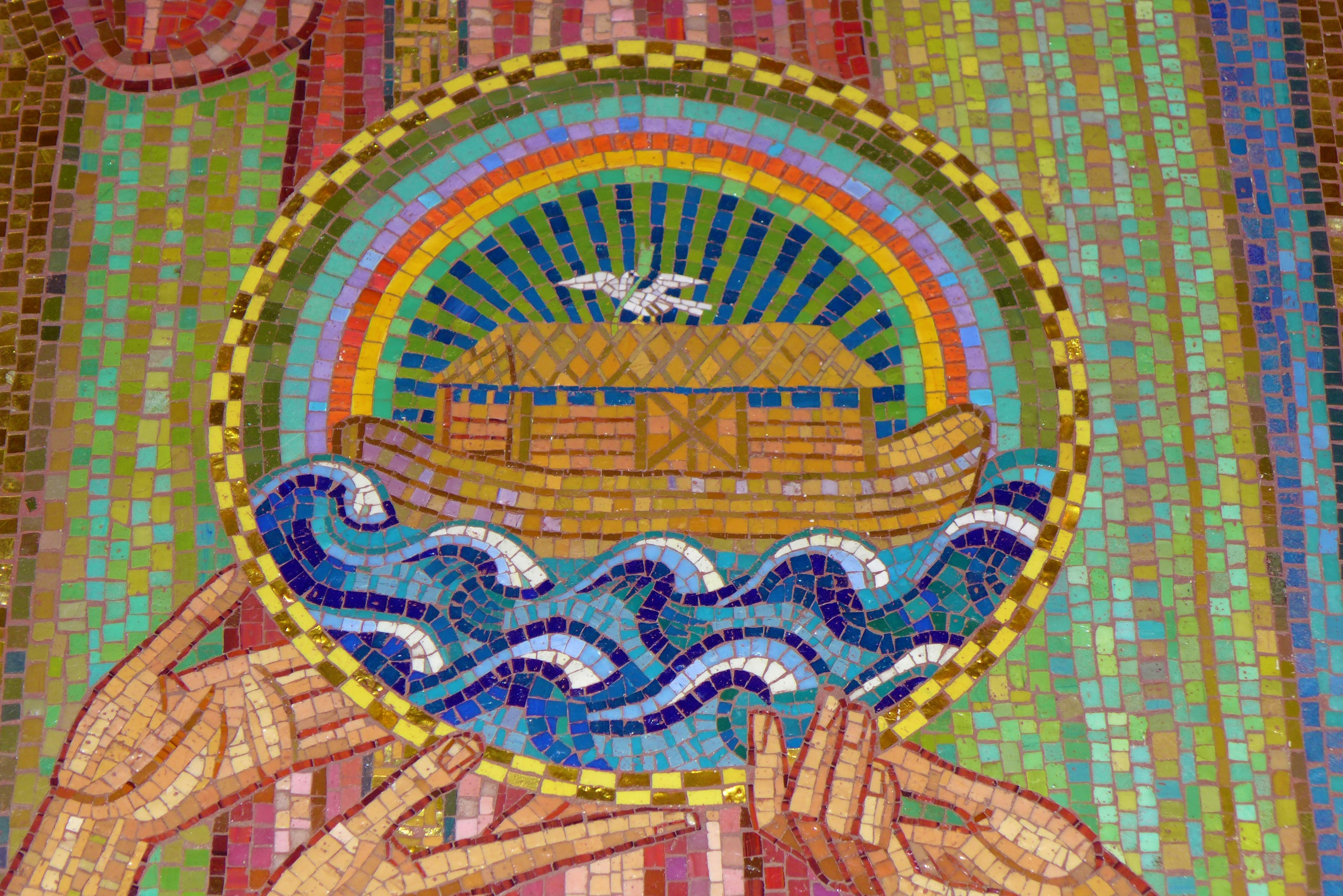
Darstellung der Arche Noah als Symbol der Gesamtkirche in der Josefskapelle

Der rechte Seitenaltar – im Jahr 1938 von Radbod Commandeur entworfen und von der Kölner Firma Beyer gefertigt – zeigt den heiligen Josef mit einer Lilie als Symbol seiner Keuschheit in seiner Rechten. Die Linke des Heiligen ist zu einer Orantenhaltung erhoben. Die Mosaikinschrift bezeichnet ihn als Patron der Gesamtkirche („Sancte Joseph Patronus Ecclesiae o.p.n“; dt. Übersetzung: Heiliger Josef, Patron der Kirche, bitte für uns.). Zwei kniende Engel in weißen Gewändern halten dem Nährvater Jesu dementsprechend ein Modell der Arche Noah mit Regenbogen und Taube als alttestamentliche Präfiguration der Kirche entgegen.
Papst Pius IX. hatte den heiligen Josef bereits am 8. Dezember 1870 im Gefolge des Dogmas von der Päpstlichen Unfehlbarkeit (dogmatischen Konstitution Pastor Aeternus auf dem Ersten Vatikanischen Konzil am 18. Juli 1870) in der Zeit des beginnenden Kulturkampfes im soeben neugegründeten und stark protestantisch geprägten Deutschen Reich zum Schutzpatron der katholischen Kirche erklärt. Papst Leo XIII. würdigte in seiner Enzyklika Quamquam pluries vom 15. August 1889 nachdrücklich die hervorragende Verehrung des heiligen Josef als des himmlischen Beschützers und Verteidigers der Kirche Christi.
Gerade in dem von der Industrialisierung geprägten Saarbrücken sollte der heilige Josef den Arbeitern und Angestellten, die in großem Maße ihren Lebensunterhalt in der Stahlindustrie und im Bergbau erwirtschafteten, als Identifikationsfigur an die Hand gegeben werden. Der heilige Josef sollte als Vorbild der Arbeiter dienen, die in der Sicht der Kirche in ständiger Gefahr lebten, den Verlockungen des atheistischen Sozialismus bzw. Kommunismus oder des Liberalismus anheimzufallen.

##### Kreuz von San Damiano
Das Vortragekreuz in der Apsis ist eine verkleinerte Kopie des Kreuzes von San Damino, vor dem der heilige Franz von Assisi um das Jahr 1205 den Auftrag vernahm, die Kirche von San Damiano wiederherzustellen. Das Kreuz aus San Damiano hängt heute in der Basilica di Santa Chiara in Assisi. Das originale Holzkreuz war von einem unbekannten italienischen Meister des 11./12. Jahrhunderts im byzantinischen Stil gemalt worden.

#### Krypta

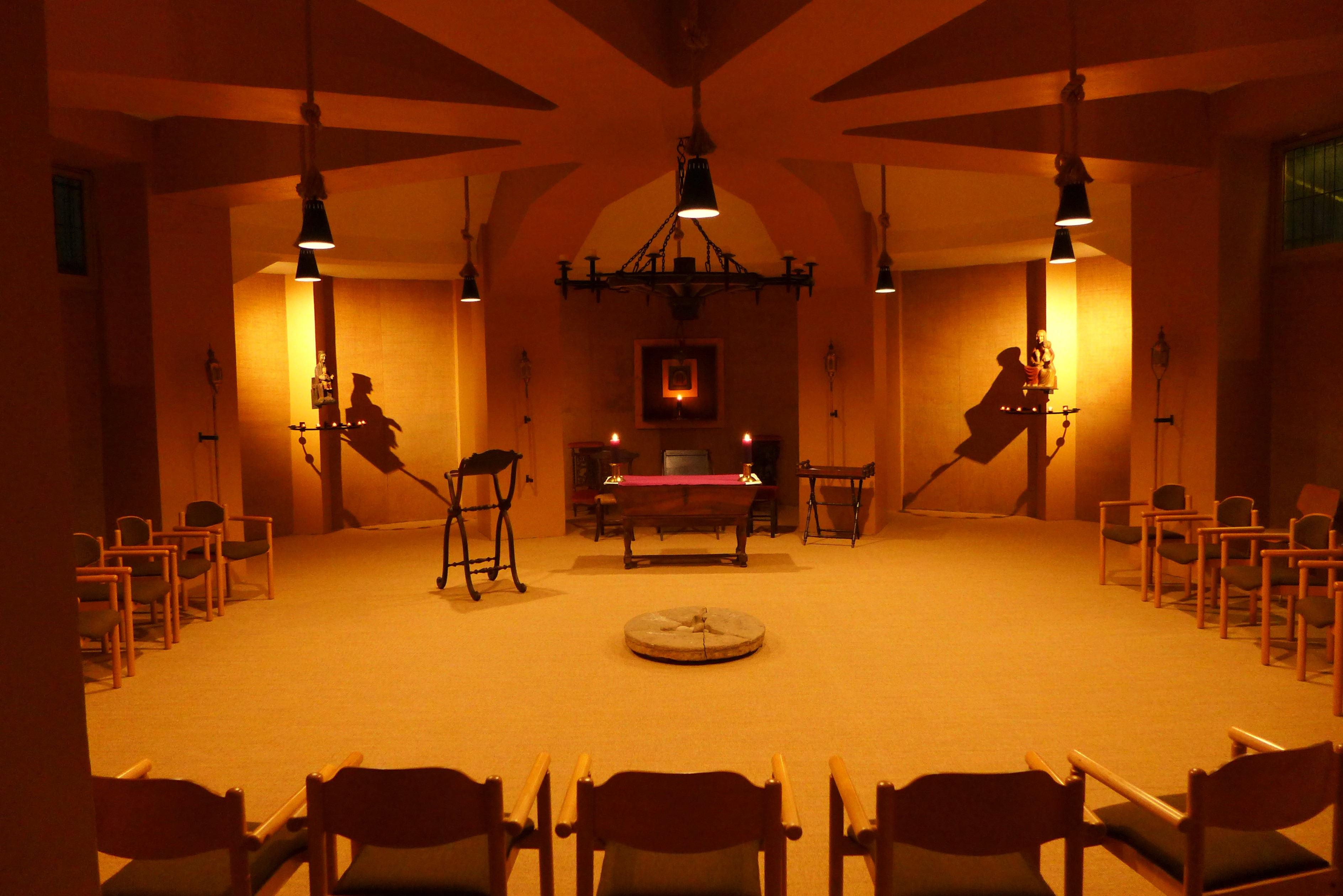
Blick in die Krypta
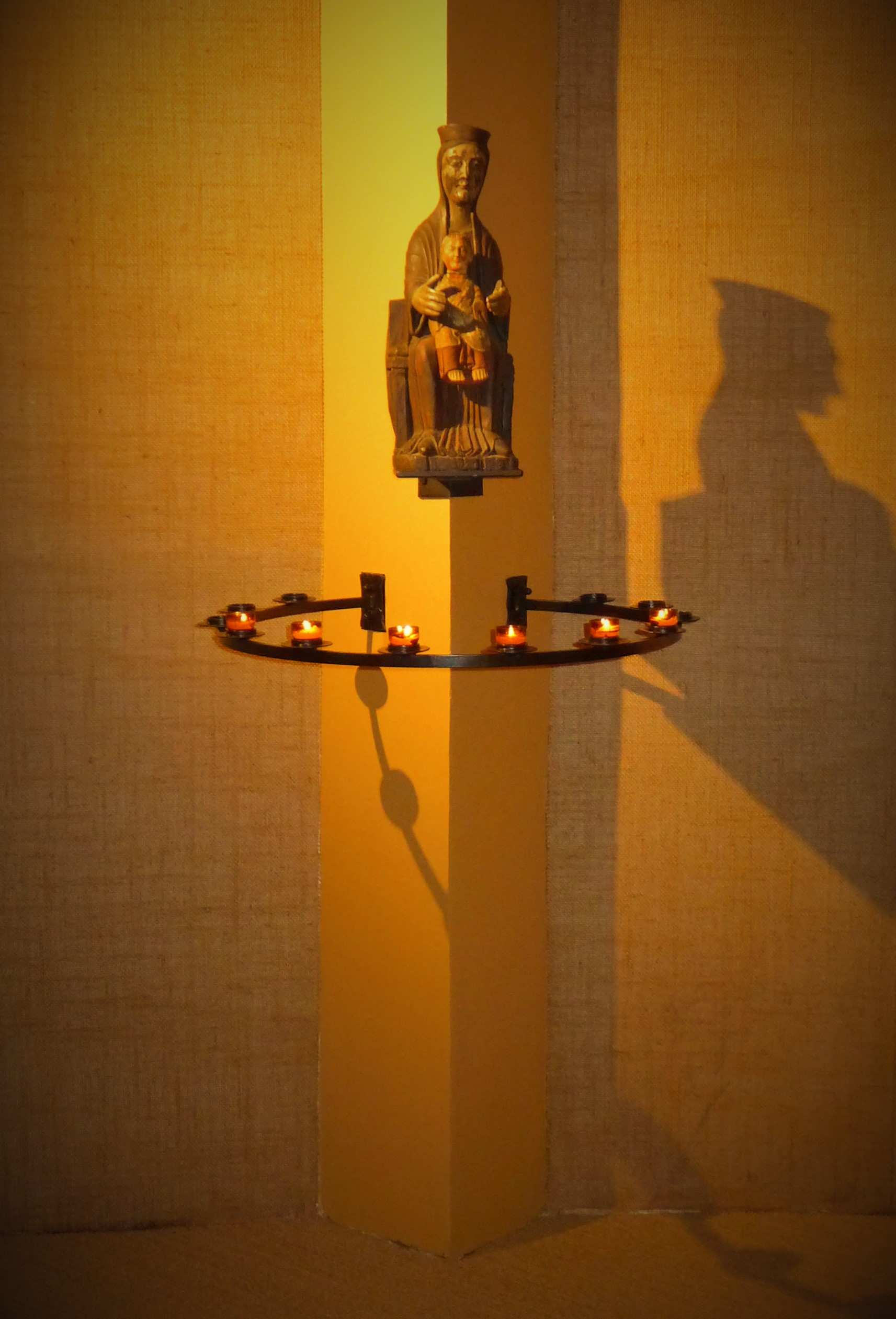
Mariendarstellung
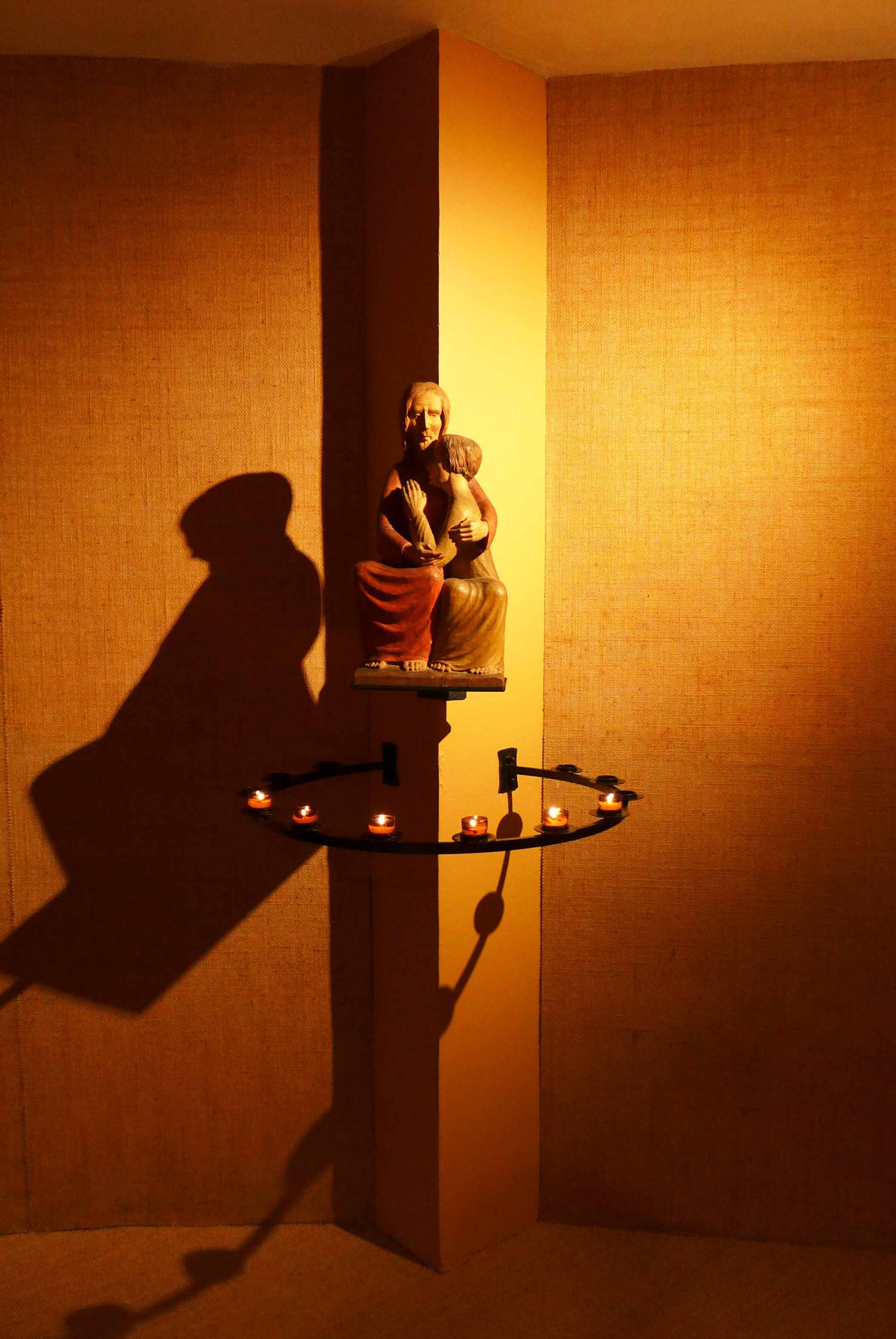
Johannesminne
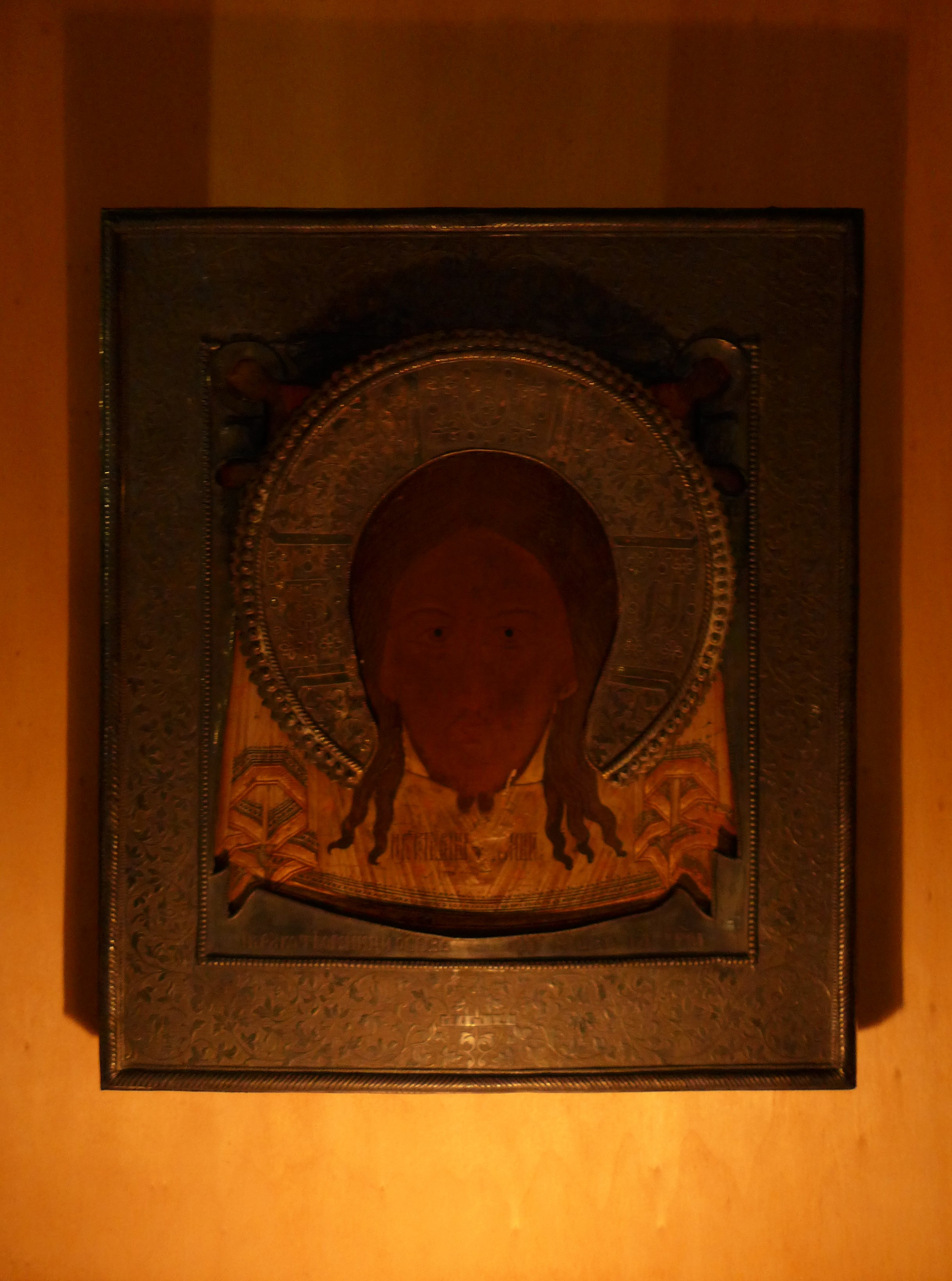
Altarikone
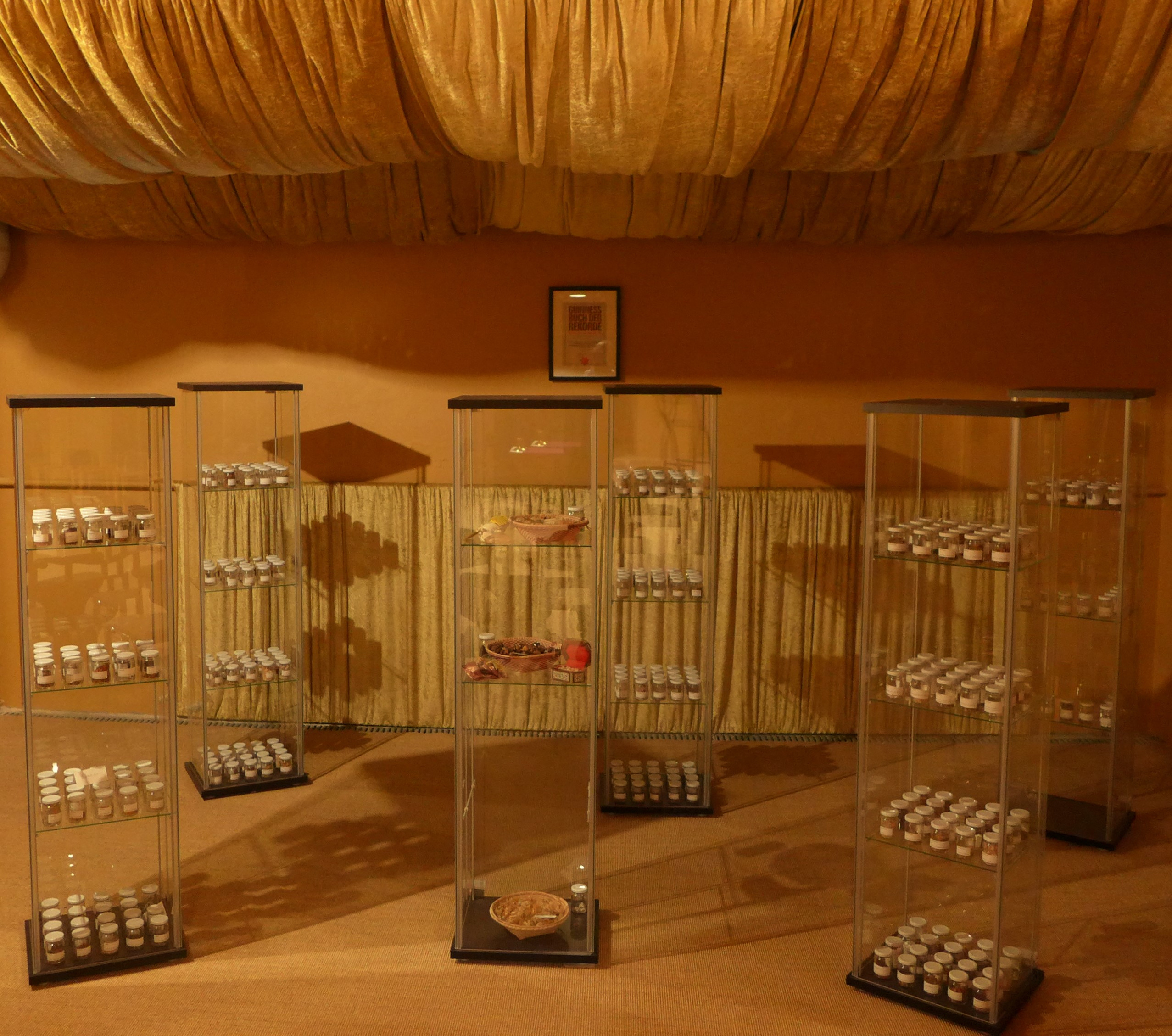
Weihrauchsammlung in der Krypta

Die Krypta war der erste Teil der Christkönigskirche, der bereits drei Monate nach dem Beginn der Fundamentierungsarbeiten, die am 1. August 1927 begonnen worden waren, fertiggestellt war. Die kreisrunde Unterkirche befindet sich unter der Chorrotunde der Kirche. Der Innenraum wird bestimmt durch acht gewaltige Betonpfeiler und ebenso viele radial verlaufende Betonbinder, die die Decke tragen. Von der Chortreppe der Apsis der Kirche führen seitlich zwei Treppen aus der Josefskapelle und aus der Marienkapelle zur Krypta, deren Bodenfläche etwa 125 Quadratmeter misst. Die Krypta war von Anfang an als liturgischer Raum konzipiert. Während die Oberkirche nach der Fertigstellung der Bauarbeiten reich ausgeschmückt wurde, unterblieb aus Kostengründen eine ebensolche Ausstattung in der Krypta.
Genutzt wurde der Sakralraum besonders in der Karfreitagsliturgie als Heiliges Grab. Dabei wurde ein verhülltes Kreuz in die Krypta verbracht und in der Osternacht wieder in die Oberkirche getragen. Mit der Vernachlässigung der klassischen katholischen Liturgie nach dem Zweiten Vatikanischen Konzil wurde die Krypta funktionslos und anschließend als Lagerraum benutzt.
Im Vorfeld des fünfzigjährigen Kirchenjubiläums wurden auf Initiative des damaligen Pfarrers Hermann Josef Reckenthäler und des damaligen Diakons Rolf Dillschneider mehrere Architekten damit beauftragt, Vorschläge für eine Neugestaltung der Kirche zu erarbeiten. In den Jahren 1979 bis 1982 gestaltete daraufhin der Saarbrücker Künstler Ernst Alt die Krypta neu. Seine Arbeit blieb allerdings hinsichtlich des Taufbrunnens und des Tabernakels unvollendet. An der Decke der Krypta brachte Ernst Alt einen Radleuchter an, den er aus einem großen zwölfspeichigen hölzernen Wagenrad gebaut hatte. Die Positionierung und Konzeption des Radleuchters innerhalb der kreisrunden Kapelle ist von der Gestaltung der karolingischen Aachener Pfalzkapelle inspiriert. Die Zwölfer-Zahlensymbolik soll dabei an die Zwölf Stämme Israels und die zwölf Apostel erinnern. Ernst Alt hatte die Krypta als Baptisterium konzeptioniert, indem er im Zentrum die Aufstellung eines alten Mühlsteins als oberen Teil eines zu schaffenden Taufbeckens vorgesehen hatte. Als Altartisch stellte Alt einen historischen Backtrog auf, der in besonderer Weise auf das eucharistische Brot und das Sauerteig-Gleichnis Jesu hinweist. Das Gleichnis vom Sauerteig (Mt 13,33  par. Lukas 13,20–21 ) beschreibt das Reich Gottes als einen Prozess, der wie ein Sauerteig stetig und unaufhaltsam Veränderung schafft, auch wenn der Anfang klein erscheint. Die Konstellation von Taufbecken und Altar sollten sich wie Wasser- und Mehlbehälter als Zeichen der Herstellung von lebenspendenden Elementen entsprechen.
Das Ausstattungsprogramm der Krypta ergänzte Ernst Alt mit einer silbergeschmückten Ikone (Acheiropoieton des Antlitzes Jesu) vor einer jüdischen Menora, der Kopie einer romanischen Sedes-Sapientiae-Madonna sowie einer Darstellung vom Typus Christus-Johannes-Gruppe von Gerhard Marcks.
Die Weihrauchsammlung der Krypta wurde im November 1999 offiziell als die größte Weihrauchsammlung der Welt in das Guinness-Buch der Rekorde 2000 aufgenommen.

## Orgel

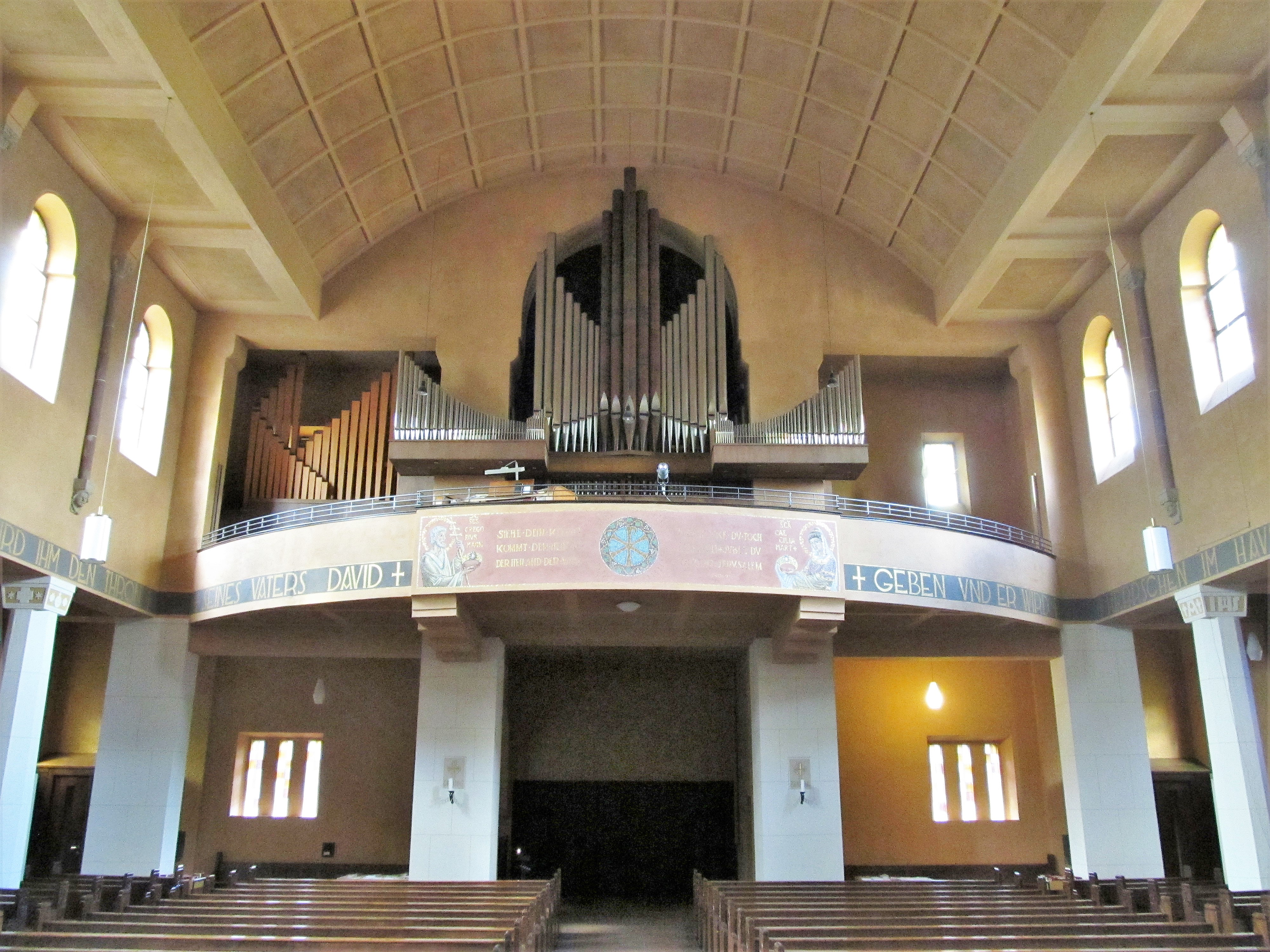
Blick zur Orgelempore

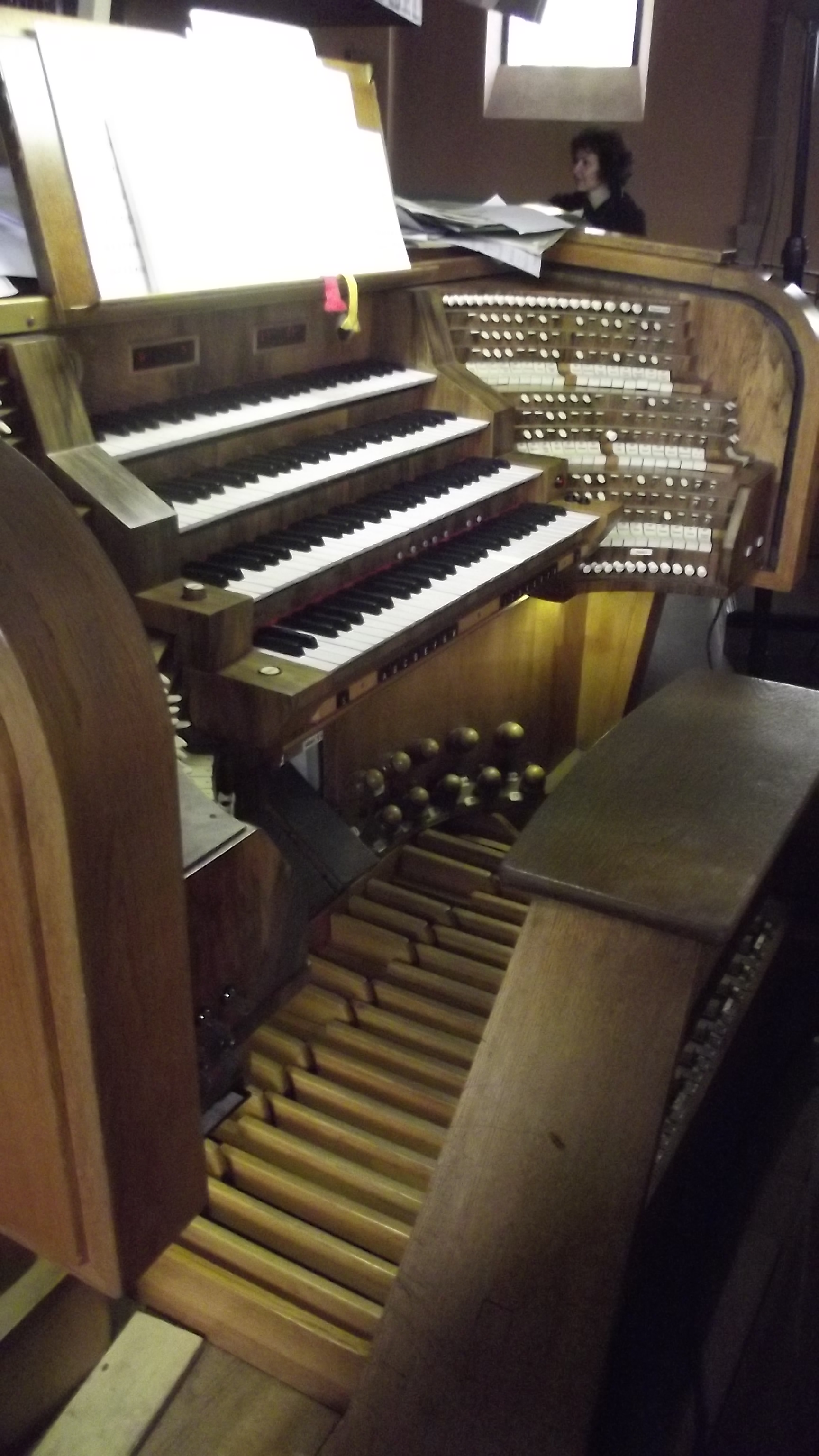
Viermanualiger Hauptspieltisch

Die Orgel der Kirche wurde 1933 von der Werkstatt Johannes Klais Orgelbau in Bonn erbaut. Das damals dreimanualige Instrument mit 45 Registern wurde am 1. Oktober 1933 eingeweiht. 1953 erfolgte eine Erweiterung und 1960 ein Umbau durch die ursprünglichen Erbauer. Seit diesem Umbau verfügt die Orgel, deren Neueinweihung am 21. Februar 1960 erfolgte, über 68 Register, darüber hinaus 3 Transmissionen, verteilt auf 4 Manuale und Pedal. 1997 wurde die Orgel durch die Werkstatt Hugo Mayer Orgelbau in Heusweiler restauriert, wobei eine elektronische Setzeranlage mit Diskettenlaufwerk eingebaut wurde.
Das Instrument ist auf der Orgelempore aufgestellt und besitzt einen freistehenden Spieltisch. Das Gehäuse ist ein Freipfeifen-Prospekt. Eine Besonderheit der Orgel ist der Notspieltisch im Untergehäuse, von dem aus die Vorderlade des Oberwerks spielbar ist.
Das Werk ist die registergrößte Orgel im Bistum Trier und die registergrößte Orgel des Saarlandes. Hinsichtlich ihres Registerumfanges folgt der Christkönig-Orgel die Orgel der Basilika St. Johann in Saarbrücken-St. Johann als zweitgrößte saarländische Orgel mit 61 Registern.
Die Disposition lautet wie folgt:
| I Positiv C–g3 |                  |    |
| 1.             | Lieblich Gedackt | 8′ |
| 2.             | Quintadena       | 8′ |
| 3.             | Prinzipal        | 4′ |
| 4.             | Blockflöte       | 4′ |
| 5.             | Oktave           | 2′ |
| 6.             | Oktave           | 1′ |
| 7.             | Sesquialter II   |    |
| 8.             | Scharff III–IV   |    |
| 9.             | Vox humana       | 8′ |
| Tremulant      |                  |    |

| II Hauptwerk C–g3 |                |       |
| 10.               | Prinzipal      | 16′   |
| 11.               | Rohrquintadena | 16′   |
| 12.               | Oktave         | 8′    |
| 13.               | Holzflöte      | 8′    |
| 14.               | Gemshorn       | 8′    |
| 15.               | Oktave         | 4′    |
| 16.               | Rohrflöte      | 4′    |
| 17.               | Gemsquinte     | 2 ⁄3′ |
| 18.               | Superoktav     | 2′    |
| 19.               | Hohlflöte      | 2′    |
| 20.               | Mixtur IV–VI   | 2′    |
| 21.               | Scharff IV     | 1 ⁄3′ |
| 22.               | Bombarde       | 16′   |
| 23.               | Trompete       | 8′    |
| 24.               | Clairon        | 4′    |

| III Oberwerk C–g3 |                |        |
| 25.               | Prinzipal      | 8′     |
| 26.               | Rohrflöte      | 8′     |
| 27.               | Stillgedackt   | 8′     |
| 28.               | Oktave         | 4′     |
| 29.               | Quintadena     | 4′     |
| 30.               | Schwegel       | 2′     |
| 31.               | Waldflöte      | 2′     |
| 32.               | Terz           | 1 3⁄5′ |
| 33.               | Nasard         | 1 ⁄3′  |
| 34.               | Scharff IV     | 1 ⁄3′  |
| 35.               | Terzcymbel III | 1′     |
| 36.               | Dulcian        | 16′    |
| 37.               | Krummhorn      | 8′     |
| Tremulant         |                |        |

| IV Schwellwerke C–g3 |                      |       |
| Schwellwerk 1        |                      |       |
| 38.                  | Stillgedackt         | 16′   |
| 39.                  | Prinzipal            | 8′    |
| 40.                  | Koppelflöte          | 4′    |
| 41.                  | Prinzipal            | 2′    |
| 42.                  | Mixtur IV            | 1 ⁄3′ |
| 43.                  | Fagott               | 16′   |
| 44.                  | Trompette harmonique | 8′    |
|                      |                      |       |
| Schwellwerk 2        |                      |       |
| 45.                  | Bourdon              | 8′    |
| 46.                  | Salicional           | 8′    |
| 47.                  | Schwebung            | 8′    |
| 48.                  | Oktave               | 4′    |
| 49.                  | Blockflöte           | 2′    |
| 50.                  | Sesquialter II       |       |
| 51.                  | Nonencymbel IV       | 8⁄9′  |
| 52.                  | Schalmey-Oboe        | 8′    |
| 53.                  | Trichterregal        | 4′    |
| Tremulant            |                      |       |

| Pedal C–f1 |                          |       |
| 54.        | Untersatz                | 32′   |
|            | Prinzipalbass (= Nr. 10) | 16′   |
| 55.        | Contrabass               | 16'   |
| 56.        | Subbass                  | 16'   |
|            | Echobass (= Nr. 38)      | 16′   |
| 57.        | Oktavbass                | 8′    |
| 58.        | Gedacktbass              | 8′    |
| 59.        | Oktave                   | 4′    |
| 60.        | Quintadena               | 4′    |
| 61.        | Nachthorn                | 2′    |
| 62.        | Hintersatz III–VII       | 2 ⁄3′ |
| 63.        | Mixtur IV                | 2′    |
| 64.        | Contraposaune            | 32′   |
| 65.        | Posaune                  | 16′   |
|            | Fagott (= Nr. 43)        | 16′   |
| 66.        | Trompete                 | 8′    |
| 67.        | Clarine                  | 4′    |
| 68.        | Singend Cornett          | 2′    |

- Koppeln: II/I, III/I, IV/I, SW 2/I, I/II, III/II, IV/II, SW 2/II, IV/III, SW 2/III, I/P, II/P, III/P, IV/P, SW 2/P
- Spielhilfen: drei freie Kombinationen, eine geteilte Kombination, Tutti, automatisches Pianopedal, Crescendo, Crescendo ab, Zungeneinzelabsteller, Setzeranlage (4 Gruppen à 64 Kombinationen, Sequenzer, Diskettenlaufwerk)

## Glocken

### Ursprüngliches Geläut
Das erste bronzene Geläut erhielt die Christkönigkirche im Jahr 1931. Damals goss die Glockengießerei Grüninger in Villingen vier Glocken, die im selben Jahr feierlich eingeweiht wurden. Im Jahr 1940 wurden drei der vier Glocken für Rüstungszwecke beschlagnahmt und eingeschmolzen, nur die kleinste Glocke durfte die Gemeinde behalten.
| Glocke | Ton | Gussjahr | Gießer, Gussort      | Gewicht | Durchmesser | Bemerkung                                |
| ------ | --- | -------- | -------------------- | ------- | ----------- | ---------------------------------------- |
| 1      | h0  | 1931     | Grüninger, Villingen | 2450 kg | 1660 mm     | im Jahr 1940 zu Kriegszwecken abgenommen |
| 2      | d1  | 1931     | Grüninger, Villingen | 1400 kg | 1375 mm     | im Jahr 1940 zu Kriegszwecken abgenommen |
| 3      | e1  | 1931     | Grüninger, Villingen | 0950 kg | 1200 mm     | im Jahr 1940 zu Kriegszwecken abgenommen |
| 4      | g1  | 1931     | Grüninger, Villingen | 0620 kg | 1020 mm     | bis heute erhalten                       |

### Aktuelles Geläut
Nach dem Krieg blieb die kleinste Glocke bis auf weiteres verschont und durfte bei der Neuanschaffung eines Geläuts im Jahr 1956 nicht eingeschmolzen werden. Die Glockengießerei Mabilon in Saarburg bildete – zu der vorhandenen Glocke im Schlagton g1 passend – vier Glocken mit den Tönen h0, d1, e1 und a1. Einige Zeit später wurden auch diese neuen Glocken eingeweiht. 1996 bekam die drittgrößte Glocke einen Schaden und wurde von Wolfgang Hausen-Mabilon durch einen Neuguss ersetzt. Das fünfstimmige Geläut ist klanglich nach dem Motiv des doppelten Te Deum disponiert.
| Glocke | Ton | Gussjahr | Gießer, Gussort      | Gewicht | Durchmesser |
| ------ | --- | -------- | -------------------- | ------- | ----------- |
| 1      | h0  | 1956     | Mabilon, Saarburg    | 2800 kg | 1640 mm     |
| 2      | d1  | 1956     | Mabilon, Saarburg    | 1650 kg | 1430 mm     |
| 3      | e1  | 1996     | Mabilon, Saarburg    | 1150 kg | 1250 mm     |
| 4      | g1  | 1931     | Grüninger, Villingen | 0620 kg | 1020 mm     |
| 5      | a1  | 1956     | Mabilon, Saarburg    | 0460 kg | 0930 mm     |

## Seelsorger
Den Seelsorgerdienst der Pfarrei Christkönig versahen bisher folgende Personen:
Pfarrer
- Johannes Ludger Schlich: 1929 bis 1. Dezember 1935 (Entlassung auf Druck der NSDAP)
- Peter Schubach: 1936 bis 1948
- Michael Kettel: 1949 bis 1977
- Hermann Josef Reckenthäler: 1978 bis 1985
- Peter Rudoph: 1986 bis 2013
- Benedikt Welter: seit 2013

Kapläne
- Heinrich Wirth: 1929 bis 1933
- Alois Schneider: 1933 bis 1937
- Ernst Günther: 1937 bis 1940
- Josef Michels: 1935 bis 1941
- Peter Hammes: 1940 bis 1945
- Peter Schmitt: Juni bis Dezember 1941 und 1945 bis 1946
- Josef Rau: 1946 bis 1947
- Emil Berberich: 1952 bis 1953
- Franz Ronig: 1954 bis 1957
- Josef Koch: 1957 bis 1961
- Erhard Bertel: 1962 bis 1965
- Hermann Münzel: 1965
- Josef Karst: 1966

Subsidiar
- Josef Willwersch: 1969 bis 1981
- Raimund Moßmann: 2002 bis 2004 (Kooperator)

Krankenhausseelsorger
- Edmunt Kütten: 1951 bis 1953 (Winterbergklinik, Rot-Kreuz-Klinik)
- Markus Wirth: 2013 bis 2018 (Winterbergklinik, Sonnenbergklinik)